# 1861

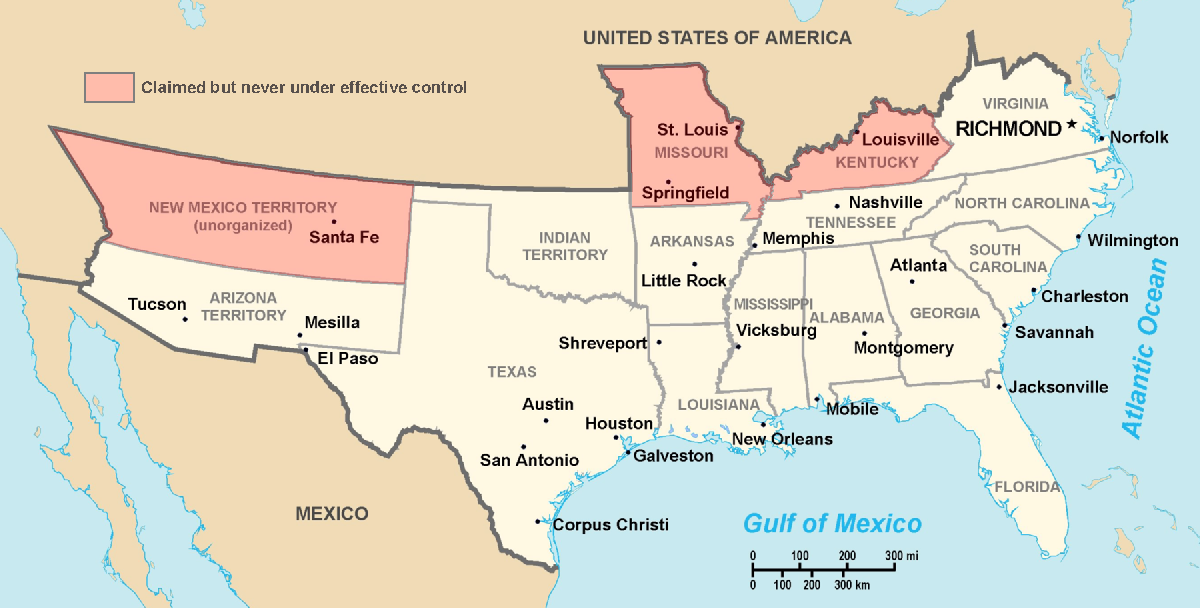
Das Territorium der Konföderierten Staaten von Amerika

Portal Geschichte | Portal Biografien | Aktuelle Ereignisse | Jahreskalender | Tagesartikel

◄ |
18. Jahrhundert |
19. Jahrhundert
| 20. Jahrhundert | ►

◄ |
1830er |
1840er |
1850er |
1860er
| 1870er | 1880er | 1890er | ►

◄◄ |
◄ |
1857 |
1858 |
1859 |
1860 |
1861
| 1862 | 1863 | 1864 | 1865 | ► | ►►
Staatsoberhäupter · Wahlen · Nekrolog · Kunstjahr · Literaturjahr · Musikjahr   · Sportjahr
| Januar | Januar | Januar | Januar | Januar | Januar | Januar | Januar |
| Kw     | Mo     | Di     | Mi     | Do     | Fr     | Sa     | So     |
| ------ | ------ | ------ | ------ | ------ | ------ | ------ | ------ |
| 1      |        | 1      | 2      | 3      | 4      | 5      | 6      |
| 2      | 7      | 8      | 9      | 10     | 11     | 12     | 13     |
| 3      | 14     | 15     | 16     | 17     | 18     | 19     | 20     |
| 4      | 21     | 22     | 23     | 24     | 25     | 26     | 27     |
| 5      | 28     | 29     | 30     | 31     |        |        |        |

| Februar | Februar | Februar | Februar | Februar | Februar | Februar | Februar |
| Kw      | Mo      | Di      | Mi      | Do      | Fr      | Sa      | So      |
| ------- | ------- | ------- | ------- | ------- | ------- | ------- | ------- |
| 5       |         |         |         |         | 1       | 2       | 3       |
| 6       | 4       | 5       | 6       | 7       | 8       | 9       | 10      |
| 7       | 11      | 12      | 13      | 14      | 15      | 16      | 17      |
| 8       | 18      | 19      | 20      | 21      | 22      | 23      | 24      |
| 9       | 25      | 26      | 27      | 28      |         |         |         |

| März | März | März | März | März | März | März | März |
| Kw   | Mo   | Di   | Mi   | Do   | Fr   | Sa   | So   |
| ---- | ---- | ---- | ---- | ---- | ---- | ---- | ---- |
| 9    |      |      |      |      | 1    | 2    | 3    |
| 10   | 4    | 5    | 6    | 7    | 8    | 9    | 10   |
| 11   | 11   | 12   | 13   | 14   | 15   | 16   | 17   |
| 12   | 18   | 19   | 20   | 21   | 22   | 23   | 24   |
| 13   | 25   | 26   | 27   | 28   | 29   | 30   | 31   |

| April | April | April | April | April | April | April | April |
| Kw    | Mo    | Di    | Mi    | Do    | Fr    | Sa    | So    |
| ----- | ----- | ----- | ----- | ----- | ----- | ----- | ----- |
| 14    | 1     | 2     | 3     | 4     | 5     | 6     | 7     |
| 15    | 8     | 9     | 10    | 11    | 12    | 13    | 14    |
| 16    | 15    | 16    | 17    | 18    | 19    | 20    | 21    |
| 17    | 22    | 23    | 24    | 25    | 26    | 27    | 28    |
| 18    | 29    | 30    |       |       |       |       |       |

| Mai | Mai | Mai | Mai | Mai | Mai | Mai | Mai |
| Kw  | Mo  | Di  | Mi  | Do  | Fr  | Sa  | So  |
| 18  |     |     | 1   | 2   | 3   | 4   | 5   |
| 19  | 6   | 7   | 8   | 9   | 10  | 11  | 12  |
| 20  | 13  | 14  | 15  | 16  | 17  | 18  | 19  |
| 21  | 20  | 21  | 22  | 23  | 24  | 25  | 26  |
| 22  | 27  | 28  | 29  | 30  | 31  |     |     |
| --- | --- | --- | --- | --- | --- | --- | --- |

| Juni | Juni | Juni | Juni | Juni | Juni | Juni | Juni |
| Kw   | Mo   | Di   | Mi   | Do   | Fr   | Sa   | So   |
| ---- | ---- | ---- | ---- | ---- | ---- | ---- | ---- |
| 22   |      |      |      |      |      | 1    | 2    |
| 23   | 3    | 4    | 5    | 6    | 7    | 8    | 9    |
| 24   | 10   | 11   | 12   | 13   | 14   | 15   | 16   |
| 25   | 17   | 18   | 19   | 20   | 21   | 22   | 23   |
| 26   | 24   | 25   | 26   | 27   | 28   | 29   | 30   |

| Juli | Juli | Juli | Juli | Juli | Juli | Juli | Juli |
| Kw   | Mo   | Di   | Mi   | Do   | Fr   | Sa   | So   |
| ---- | ---- | ---- | ---- | ---- | ---- | ---- | ---- |
| 27   | 1    | 2    | 3    | 4    | 5    | 6    | 7    |
| 28   | 8    | 9    | 10   | 11   | 12   | 13   | 14   |
| 29   | 15   | 16   | 17   | 18   | 19   | 20   | 21   |
| 30   | 22   | 23   | 24   | 25   | 26   | 27   | 28   |
| 31   | 29   | 30   | 31   |      |      |      |      |

| August | August | August | August | August | August | August | August |
| Kw     | Mo     | Di     | Mi     | Do     | Fr     | Sa     | So     |
| ------ | ------ | ------ | ------ | ------ | ------ | ------ | ------ |
| 31     |        |        |        | 1      | 2      | 3      | 4      |
| 32     | 5      | 6      | 7      | 8      | 9      | 10     | 11     |
| 33     | 12     | 13     | 14     | 15     | 16     | 17     | 18     |
| 34     | 19     | 20     | 21     | 22     | 23     | 24     | 25     |
| 35     | 26     | 27     | 28     | 29     | 30     | 31     |        |

| September | September | September | September | September | September | September | September |
| Kw        | Mo        | Di        | Mi        | Do        | Fr        | Sa        | So        |
| --------- | --------- | --------- | --------- | --------- | --------- | --------- | --------- |
| 35        |           |           |           |           |           |           | 1         |
| 36        | 2         | 3         | 4         | 5         | 6         | 7         | 8         |
| 37        | 9         | 10        | 11        | 12        | 13        | 14        | 15        |
| 38        | 16        | 17        | 18        | 19        | 20        | 21        | 22        |
| 39        | 23        | 24        | 25        | 26        | 27        | 28        | 29        |
| 40        | 30        |           |           |           |           |           |           |

| Oktober | Oktober | Oktober | Oktober | Oktober | Oktober | Oktober | Oktober |
| Kw      | Mo      | Di      | Mi      | Do      | Fr      | Sa      | So      |
| ------- | ------- | ------- | ------- | ------- | ------- | ------- | ------- |
| 40      |         | 1       | 2       | 3       | 4       | 5       | 6       |
| 41      | 7       | 8       | 9       | 10      | 11      | 12      | 13      |
| 42      | 14      | 15      | 16      | 17      | 18      | 19      | 20      |
| 43      | 21      | 22      | 23      | 24      | 25      | 26      | 27      |
| 44      | 28      | 29      | 30      | 31      |         |         |         |

| November | November | November | November | November | November | November | November |
| Kw       | Mo       | Di       | Mi       | Do       | Fr       | Sa       | So       |
| -------- | -------- | -------- | -------- | -------- | -------- | -------- | -------- |
| 44       |          |          |          |          | 1        | 2        | 3        |
| 45       | 4        | 5        | 6        | 7        | 8        | 9        | 10       |
| 46       | 11       | 12       | 13       | 14       | 15       | 16       | 17       |
| 47       | 18       | 19       | 20       | 21       | 22       | 23       | 24       |
| 48       | 25       | 26       | 27       | 28       | 29       | 30       |          |

| Dezember | Dezember | Dezember | Dezember | Dezember | Dezember | Dezember | Dezember |
| Kw       | Mo       | Di       | Mi       | Do       | Fr       | Sa       | So       |
| -------- | -------- | -------- | -------- | -------- | -------- | -------- | -------- |
| 48       |          |          |          |          |          |          | 1        |
| 49       | 2        | 3        | 4        | 5        | 6        | 7        | 8        |
| 50       | 9        | 10       | 11       | 12       | 13       | 14       | 15       |
| 51       | 16       | 17       | 18       | 19       | 20       | 21       | 22       |
| 52       | 23       | 24       | 25       | 26       | 27       | 28       | 29       |
| 1        | 30       | 31       |          |          |          |          |          |

| Januar | Januar | Januar | Januar | Januar | Januar | Januar | Januar |
| Kw     | Mo     | Di     | Mi     | Do     | Fr     | Sa     | So     |
| ------ | ------ | ------ | ------ | ------ | ------ | ------ | ------ |
| 1      |        | 1      | 2      | 3      | 4      | 5      | 6      |
| 2      | 7      | 8      | 9      | 10     | 11     | 12     | 13     |
| 3      | 14     | 15     | 16     | 17     | 18     | 19     | 20     |
| 4      | 21     | 22     | 23     | 24     | 25     | 26     | 27     |
| 5      | 28     | 29     | 30     | 31     |        |        |        |

| Februar | Februar | Februar | Februar | Februar | Februar | Februar | Februar |
| Kw      | Mo      | Di      | Mi      | Do      | Fr      | Sa      | So      |
| ------- | ------- | ------- | ------- | ------- | ------- | ------- | ------- |
| 5       |         |         |         |         | 1       | 2       | 3       |
| 6       | 4       | 5       | 6       | 7       | 8       | 9       | 10      |
| 7       | 11      | 12      | 13      | 14      | 15      | 16      | 17      |
| 8       | 18      | 19      | 20      | 21      | 22      | 23      | 24      |
| 9       | 25      | 26      | 27      | 28      |         |         |         |

| März | März | März | März | März | März | März | März |
| Kw   | Mo   | Di   | Mi   | Do   | Fr   | Sa   | So   |
| ---- | ---- | ---- | ---- | ---- | ---- | ---- | ---- |
| 9    |      |      |      |      | 1    | 2    | 3    |
| 10   | 4    | 5    | 6    | 7    | 8    | 9    | 10   |
| 11   | 11   | 12   | 13   | 14   | 15   | 16   | 17   |
| 12   | 18   | 19   | 20   | 21   | 22   | 23   | 24   |
| 13   | 25   | 26   | 27   | 28   | 29   | 30   | 31   |

| April | April | April | April | April | April | April | April |
| Kw    | Mo    | Di    | Mi    | Do    | Fr    | Sa    | So    |
| ----- | ----- | ----- | ----- | ----- | ----- | ----- | ----- |
| 14    | 1     | 2     | 3     | 4     | 5     | 6     | 7     |
| 15    | 8     | 9     | 10    | 11    | 12    | 13    | 14    |
| 16    | 15    | 16    | 17    | 18    | 19    | 20    | 21    |
| 17    | 22    | 23    | 24    | 25    | 26    | 27    | 28    |
| 18    | 29    | 30    |       |       |       |       |       |

| Mai | Mai | Mai | Mai | Mai | Mai | Mai | Mai |
| Kw  | Mo  | Di  | Mi  | Do  | Fr  | Sa  | So  |
| 18  |     |     | 1   | 2   | 3   | 4   | 5   |
| 19  | 6   | 7   | 8   | 9   | 10  | 11  | 12  |
| 20  | 13  | 14  | 15  | 16  | 17  | 18  | 19  |
| 21  | 20  | 21  | 22  | 23  | 24  | 25  | 26  |
| 22  | 27  | 28  | 29  | 30  | 31  |     |     |
| --- | --- | --- | --- | --- | --- | --- | --- |

| Juni | Juni | Juni | Juni | Juni | Juni | Juni | Juni |
| Kw   | Mo   | Di   | Mi   | Do   | Fr   | Sa   | So   |
| ---- | ---- | ---- | ---- | ---- | ---- | ---- | ---- |
| 22   |      |      |      |      |      | 1    | 2    |
| 23   | 3    | 4    | 5    | 6    | 7    | 8    | 9    |
| 24   | 10   | 11   | 12   | 13   | 14   | 15   | 16   |
| 25   | 17   | 18   | 19   | 20   | 21   | 22   | 23   |
| 26   | 24   | 25   | 26   | 27   | 28   | 29   | 30   |

| Juli | Juli | Juli | Juli | Juli | Juli | Juli | Juli |
| Kw   | Mo   | Di   | Mi   | Do   | Fr   | Sa   | So   |
| ---- | ---- | ---- | ---- | ---- | ---- | ---- | ---- |
| 27   | 1    | 2    | 3    | 4    | 5    | 6    | 7    |
| 28   | 8    | 9    | 10   | 11   | 12   | 13   | 14   |
| 29   | 15   | 16   | 17   | 18   | 19   | 20   | 21   |
| 30   | 22   | 23   | 24   | 25   | 26   | 27   | 28   |
| 31   | 29   | 30   | 31   |      |      |      |      |

| August | August | August | August | August | August | August | August |
| Kw     | Mo     | Di     | Mi     | Do     | Fr     | Sa     | So     |
| ------ | ------ | ------ | ------ | ------ | ------ | ------ | ------ |
| 31     |        |        |        | 1      | 2      | 3      | 4      |
| 32     | 5      | 6      | 7      | 8      | 9      | 10     | 11     |
| 33     | 12     | 13     | 14     | 15     | 16     | 17     | 18     |
| 34     | 19     | 20     | 21     | 22     | 23     | 24     | 25     |
| 35     | 26     | 27     | 28     | 29     | 30     | 31     |        |

| September | September | September | September | September | September | September | September |
| Kw        | Mo        | Di        | Mi        | Do        | Fr        | Sa        | So        |
| --------- | --------- | --------- | --------- | --------- | --------- | --------- | --------- |
| 35        |           |           |           |           |           |           | 1         |
| 36        | 2         | 3         | 4         | 5         | 6         | 7         | 8         |
| 37        | 9         | 10        | 11        | 12        | 13        | 14        | 15        |
| 38        | 16        | 17        | 18        | 19        | 20        | 21        | 22        |
| 39        | 23        | 24        | 25        | 26        | 27        | 28        | 29        |
| 40        | 30        |           |           |           |           |           |           |

| Oktober | Oktober | Oktober | Oktober | Oktober | Oktober | Oktober | Oktober |
| Kw      | Mo      | Di      | Mi      | Do      | Fr      | Sa      | So      |
| ------- | ------- | ------- | ------- | ------- | ------- | ------- | ------- |
| 40      |         | 1       | 2       | 3       | 4       | 5       | 6       |
| 41      | 7       | 8       | 9       | 10      | 11      | 12      | 13      |
| 42      | 14      | 15      | 16      | 17      | 18      | 19      | 20      |
| 43      | 21      | 22      | 23      | 24      | 25      | 26      | 27      |
| 44      | 28      | 29      | 30      | 31      |         |         |         |

| November | November | November | November | November | November | November | November |
| Kw       | Mo       | Di       | Mi       | Do       | Fr       | Sa       | So       |
| -------- | -------- | -------- | -------- | -------- | -------- | -------- | -------- |
| 44       |          |          |          |          | 1        | 2        | 3        |
| 45       | 4        | 5        | 6        | 7        | 8        | 9        | 10       |
| 46       | 11       | 12       | 13       | 14       | 15       | 16       | 17       |
| 47       | 18       | 19       | 20       | 21       | 22       | 23       | 24       |
| 48       | 25       | 26       | 27       | 28       | 29       | 30       |          |

| Dezember | Dezember | Dezember | Dezember | Dezember | Dezember | Dezember | Dezember |
| Kw       | Mo       | Di       | Mi       | Do       | Fr       | Sa       | So       |
| -------- | -------- | -------- | -------- | -------- | -------- | -------- | -------- |
| 48       |          |          |          |          |          |          | 1        |
| 49       | 2        | 3        | 4        | 5        | 6        | 7        | 8        |
| 50       | 9        | 10       | 11       | 12       | 13       | 14       | 15       |
| 51       | 16       | 17       | 18       | 19       | 20       | 21       | 22       |
| 52       | 23       | 24       | 25       | 26       | 27       | 28       | 29       |
| 1        | 30       | 31       |          |          |          |          |          |

Im Jahr 1861 wendet sich die weltpolitische Aufmerksamkeit dem amerikanischen Kontinent zu: Nach der Wahl von Abraham Lincoln zum Präsidenten der Vereinigten Staaten im November des Vorjahres erklären Anfang des Jahres mehrere Südstaaten ihren Austritt aus der Union und gründen wenig später die Konföderierten Staaten von Amerika. Jefferson Davis wird zum Präsidenten der Konföderation gewählt. Mit dem Angriff auf Fort Sumter beginnt am 12. April schließlich der Amerikanische Bürgerkrieg, bei dem beide Seiten noch mit einem baldigen Ende innerhalb eines Jahres rechnen.
In Mexiko ist gleichzeitig der Bürgerkrieg zugunsten des verfassungsmässig gewählten Präsidenten Benito Juárez zu Ende gegangen. Doch der Krieg hat das Land an den Rand des wirtschaftlichen Ruins geführt. Die Erklärung, dass die Bezahlung von Staatsschulden im Ausland eingestellt werden, ruft die europäischen Mächte Großbritannien, Spanien und Frankreich auf den Plan. Im Dezember landet ein spanisches Expeditionskorps in Veracruz, die Vorhut der europäischen Invasion in Mexiko.
In Europa wird Wilhelm I. neuer König von Preußen, Kaiser Franz Joseph I. von Österreich erlässt das Februarpatent und das Protestantenpatent und Zar Alexander II. hebt die Leibeigenschaft im Russischen Reich auf. Nach dem erfolgreichen Einigungskampf wird das Königreich Italien unter Viktor Emanuel II. ausgerufen und Fürst Alexandru Ioan Cuza proklamiert das neue Fürstentum Rumänien. 
| Chronologie                                                                                             | Chronologie |
| --- | --- |
| 1. Januar                                                                                               | Schweiz: Josef Martin Knüsel wird Bundespräsident.                                                              |
| 2. Januar                                                                                               | Wilhelm I. wird König von Preußen.                                                                              |
| 9. Januar                                                                                               | Vereinigte Staaten: Mississippi erklärt als zweiter der Südstaaten seinen Austritt aus der Union.               |
| 10. Januar                                                                                              | Vereinigte Staaten: Florida erklärt seinen Austritt aus der Union.                                              |
| 11. Januar                                                                                              | Vereinigte Staaten: Georgia erklärt seinen Austritt aus der Union.                                              |
| 14. Januar                                                                                              | Bolivien: José María Achá stürzt Staatspräsident José María Linares.                                            |
| 19. Januar                                                                                              | Vereinigte Staaten: Alabama erklärt seinen Austritt aus der Union.                                              |
| 26. Januar                                                                                              | Vereinigte Staaten: Louisiana erklärt seinen Austritt aus der Union.                                            |
| 29. Januar                                                                                              | Vereinigte Staaten: Kansas wird als Bundesstaat in die Union aufgenommen.                                       |
| 1. Februar                                                                                              | Vereinigte Staaten: Texas verabschiedet seine Austrittserklärung aus der Union.                                 |
| 4. Februar                                                                                              | Gründung der Konföderierten Staaten von Amerika.                                                                |
| 13. Februar                                                                                             | Italien: Franz II. von Neapel und Sizilien kapituliert vor den Truppen des Königreichs Sardinien.               |
| 18. Februar                                                                                             | Jefferson Davis wird als Präsident der Konföderierten Staaten von Amerika vereidigt.                            |
| 26. Februar                                                                                             | Kaisertum Österreich: Franz Joseph I. erlässt das Februarpatent.                                                |
| 28. Februar                                                                                             | Vereinigte Staaten: Das Colorado-Territorium wird gegründet.                                                    |
| 2. März                                                                                                 | Vereinigte Staaten: Das Dakota-Territorium und das Nevada-Territorium werden gegründet.                         |
| 4. März                                                                                                 | Abraham Lincoln wird als Präsident der Vereinigten Staaten von Amerika vereidigt.                               |
| 11. März                                                                                                | Die Verfassung der Konföderierten Staaten wird beschlossen.                                                     |
| 17. März                                                                                                | Viktor Emanuel II. proklamiert das Königreich Italien.                                                          |
| 2. April                                                                                                | Gabriel García Moreno wird Präsident von Ecuador.                                                               |
| 8. April                                                                                                | Kaisertum Österreich: Franz Joseph I. erlässt das Protestantenpatent.                                           |
| 12./13. April                                                                                           | Angriff auf Fort Sumter, der Sezessionskrieg beginnt.                                                           |
| 17. April                                                                                               | Vereinigte Staaten: Virginia verabschiedet seine Austrittserklärung aus der Union.                              |
| 3. Mai                                                                                                  | Winfield Scott legt seinen Anaconda-Plan gegen die Konföderation vor.                                           |
| 6. Mai                                                                                                  | Vereinigte Staaten: Arkansas und Tennessee erklären ihren Austritt aus der Union.                               |
| 7. Mai                                                                                                  | Virginia tritt den Konföderierten Staaten bei.                                                                  |
| 16. Mai                                                                                                 | Tennessee tritt den Konföderierten Staaten bei.                                                                 |
| 18. Mai                                                                                                 | Arkansas tritt den Konföderierten Staaten bei.                                                                  |
| 20. Mai                                                                                                 | Vereinigte Staaten: North Carolina erklärt seinen Austritt aus der Union und seinen Beitritt zur Konföderation. |
| Juni | Tomás Cipriano de Mosquera erobert Santa Fé de Bogotá und wird Präsident der Granada-Konföderation.             |
| 3. Juni                                                                                                 | Sezessionskrieg: Gefecht bei Philippi                                                                           |
| 8. Juni                                                                                                 | Vereinigte Staaten: Der Austritt Tennessee aus der Union wird durch Referendum bestätigt.                       |
| 10. Juni                                                                                                | Sezessionskrieg: Gefecht bei Big Bethel                                                                         |
| 25. Juni                                                                                                | Abdülaziz wird Sultan des Osmanischen Reiches.                                                                  |
| 2. Juli                                                                                                 | Sezessionskrieg: Gefecht am Hoke Run                                                                            |
| 17. September                                                                                           | Argentinische Föderation: Schlacht von Pavón                                                                    |
| 18. September                                                                                           | José Joaquín Pérez wird Präsident von Chile.                                                                    |
| 1. November                                                                                             | George B. McClellan löst Winfield Scott als Oberbefehlshaber der Unionstruppen ab.                              |
| 8. Dezember                                                                                             | Mexiko: Ein spanisches Expeditionskorps landet in Veracruz.                                                     |
| Andauernde Ereignisse                                                                                   | |
| Föderaler Krieg in Venezuela (seit 1859)                                                                | |
| Bürgerkrieg in Kolumbien (seit 1860)                                                                    | |
| Preußischer Verfassungskonflikt (seit 1860) während der Neuen Ära (seit 1858)                           | |
| Rotativismo in Portugal (seit 1856)                                                                     | |
| Nian-Aufstand (seit 1853) und Taiping-Aufstand (seit 1850) gegen die Qing-Dynastie in China (seit 1644) | |
| Bakumatsu (seit 1853) der Edo-Zeit in Japan (seit 1603)                                                 | |
| Zweites Kaiserreich in Frankreich (seit 1852)                                                           | |
| Gründerzeit in Deutschland und Österreich (seit etwa 1840)                                              | |
| Tanzimat-Reformen im Osmanischen Reich (seit 1839)                                                      | |
| Viktorianisches Zeitalter in Großbritannien (seit 1837)                                                 | |

## Ereignisse

### Politik und Weltgeschehen

#### Nordamerika

##### Sezessionskrieg

###### Vorgeschichte
Nachdem im Vorjahr der für seine strikten Prinzipien in der Sklavenfrage bekannte Abraham Lincoln zum Präsidenten der Vereinigten Staaten gewählt worden ist, hat am 20. Dezember der Staat South Carolina seinen Austritt aus der Union erklärt. Obwohl Lincoln, dem bis zu seiner Amtseinführung am 4. März die Hände gebunden sind, seinen Amtsvorgänger James Buchanan eindringlich zum Handeln auffordert, bleibt dieser mit dem Argument untätig, dass die Sezession aus seiner Sicht zwar illegal sei, er aber keine verfassungsrechtliche Handhabe habe, militärisch einzugreifen. Von dieser Untätigkeit ermutigt, kehren am Beginn des Jahres weitere Südstaaten den Vereinigten Staaten den Rücken.

Unabhängigkeitsflagge Alabamas

Innerhalb weniger Tage erklären Mississippi (9. Januar), Florida (10. Januar), Alabama (11. Januar) und Georgia (19. Januar) ihren Austritt aus den Vereinigten Staaten, gefolgt von Louisiana am 26. Januar. Am 4. Februar konstituiert sich in Montgomery, Alabama, ein Provisorischer Kongress aus Vertretern der bis dahin ausgetretenen Staaten, welche die Konföderierten Staaten von Amerika gründen. Der Kongress, der eine Verfassung ausarbeiten und einen Präsidenten wählen soll, wählt Robert Woodward Barnwell aus South Carolina auf Vorschlag von William Parish Chilton zum vorläufigen Vorsitzenden, der das Amt jedoch noch am selben Tag an Howell Cobb aus Georgia weiterreicht.

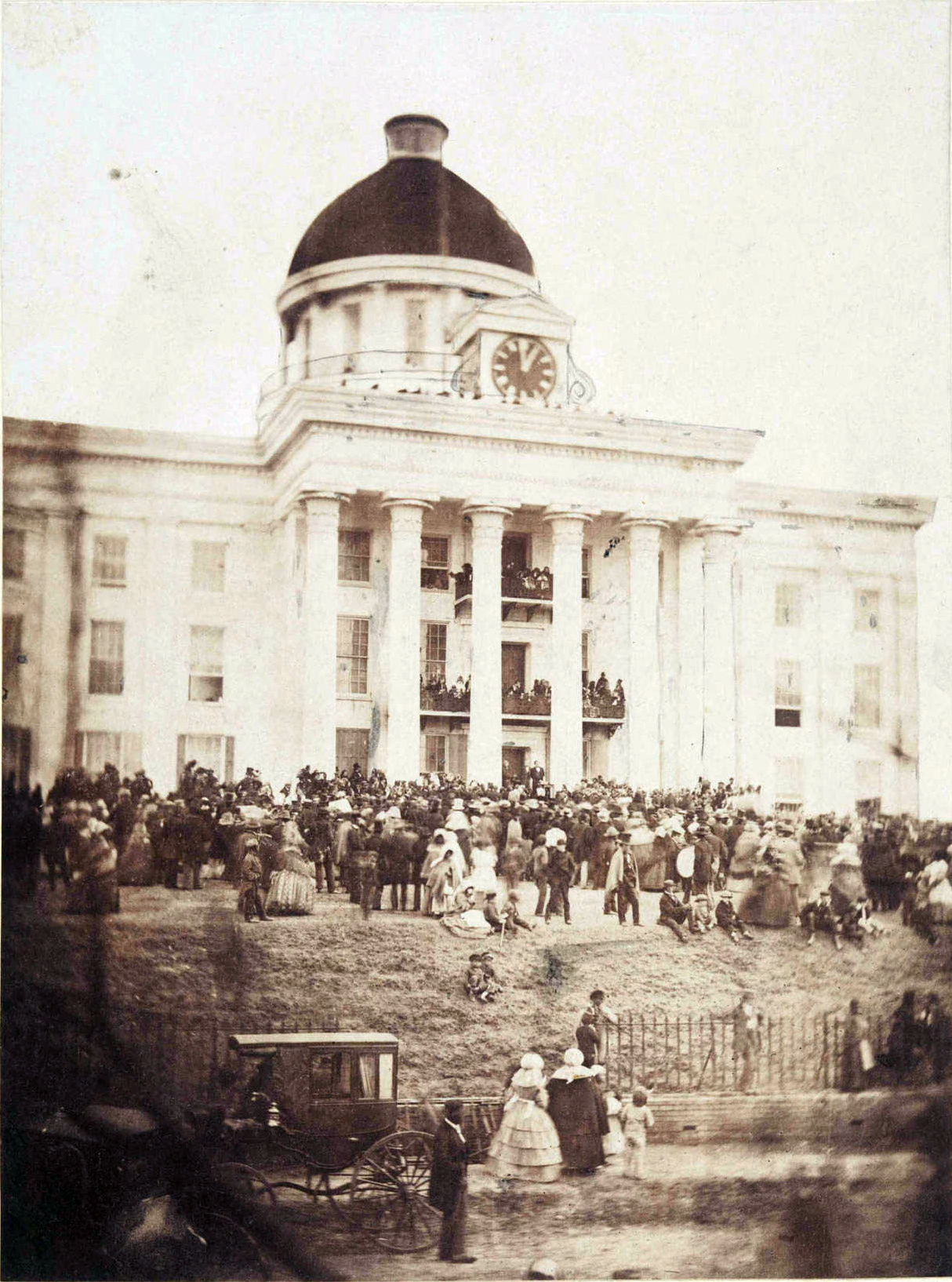
Amtseinführung von Jefferson Davis

Am 8. Februar wird eine provisorische Verfassung beschlossen, auf deren Basis am nächsten Tag Jefferson Davis zum provisorischen Präsidenten der Konföderierten Staaten von Amerika gewählt wird. Davis wird am 18. Februar vereidigt. Im Lauf des Februar wird vom Kongress noch der Aufbau einer Confederate States Navy und einer Confederate States Army beschlossen, Ende März auch ein Confederate States Marine Corps.
Texas, dessen auf einem Konvent in Austin am 1. Februar beschlossene Austrittserklärung am 23. Februar per Referendum gebilligt wird und damit zum 2. März in Kraft tritt, ist der letzte Staat, der noch vor dem Amtsantritt Abraham Lincolns am 4. März und dem Beginn des Sezessionskrieges aus der Union aus- und den Konföderierten Staaten beitritt. Gouverneur Sam Houston, Held des texanischen Unabhängigkeitskrieges, weigert sich jedoch, den Treueeid auf die Konföderation zu leisten und tritt zurück. Sein Nachfolger wird am 18. März Edward Clark.

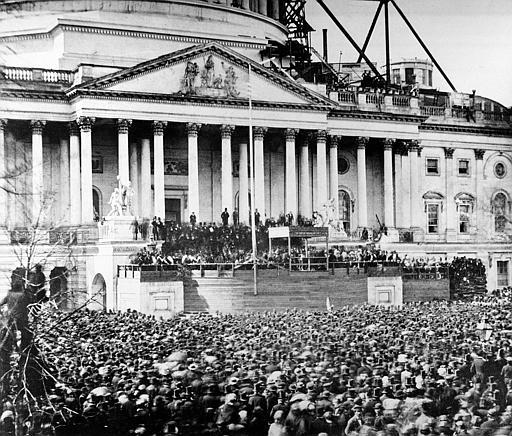
Inauguration Lincolns

Am 4. März tritt Abraham Lincoln sein Amt als 16. Präsident der Vereinigten Staaten gemeinsam mit Vizepräsident Hannibal Hamlin an. In der Rede zu seiner Amtseinführung schlägt Lincoln versöhnliche Töne an. Er verspricht, nicht als erster zu Gewaltmaßnahmen zu greifen, macht aber zugleich deutlich, dass sein Amtseid ihn verpflichte, einer Spaltung der Union auf jeden Fall entgegenzutreten.

The Stars and Bars

Genau am Tag von Lincolns Amtseinführung wird im Süden The Stars and Bars als erste Flagge der Konföderierten Staaten von Amerika eingeführt und am 11. März beschließt der Provisorische Konföderiertenkongress die Verfassung der Konföderierten Staaten in ihrer endgültigen Fassung, die damit die provisorische Verfassung vom 8. Februar ablöst. Die neue Verfassung entspricht im Wesentlichen der Verfassung der Vereinigten Staaten. Gewichtige Unterschiede zwischen den beiden Verfassungstexten bestehen lediglich hinsichtlich der Auffassung über die Sklaverei, die Rechte der Mitgliedsstaaten sowie der parlamentarischen Budget- und Besteuerungskontrolle.

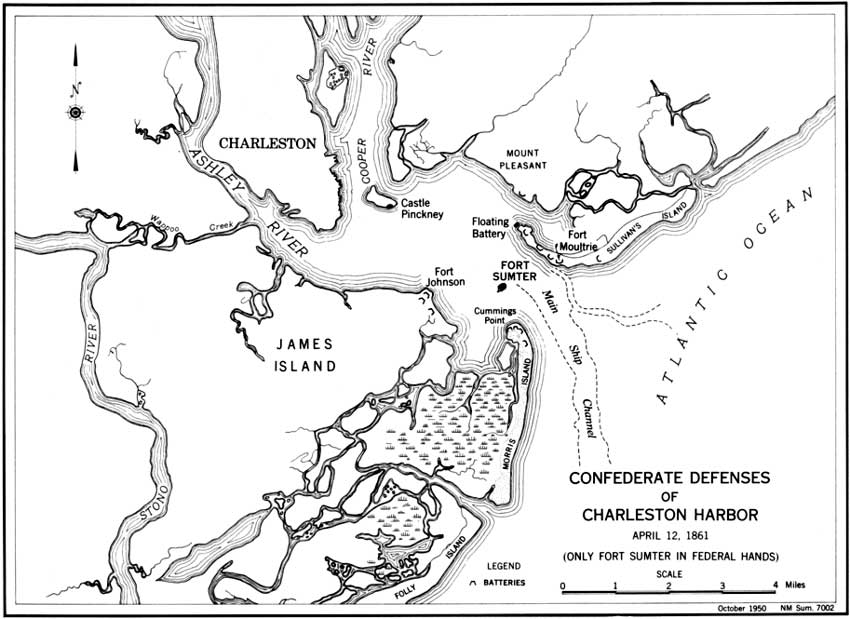
Die Bucht von Charleston vor dem Angriff

Am 12. April kommt es schließlich zum Angriff auf Fort Sumter. Das vor Charleston gelegene Fort ist auch nach der Sezession South Carolinas unter der Kontrolle von unionstreuen Truppen geblieben. Als Versorgungsschiffe aus dem Norden in der Bucht von Charleston auftauchen, befiehlt Jefferson Davis die Eroberung des Forts, das Kommandant Robert Anderson schließlich nach über eintägiger Beschießung an Südstaatengeneral Pierre Gustave Toutant Beauregard übergibt. Beim Angriff auf das Fort gibt es keine Opfer, jedoch kommt beim Salut für die Unionsflagge, eine der Kapitulationsbedingungen, der Unionsartillerist Daniel Hough ums Leben. Er gilt als der erste Tote des Amerikanischen Bürgerkriegs.

###### Weitere politische und strategische Entwicklung

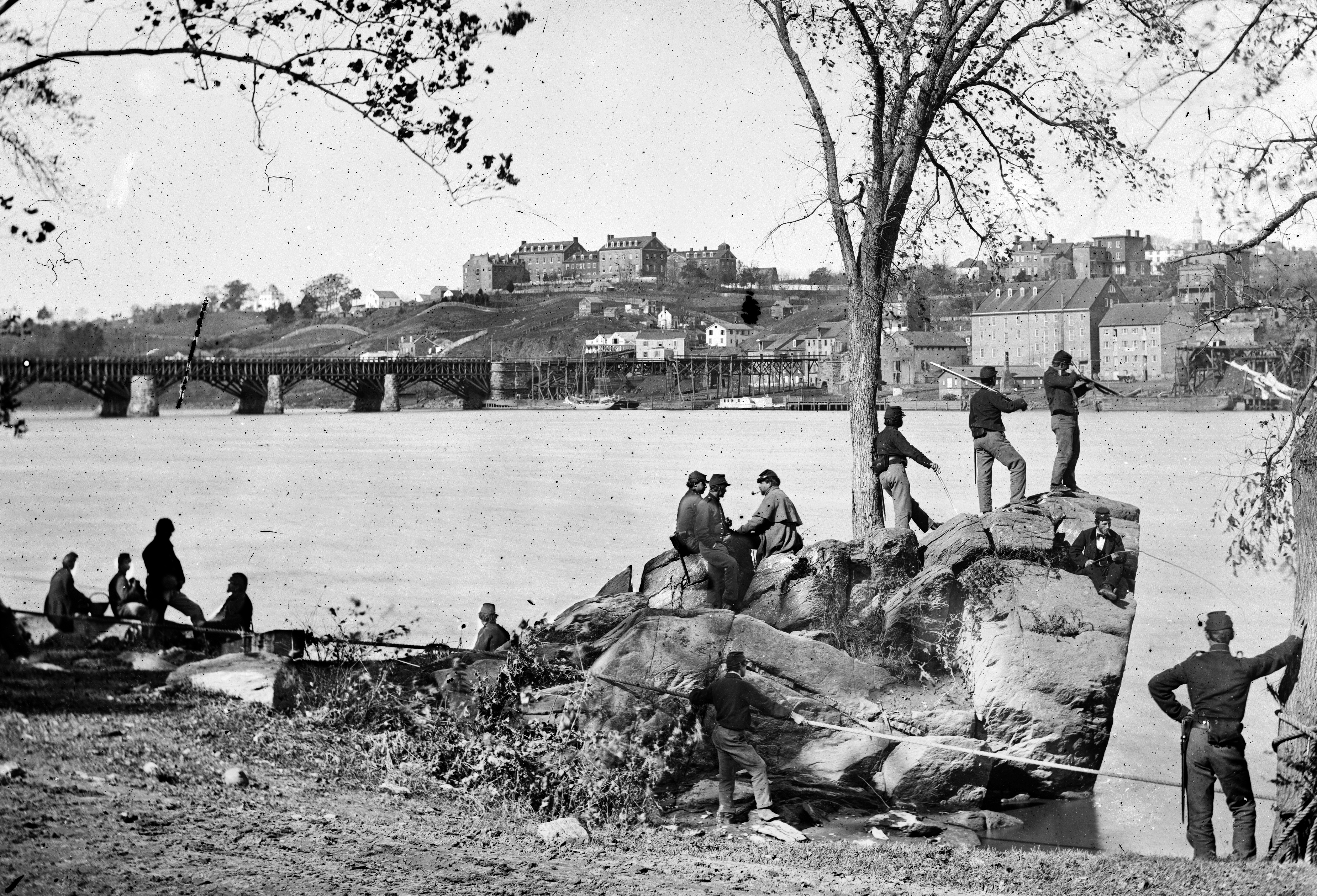
Unionssoldaten am Potomac River gegenüber der Georgetown University, wo Unionstruppen provisorisch einquartiert wurden

Der Norden ist dem Süden in diesem heraufziehenden Konflikt nach Bevölkerungszahl und Wirtschaftskraft weit überlegen. Doch kann die Union vor allem die zahlenmäßige militärische Überlegenheit nicht sofort nutzen: Das Heer der Vereinigten Staaten besteht zu Beginn des Krieges aus rund 16.000 Mann und die meisten Garnisonen liegen im Westen und entlang der kanadischen Grenze.
Der Süden hat den strategischen Vorteil, dass es in der Oberschicht der Südstaaten eine ausgeprägtere militärische Tradition gibt als in der des Nordens, wodurch der Konföderation eine verhältnismäßig größere Anzahl fähiger Militärs zur Verfügung steht. Vor allem aber muss sie zur Durchsetzung ihrer Kriegsziele keinen Eroberungskrieg führen, sondern kann auf die Kriegsmüdigkeit der Union und auf eine eventuelle wirtschaftliche Intervention andere Mächte setzen, falls sich der Krieg länger hinzieht.

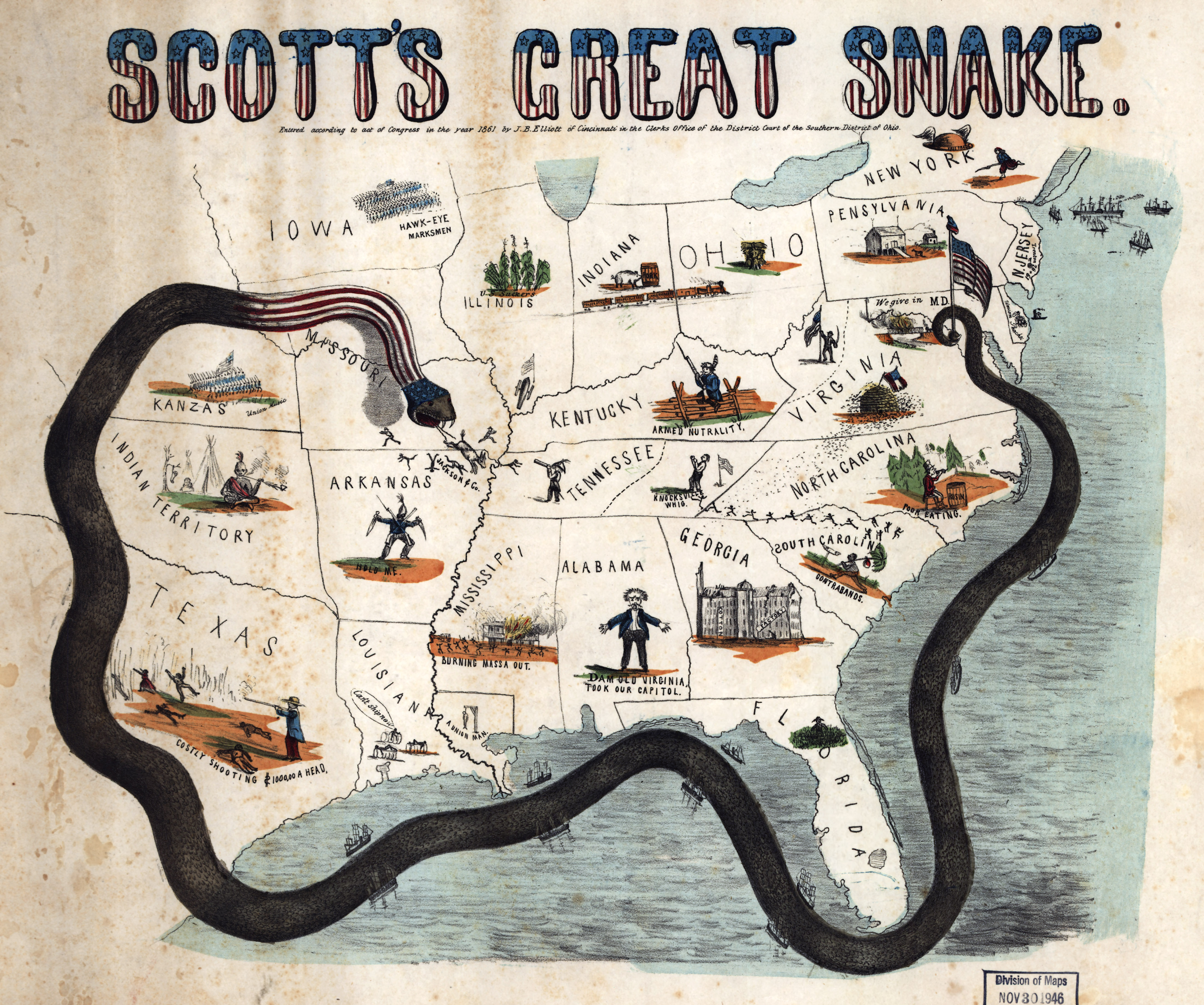
Karikatur auf Scotts Plan von 1861

Beide Seiten rechnen mit einer kurzen Dauer des Krieges. Die von Abraham Lincoln einberufenen Milizsoldaten zur Verstärkung der aktiven Einheiten werden nur für drei Monate verpflichtet, die Milizionäre des Südens immerhin für ein Jahr. Auch der von George B. McClellan dem Oberbefehlshaber der Union, Generalleutnant Winfield Scott, in zwei Versionen vorgelegte Feldzugsplan gegen die Konföderation geht von einer solchen kurzen Kriegsdauer aus. Scott selbst legt dem Kabinett Lincoln am 3. Mai hingegen einen Plan vor, der auf einen langfristigen Krieg ausgelegt ist. Der später als Anakonda-Plan bezeichnete Feldzugsplan stößt umgehend auf heftige Kritik und am 1. November tritt Scott zugunsten McClellans als Oberbefehlshaber zurück. Der Anaconda-Plan wird sich jedoch in seiner späteren Umsetzung als kriegsentscheidend erweisen. Am 22. Juli wird schließlich vom Kongress ein Freiwilligen-Heer von 500.000 Mann für die Unionsarmee bewilligt.
Während im Norden langsam eine gewisse Kriegsstimmung aufkommt, bewegt der Kriegsbeginn vier weitere Südstaaten, Virginia, Tennessee, Arkansas und North Carolina, ihren Austritt aus der Union zu erklären und sich der Konföderation anzuschließen, zum Teil wird das auch von Referenden begleitet. Andere sklavenhaltende Staaten wie zum Beispiel Maryland entscheiden sich hingegen für den Verbleib in der Union. Kurz nach dem Beitritt Virginias wird die Hauptstadt der Konföderation von Montgomery, Alabama, nach Richmond, Virginia, verlegt. Trotz dieser Aufwertung kommt es ausgerechnet in diesem Staat zur „Sezession von der Sezession“: Mehrere westliche Counties spalten sich am 27. April ab und erklären den Wiedereintritt in die Union und in Wheeling tritt am 11. Juni die Wiederhergestellte Regierung Virginias zusammen und erklärt den Austritt Virginias aus der Union für ungültig.
- 6. November: Die Bevölkerung wählt Jefferson Davis zum Präsidenten der Konföderierten Staaten von Amerika.
- November: Die Trent-Affäre führt beinahe zum Eintritt Großbritanniens in den Krieg auf Seiten der Konföderierten.

###### Östlicher Kriegsschauplatz
Blockade der Chesapeake Bay
- Zwischen dem 7. Mai und dem 5. Juni kommt es zu mehreren kleinen Gefechten, die alle keine eindeutige Entscheidung bringen.

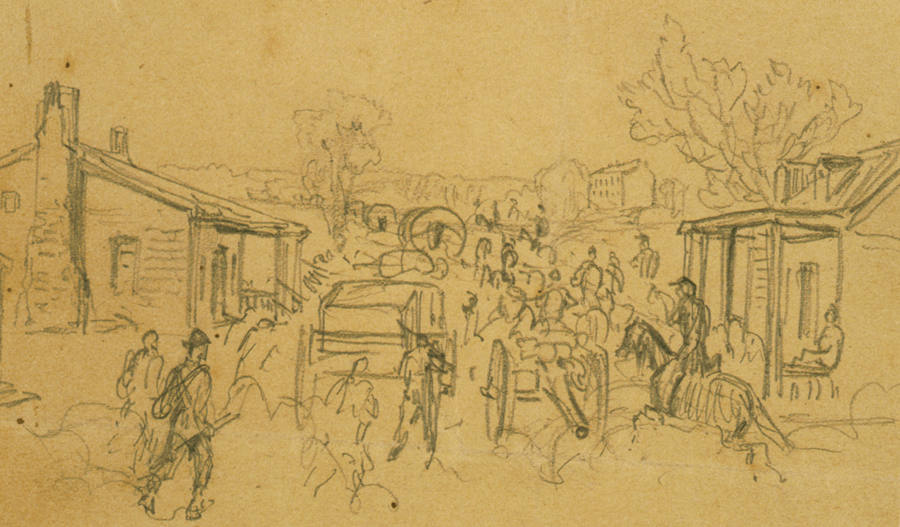
Das Gefecht bei Big Bethel (Alfred R. Waud)

- 10. Juni: Im etwa eine Stunde dauernden Gefecht bei Big Bethel werden die angreifenden Unionstruppen unter Benjamin Franklin Butler von den Konföderierten unter John Bankhead Magruder zurückgeworfen.
- 27. Juni: Das Gefecht am Mathias Point endet mit einem Sieg der Konföderation.

Operationen im westlichen Virginia

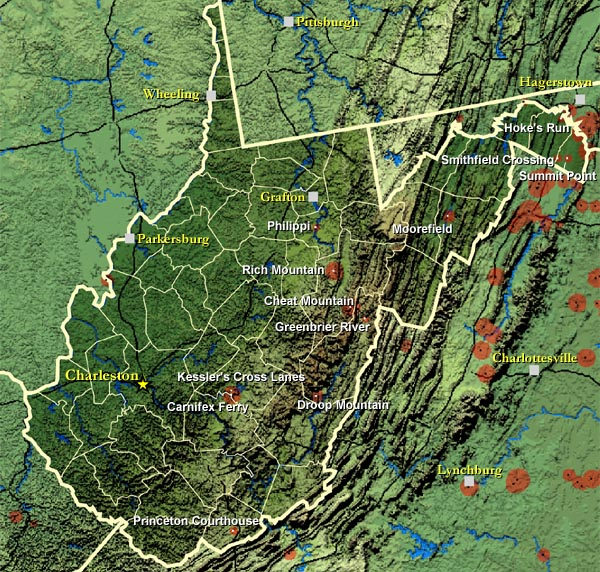
Schlachten im heutigen West-Virginia

- 14. Mai: George B. McClellan wird Kommandant des Wehrbereichs Ohio der Union.
- 3. Juni: Der Sieg der Union im Gefecht bei Philippi bildet eine wichtige Voraussetzung für die Gründung West Virginias.
- 11. Juli: Die Unionstruppen unter McClellan und William S. Rosecrans siegen in der Schlacht am Rich Mountain.
- 28. Juli: Robert Edward Lee erhält den Oberbefehl über die konföderierten Truppen im nordwestlichen Virginia.
- 26. August: Im Gefecht bei Kessler’s Cross Lanes besiegen die Konföderierten die Unionstruppen.
- 10. September: In der Schlacht bei Carnifex Ferry besiegen die Unionstruppen unter William Starke Rosecrans die Konföderierten und erobern die Herrschaft über das Kanawha-Tal zurück.
- 12.–15. September: Nach dreitägigen Kämpfen schlagen die Unionstruppen den Angriff der Konföderierten am Cheat Mountain zurück.
- 3. Oktober: Das Gefecht am Greenbrier River endet ohne Entscheidung.
- 13. Dezember: Das Gefecht um Camp Allegheny endet unentschieden, jedoch gelingt es den Unionstruppen, die Konföderierten endgültig aus dem Territorium West Virginias zu vertreiben.

Manassas-Feldzug
- 2. Juli: Im Gefecht am Hoke Run erreicht die Union einen Sieg.
- 18. Juli: Die konföderierte Army of the Potomac siegt im Gefecht bei Blackburns Ford über die Army of Northeastern Virginia der Union.
- 21. Juli: Die Konföderierten siegen in der Ersten Schlacht am Bull Run und zerstören damit die Hoffnungen des Nordens, rasch auf die konföderierte Hauptstadt Richmond marschieren und dem Krieg damit ein schnelles Ende bereiten zu können. General Irvin McDowell wird im Anschluss als Oberbefehlshaber der Army of Northeastern Virginia abgesetzt und durch Generalmajor George B. McClellan ersetzt, der die Stärke der Armee auf 150.000 Mann erhöht und sie gut ausbilden lässt.

McClellans Operationen in Nord-Virginia

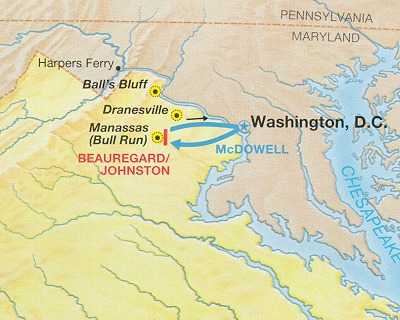
Die Operationen in Nord-Virginia

- 21. Oktober: Im Gefecht bei Balls Bluff besiegen die Südstaaten die Nordstaaten.
- 22. Oktober: Der konföderierte Wehrbereich Nord-Virginia unter dem Befehl von General Joseph E. Johnston wird aufgestellt.
- 20. Dezember: Die Schlacht bei Dranesville endet mit einem Sieg der Union.

###### Westlicher Kriegsschauplatz

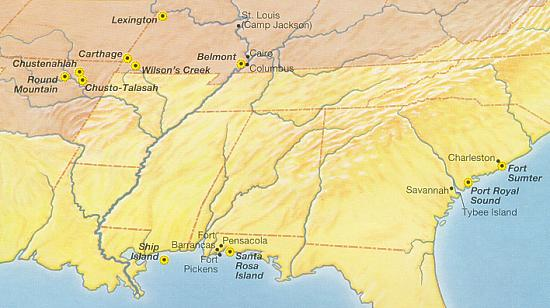
Westlicher Kriegsschauplatz und Trans-Mississippi 1861

- 20. Mai: Kentucky, Heimatstaat sowohl von Abraham Lincoln als auch von Jefferson Davis, versucht anfangs, im Konflikt neutral zu bleiben. Die Neutralität wird jedoch von keiner der Kriegsparteien beachtet.
- 3. September: Konföderierte unter Leonidas Polk dringen in den Süden Kentuckys ein, woraufhin auch Unionstruppen unter Ulysses S. Grant einmarschieren. Es kommt zu mehreren kleineren Gefechten, unter anderem bei Barbourville.
- September: Der Kongress in Frankfort erklärt – gegen den Willen des mit der Konföderation sympathisierenden Gouverneurs – den Staat der Union zugehörig. Am 20. November kommt es daraufhin in Bowling Green zu einer Unabhängigkeitserklärung durch Anhänger der Konföderation und zur Gründung einer Konföderierten Regierung von Kentucky. Der Staat bleibt in der Folge gespalten.
- 3. November: Unter dem Namen Fort Duffield beginnt der Bau von Fort Knox, das in zwei Monaten fertiggestellt wird.

###### Trans-Mississippi
- 29. Januar: Der Ostteil des Kansas-Territoriums wird unter dem Namen Kansas als Free State in die Union aufgenommen. Es ist offiziell der 34. Bundesstaat der Vereinigten Staaten.
- 5. Juli: Im Gefecht bei Carthage in Missouri erringen die Südstaaten unter Gouverneur Claiborne Fox Jackson einen unbedeutenden Sieg.
- 27. Juli: Nach der Eroberung von Jefferson City wird der unionstreue Hamilton Rowan Gamble anstelle von Claiborne Fox Jackson als Gouverneur von Missouri gewählt.

Das New-Mexico-Territorium und das konföderierte Arizona-Territorium

- 1. August: Nach einem Sieg bei Mesilla erklärt die Konföderation die südliche Hälfte des New-Mexico-Territoriums als Arizona-Territorium zum konföderierten Gebiet. Der Plan zur Eroberung des Territoriums stammt von Henry Hopkins Sibley.
- 10. August: Die Schlacht am Wilson’s Creek in Missouri ist die erste große Schlacht jenseits des Mississippi River. Sie wird von den Konföderierten gewonnen.

##### Westliche Territorien der Vereinigten Staaten

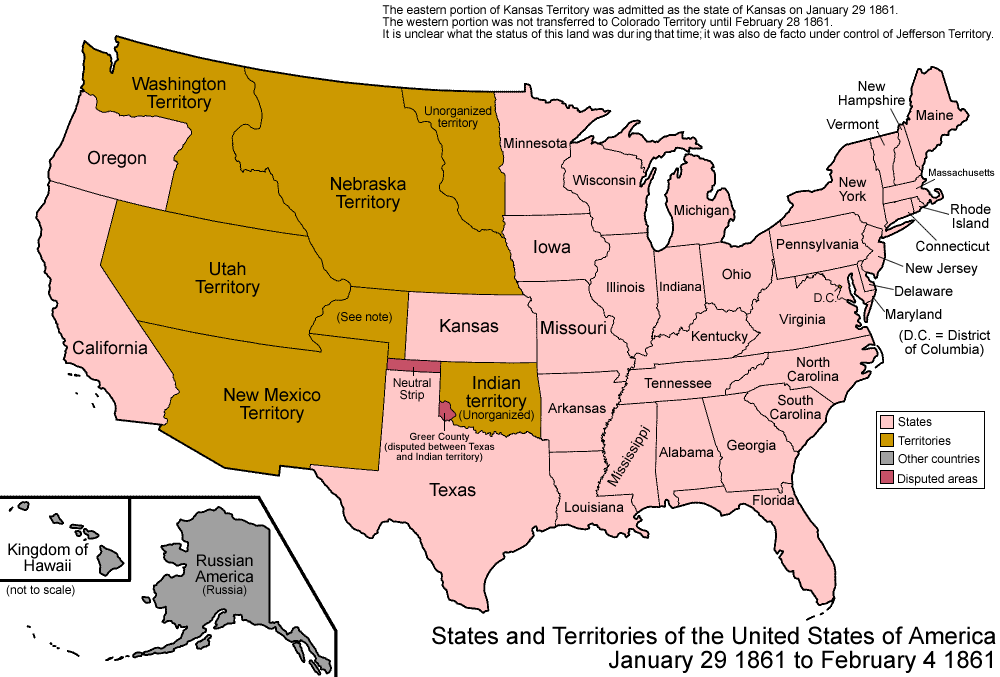
Vereinigte Staaten 01/02 1861

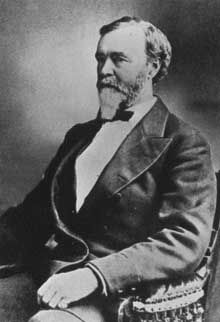
William Gilpin

Mit der Aufnahme des Ostteils des bisherigen Kansas-Territoriums unter dem Namen Kansas als Bundesstaat am 29. Januar anerkennt die Bundesregierung der Vereinigten Staaten de facto die Ostgrenze des 1859 gegründeten und seither eigenständig organisierten Jefferson-Territoriums. Bei der Aufnahme werden keine Angaben gemacht, was mit der Westhälfte des Kansas-Territoriums geschehen soll, was einer Anerkennung des gesamten Jefferson-Territoriums gleichkommt, das Anspruch auf diesen Teil des Territoriums erhoben hat. Eine formale Anerkennung umgeht die Bundesregierung jedoch, indem es am 28. Februar das Colorado-Territorium in den Grenzen des Jefferson-Territoriums organisiert. Gouverneur wird William Gilpin, zur Hauptstadt wird an Stelle der bisherigen Hauptstadt Golden das neu errichtete Colorado City erhoben, das Territoriumsmotto lautet Nil sine numine. Zehn Tage zuvor haben die Völker der Arapaho und Cheyenne den Großteil ihrer dortigen Gebiete an die Vereinigten Staaten abgetreten. Der Pike’s Peak Gold Rush flaut allerdings langsam ab, nicht zuletzt, weil viele Goldsuchende sich weiter nach British-Columbia begeben, wo ein neuer Goldrausch ausgebrochen ist.

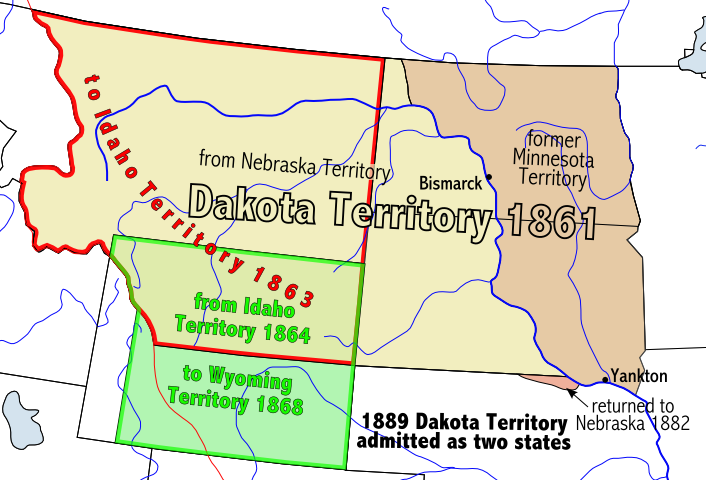
Dakota Territory

Aus Teilen des Minnesota-Territoriums und des Nebraska-Territoriums wird am 2. März das Dakota-Territorium als Territorium der Vereinigten Staaten zusammengefasst. Territoriale Hauptstadt des Gebiets, das neben den heutigen US-Staaten South und North Dakota auch große Teile Montanas und Wyomings umfasst, ist Yankton, zum ersten Gouverneur wird William Jayne ernannt.

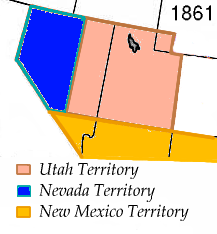
Das Nevada-Territorium mit dem Utah- und dem New-Mexico-Territorium

Am selben Tag wird auch der westliche Teil des Utah-Territoriums abgetrennt und als Nevada-Territorium neu organisiert. Zum Gouverneur wird James W. Nye ernannt. Die Hauptstadt, ursprünglich in Genoa, wird bald nach Carson City verlegt. Die Abtrennung des Territoriums erfolgt unter anderem wegen der starken Spannungen zwischen den Mormonen im Osten des bisherigen Utah-Territorium und den Angehörigen anderer christlicher Strömungen im Westen.
- Als Folge der Bascom-Affäre beginnt ein über zehn Jahre dauernder Guerillakrieg des Chiricahua-Apachen-Häuptlings Cochise gegen die US-Armee.

##### Britisch-Nordamerika
Als bekannt wird, dass es in den letzten beiden Jahren im Cariboo-Gebiet in British Columbia zu Goldfunden gekommen ist, beginnt der Cariboo-Goldrausch. Um den Strom der Goldsucher unter Kontrolle zu bekommen, der sich unter anderem aus Enttäuschten des gerade abgeebbten Fraser-Canyon-Goldrauschs zusammensetzt, dem aber auch viele Neuankömmlinge aus Europa angehören, beginnen die Royal Engineers mit dem Bau der Cariboo Road, die 1865 fertiggestellt wird.

#### Mexiko
Die liberalen Truppen des gewählten Präsidenten Benito Juárez erobern im Januar Mexiko-Stadt, die Hauptstadt der Konservativen, und entscheiden damit den seit 1858 andauernden Mexikanischen Bürgerkrieg für sich. Die gewählte liberale Regierung wird daraufhin von Veracruz nach Mexiko-Stadt verlegt und Juárez kann seine verfassungsgemäße Amtszeit als Staatspräsident antreten.
Doch der Bürgerkrieg hat das Land finanziell ausgeblutet. Am 17. Juli beschließt die Regierung daraufhin, die Bezahlung der mexikanischen Auslandsschulden für zwei Jahre einzustellen. Der Staatsbankrott ruft Mexikos Hauptgläubiger Frankreich, Großbritannien und Spanien auf den Plan. Diese drei Länder unterzeichnen am 31. Oktober den Londoner Vertrag, der festlegt, dass die unterzeichnenden Nationen gemeinsam die ausstehenden Schulden mit allen notwendigen Mitteln eintreiben werden. Am 8. Dezember landen spanische Truppen als erstes Expeditionskorps einer europäischen Intervention in Veracruz. Unter den verbündeten Großmächten verfolgt der französische Kaiser Napoleon III. jedoch eigene Pläne.

#### Südamerika

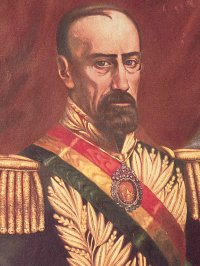
José María Achá

In einem Staatsstreich stürzt Kriegsminister José María Achá am 14. Januar den bolivianischen Staatspräsidenten und „Diktator auf Lebenszeit“ José María Linares, der vier Jahre zuvor selbst bei einem Putsch an die Macht gekommen ist. Linares geht ins Exil nach Chile, wo er noch im selben Jahr stirbt. Bolivien erhält am 5. August eine neue Verfassung.

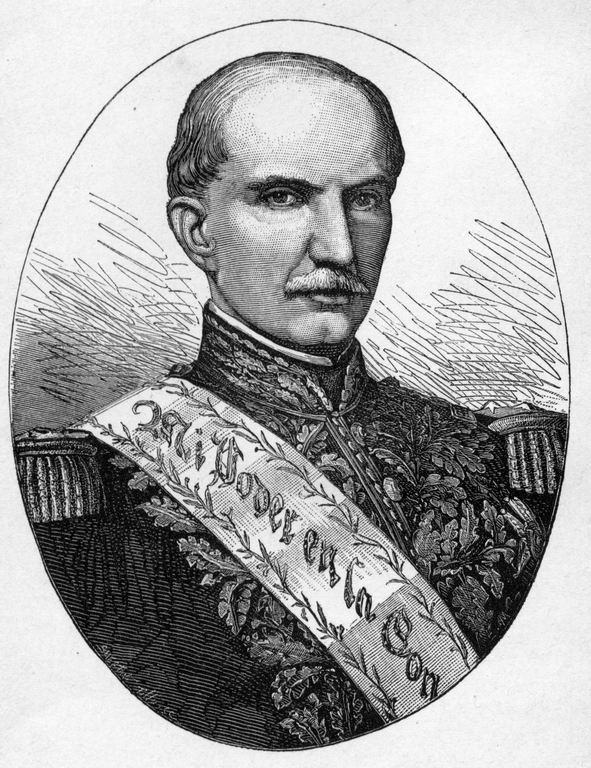
Gabriel García Moreno

Der Konservative Gabriel García Moreno, der mit Unterstützung von Juan José Flores im Vorjahr die Macht in Ecuador übernommen hat, beruft für Januar eine Nationalversammlung in die Hauptstadt Quito ein. Von dieser wird er nahezu einstimmig zum neuen Präsidenten gewählt und tritt seine offizielle Amtszeit am 2. April an. Er restituiert und stärkt zunächst die Rechte der katholischen Kirche in Ecuador. Darüber hinaus gelangt er zu einem Ausgleich mit Peru, nachdem die Beziehungen während der letzten Jahre gelitten haben, unter anderem weil Peru den von Moreno gestürzten Präsidenten Guillermo Franco Herrero aufgenommen hat und dieser einen Vertrag über die Angliederung der Provinz Guayaquil an Peru unterzeichnet haben soll, um Unterstützung zu gewinnen.

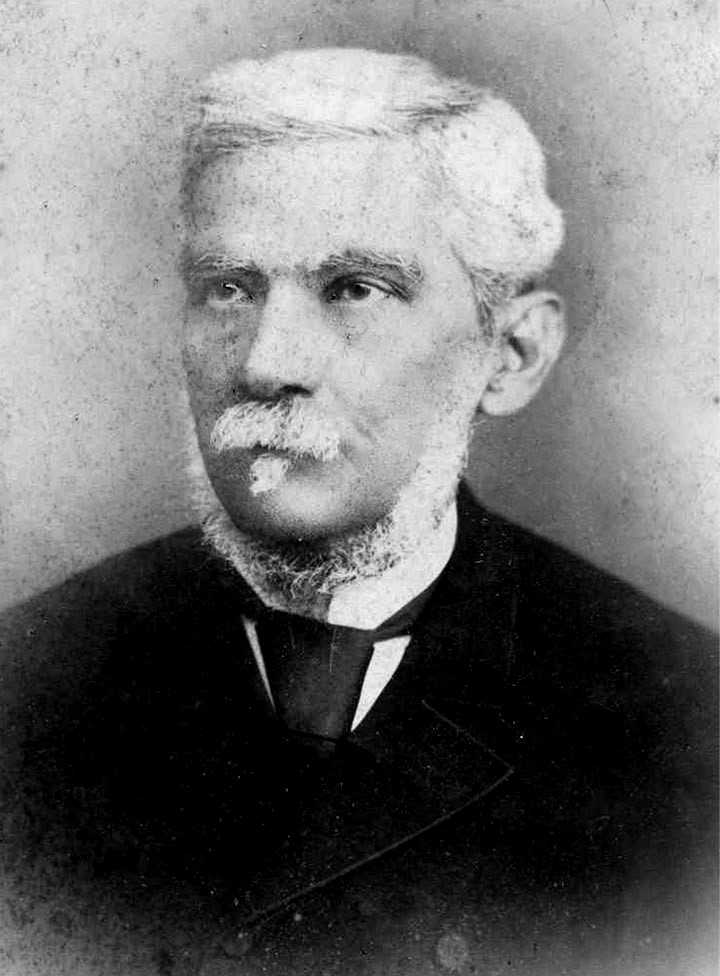
Interimspräsident Bartolomé Calvo

In der 1858 aus der Republik Neugranada hervorgegangenen Granada-Konföderation, dem späteren Kolumbien, endet die verfassungsmäßige Amtszeit von Präsident Mariano Ospina Rodríguez, der das Land wegen des Bürgerkriegs zwischen Konservativen und Liberalen kaum unter seine Kontrolle hat. Da es aus diesem Grund unmöglich ist, Präsidentschaftswahlen abzuhalten, übernimmt der bisherige Generalprokurator Bartolomé Calvo ab dem 1. April interimistisch das Präsidentschaftsamt. Bei den Präsidentschaftswahlen im Juni wird schließlich Julio Arboleda Pombo zum neuen Präsidenten gewählt. Doch schon wenige Tage später wird die Hauptstadt Santa Fé de Bogotá vom liberalen General Tomás Cipriano de Mosquera eingenommen, der Calvo und Pombo gefangen nimmt und selbst das Amt des Präsidenten übernimmt. In seiner Amtszeit wird eine neue Verfassung ausgearbeitet, die 1863 zur Gründung der Vereinigten Staaten von Kolumbien führt.

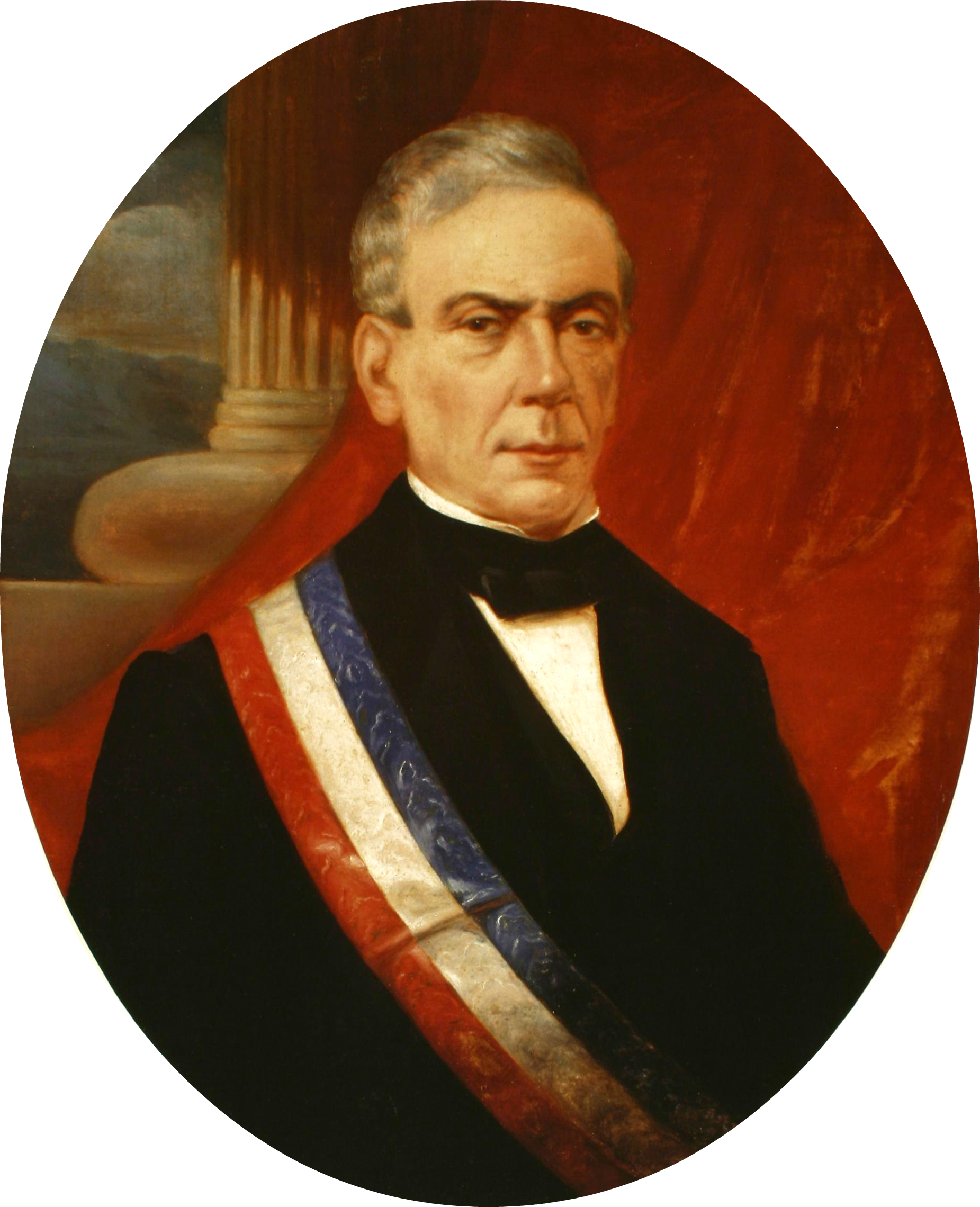
José Joaquín Pérez

Der 60-jährige Diplomat José Joaquín Pérez wird von einflussreichen Kreisen in Chile zum Kandidaten „von allen und für alle“ für die abstehenden Präsidentschaftswahlen ausgerufen und gewinnt in der Folge auch alle 216 Wahlmännerstimmen. Verfassungsgemäß tritt er sein Amt am 18. September an und bemüht sich von Anfang an, seine Regierungszeit von den Jahren unter seinem Vorgänger Manuel Montt Torres abzuheben. Seine erste Amtshandlung ist eine Amnestie für politische Gefangene, wenig später stellt er auch die Versammlungs- und Pressefreiheit wieder her.
Bartolomé Mitre, Gouverneur der erst 1859 gewaltsam in die Argentinische Föderation eingegliederten Provinz Buenos Aires, besiegt am 17. September die argentinische Armee unter dem ehemaligen Präsidenten Justo José de Urquiza in der Schlacht von Pavón. Der verfassungsgemäße Präsident Santiago Derqui tritt daraufhin zurück und wird ab dem 5. November vom bisherigen Vizepräsidenten Juan Esteban Pedernera interimistisch abgelöst, der Präsidentschaftswahlen für das kommende Jahr ausschreibt. General Urquiza zieht sich als Gouverneur in die Provinz Entre Ríos zurück.

#### Karibik
Wegen anhaltender militärischer Übergriffe durch das benachbarte Haiti bittet der Präsident der Dominikanischen Republik, Pedro Santana, Spanien um eine militärische Intervention und neuerliche Übernahme der Verwaltung des Karibikstaates. Spanien, das eine Möglichkeit zur Rückgewinnung seiner ehemaligen Kolonie sieht, geht über eine Übernahme der Verwaltung jedoch hinaus. Am 18. März kommt es zur Proklamation der Annexion, was zu landesweiten Unruhen führt. Pedro Santana, der zwar zum Generalgouverneur und Generalkapitän in Santo Domingo ernannt wird, muss jedoch bald erkennen, dass wichtige Entscheidungen nur noch in Spanien getroffen werden.

#### Preußen

Wilhelm I.

- 2. Januar: Nachdem er bereits fast zwei Monate im Koma gelegen hat, stirbt König Friedrich Wilhelm IV. von Preußen an einem Schlaganfall auf Schloss Sanssouci in Potsdam. Nachfolger wird sein Bruder Wilhelm I. Im Aufruf an mein Volk vom 8. Januar bekräftigt er seine Treue zum Eid auf die Verfassung, den er bereits 1858 als Prinzregent abgelegt hat.
- 6. Juni: Liberale Abgeordnete um Max von Forckenbeck gründen die Deutsche Fortschrittspartei, die erste moderne politische Partei in Deutschland, die außerdem den Anspruch erhebt, eine gesamtdeutsche Partei zu sein. Die Fraktion der Altliberalen um Georg von Vincke wird dadurch deutlich geschwächt. Die DFP spricht sich in ihrem Gründungsprogramm vor allem für rechtsstaatliche Reformen aus. Sie fordert unabhängige Richter und gleichen Zugang aller Bürger zu den Gerichten sowie die Wiedereinführung von Geschworenengerichten. Weitere Forderungen sind unter anderem die Verantwortlichkeit der Regierung gegenüber dem Parlament, die Stärkung der kommunalen Selbstverwaltung sowie die Gleichberechtigung aller Religionsgemeinschaften bei gleichzeitiger Trennung von Kirche und Staat.
- 14. Juli: In Baden-Baden wird Preußens König Wilhelm I. bei einem Attentat durch den Studenten Oskar Becker leicht verletzt. Beckers Schuss streift den König am Hals, verursacht dort jedoch nur eine unbedeutende Quetschung. Der Attentäter lässt sich vom preußischen Diplomaten  Albert von Flemming, der den König auf seinem Spaziergang begleitet hat, widerstandslos festnehmen.

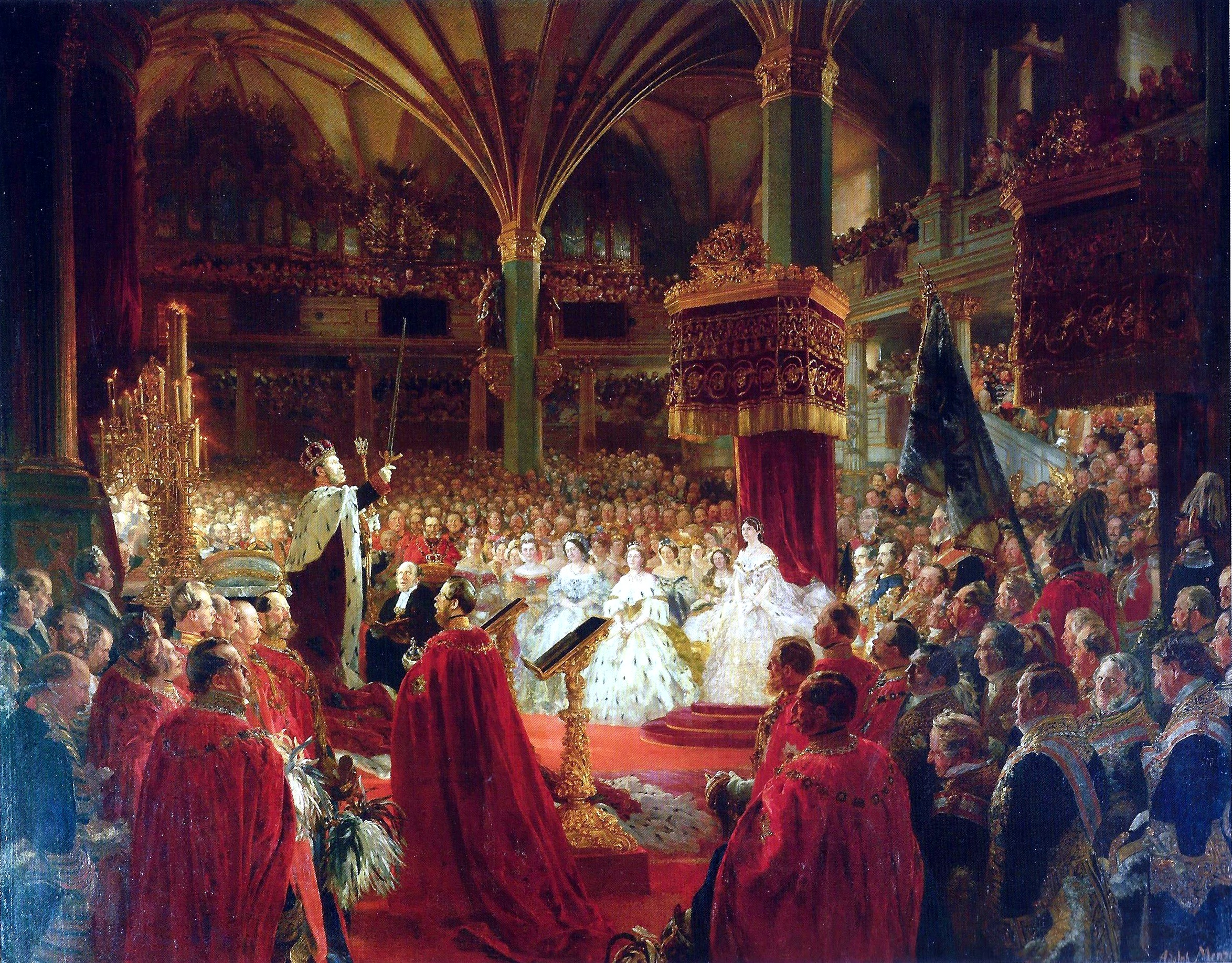
Die Inthronisierung in Königsberg, Adolph Menzel stellt hier nicht die eigentliche Krönung, sondern die Eidesleistung des neuen Königs dar

- 18. Oktober: In der Schlosskirche in Königsberg findet die prachtvolle Krönungsversammlung Wilhelms I. statt. Wilhelm setzt sich selbst die Krone aufs Haupt und nimmt das Zepter, den Reichsapfel und das Reichsschwert vom Altar, danach krönt er seine Frau Augusta zur Königin. Die Krönung stellt einen Kompromiss zwischen der von Wilhelm bevorzugten Erbhuldigung und der von der Verfassung vorgeschriebenen Eidesleistung des Königs im Parlament dar.
- 12. Dezember: Bei der nach dem Dreiklassenwahlrecht durchgeführten Wahl zum Preußischen Abgeordnetenhaus wird die Deutsche Fortschrittspartei auf Anhieb stärkste Fraktion.
- Preußischer Verfassungskonflikt: Das Preußische Abgeordnetenhaus bewilligt neuerlich provisorisch 5 Millionen Reichstaler für die Heeresreform von Kriegsminister Albrecht von Roon.

#### Kaisertum Österreich

##### Das Februarpatent

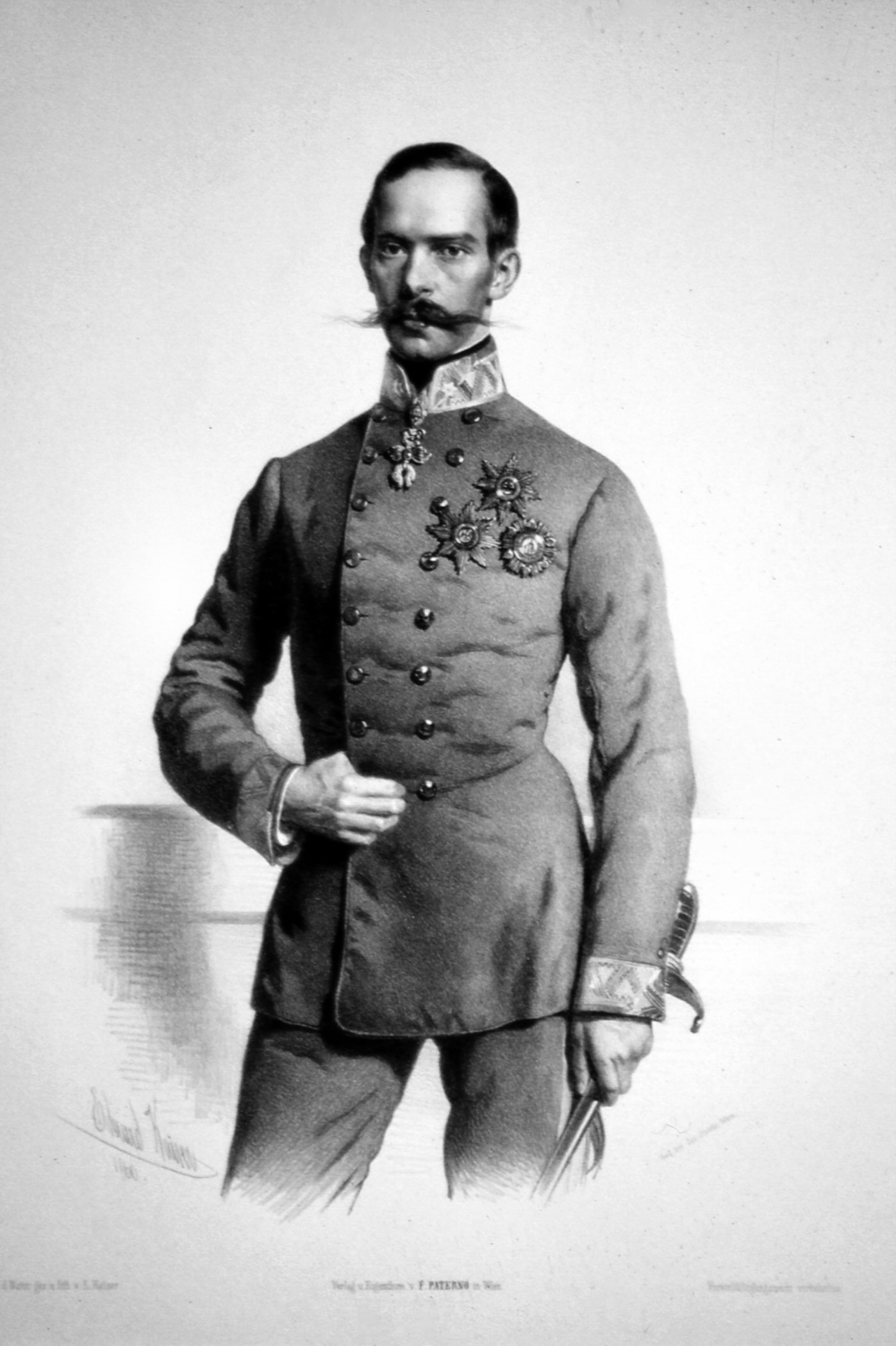
Erzherzog Rainer, Lithographie von Eduard Kaiser, 1860

Erzherzog Rainer Ferdinand Maria Johann Evangelist Franz Ignaz von Österreich löst Anton von Schmerling als Ministerpräsident im Kaisertum Österreich ab. Schmerling wird jedoch von Kaiser Franz Joseph I. zum Staatsminister ernannt und bleibt damit der einflussreichste Politiker im Reich. Am 26. Februar erlässt Kaiser Franz Joseph I. das von Schmerling entworfene Februarpatent für die gesamte Monarchie. Das Oktoberdiplom vom Vorjahr, das auf heftigen Widerstand sowohl durch die Deutschliberalen als auch durch die Magyaren im Reichsrat gestoßen ist, wird damit aufgehoben. Mit dem Gesetz wird unter anderem das Land Vorarlberg mit eigenem Landtag und Landesausschuss, jedoch als Verwaltungseinheit mit der Gefürsteten Grafschaft Tirol geschaffen.
In der Februarverfassung wird die Gesetzgebung zwischen dem Kaiser und den zwei Kammern des Reichsrates geregelt. Der Reichsrat, der am 29. April erstmals zusammentritt, wird damit zu einem echten Parlament, das neben dem Kaiser, der ein Vetorecht besitzt, mitbeschließend für die Reichsgesetzgebung zuständig ist. Das Abgeordnetenhaus des Reichsrates soll durch die Landtage gewählt werden. Auch diese Regelung wird wegen ihrer zentralistischen Ausrichtung vor allem von den ungarischen Abgeordneten kritisiert.

##### Ungarn

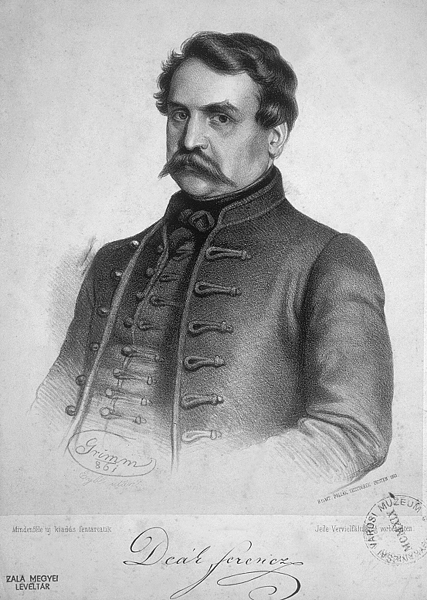
Deák Ferenc

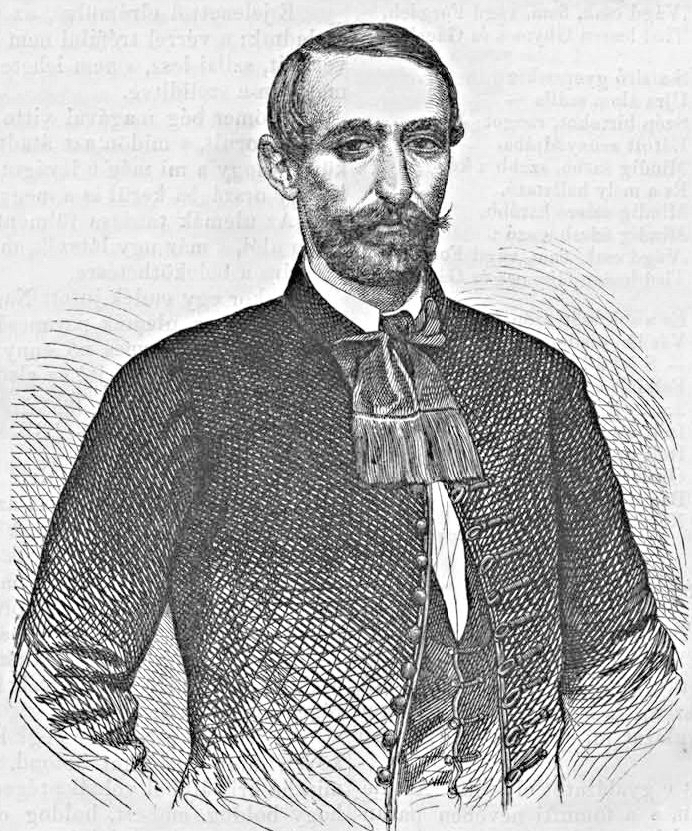
Tisza Kálmán

In Pest tritt am 6. April auf Basis des Februarpatents der ungarische Landtag zusammen, der sich bald in zwei Parteien spaltet. Die Adresspartei unter Ferenc Deák, die den ungarischen Standpunkt der Februarverfassung gegenüber in einer Adresse an den Monarchen darlegen und damit den Weg von Verhandlungen betreten will, setzt sich letztlich nach langen Debatten am 5. Juni mit 155 gegen 152 Stimmen gegenüber der Beschlusspartei unter Kálmán Tisza durch, die die Rechtsgültigkeit der 1848er Gesetze durch einfachen Beschluss erklären will. Die Forderung, den österreichischen Einfluss auf Ungarn auf eine Personalunion mit Österreich zu reduzieren, wird jedoch am 8. Juli vom Kaiser mit der Forderung beantwortet, vorher die Märzgesetze aus der Ungarischen Revolution zu revidieren.
Als der ungarische Landtag daraufhin in einer zweiten Adresse die Pragmatische Sanktion und die Gesetze von 1848 als die allein annehmbare Grundlage bezeichnet, die Krönung Franz Josephs von der Wiedervereinigung der Nebenländer mit Ungarn abhängig macht, die Beschickung des Reichsrats in Wien ablehnt und gegen jeden Beschluss desselben protestiert, bricht die Wiener Regierung unter Staatsminister Anton von Schmerling alle weiteren Verhandlungen ab und löst den Landtag am 21. August auf.

##### Weitere regionale politische Entwicklungen
Das Königreich Dalmatien wird vom Königreich Kroatien und Slawonien abgetrennt und erhält einen eigenen Landtag. Auch diese Regelung wird nach längerer Diskussion in der Februarverfassung festgelegt. Kaiserlicher Statthalter im Kronland Dalmatien wird Lazarus Freiherr von Mamula. Am 9. Oktober verlangt die slawisch-nationale Partei ohne Erfolg im Sabor die Wiederherstellung des dreieinigen Königreichs Kroatien, Dalmatien und Slawonien.
Auch das bisher zentral regierte Kronland Österreichisch-Schlesien erhält mit dem Februarpatent einen eigenen Landtag, der am 3. April erstmals zusammentritt. Einer der Abgeordneten ist der konservative spätere Staatsminister Richard Graf Belcredi.
Ante Starčević und Eugen Kvaternik gründen die Hrvatska stranka prava (Kroatische Partei des Rechts). Ziel der neuen Partei ist die weitgehende politische Selbständigkeit Kroatiens, das eine nur durch Personalunion mit dem Kaisertum Österreich verbundene konstitutionelle Monarchie werden soll.
Der Jurist und bisherige Vizepräsident des Gemeinderats Andreas Zelinka wird neuer Bürgermeister von Wien, nachdem der seit 1851 regierende Johann Kaspar Freiherr von Seiller eine Wiederwahl abgelehnt hat. Bei den ersten Wahlen nach dem Ende des Neoabsolutismus siegen die Liberalen.

#### Schweiz/Frankreich

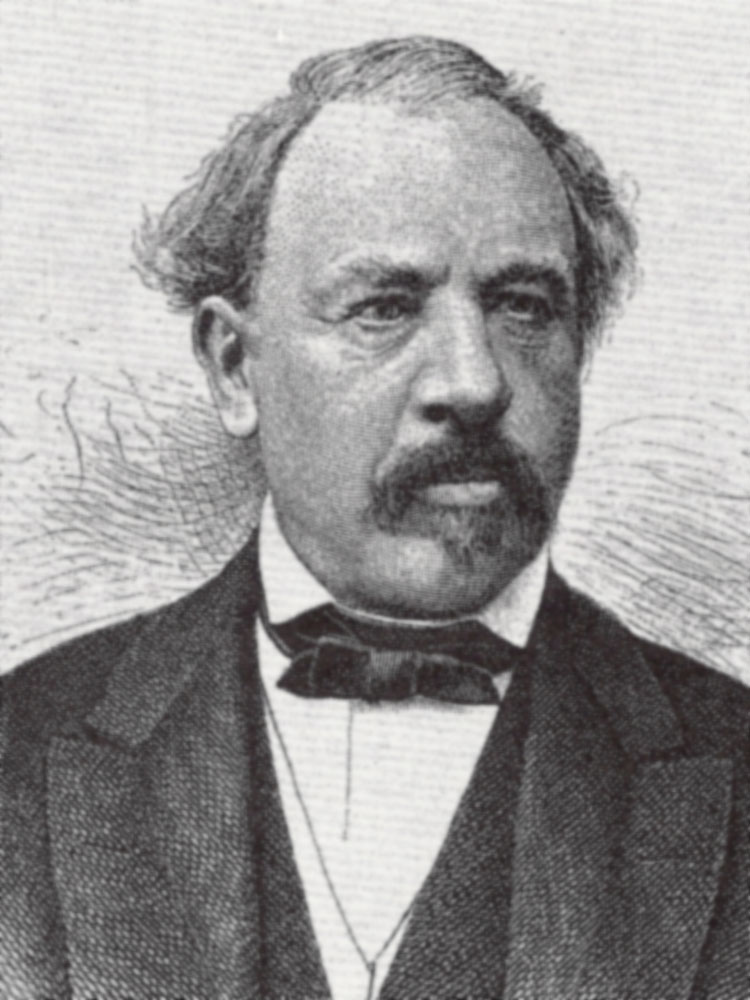
Josef Martin Knüsel

- 1. Januar: Der bisherige Vizepräsident Josef Martin Knüsel, ein Parteigänger Jakob Stämpflis während des Savoyerhandels, übernimmt das Amt des Schweizer Bundespräsidenten.

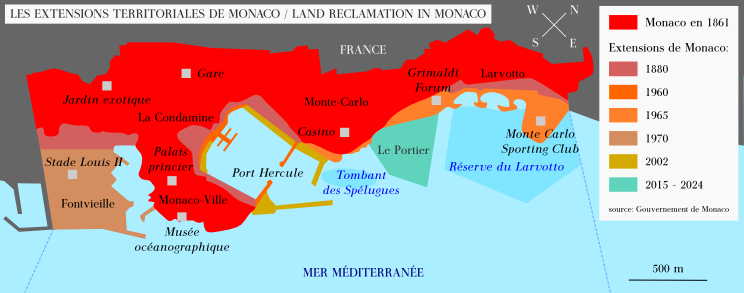
Monaco seit 1861

In einem Vertrag mit dem französischen Kaiser Napoleon III. verzichtet Fürst Charles III. von Monaco am 2. Februar auf die Städte Menton und Roquebrune. Für den Verlust von 80 % seines Staatsgebietes erhält er vier Millionen Francs von Frankreich. Gleichzeitig erkennt Frankreich die Unabhängigkeit des Fürstentums unter der alleinigen Souveränität des Fürsten an. Zum ersten Mal in seiner Geschichte ist das Fürstentum damit nicht mehr an eine Schutzmacht gebunden. Frankreich und Monaco vereinbaren weiters die Errichtung einer Zollunion, und Frankreich erklärt sich bereit, eine Küstenstraße zwischen Menton und Nizza zu errichten, und auf der Eisenbahnstrecke Nizza-Genua, die von der Compagnie des chemins de fer de Paris à Lyon et à la Méditerranée gemeinsam mit italienischen Eisenbahngesellschaften gebaut werden soll, einen Bahnhof in Monaco einzurichten.

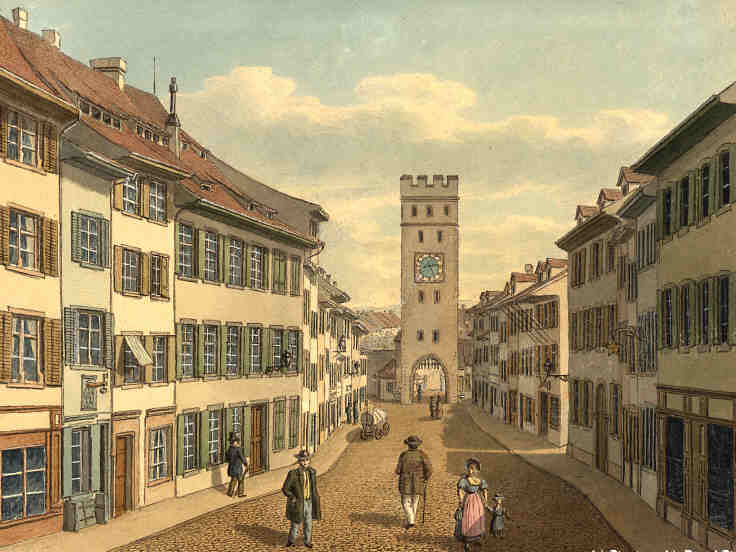
Das Aeschentor (Aquarell, um 1850)

- 31. Mai: Im Zuge des Basler Stadterweiterungsgesetz von 1859 wird das Aeschentor abgerissen.
- Der französische Kaiser Napoleon III. lässt Truppen ins Schweizer Dappental einmarschieren.

#### Risorgimento in Italien

Flagge des Königreichs beider Sizilien 1860/61

Franz II., König von Neapel und Sizilien, der sich nach der verlorenen Schlacht am Volturno im Vorjahr auf die Festung Gaeta zurückgezogen hat, unterzeichnet dort am 13. Februar die Kapitulation gegenüber der Armee König Viktor Emanuels. Er übergibt sein Reich damit dem Königreich Sardinien-Piemont und begibt sich ins Exil in den Kirchenstaat nach Rom.

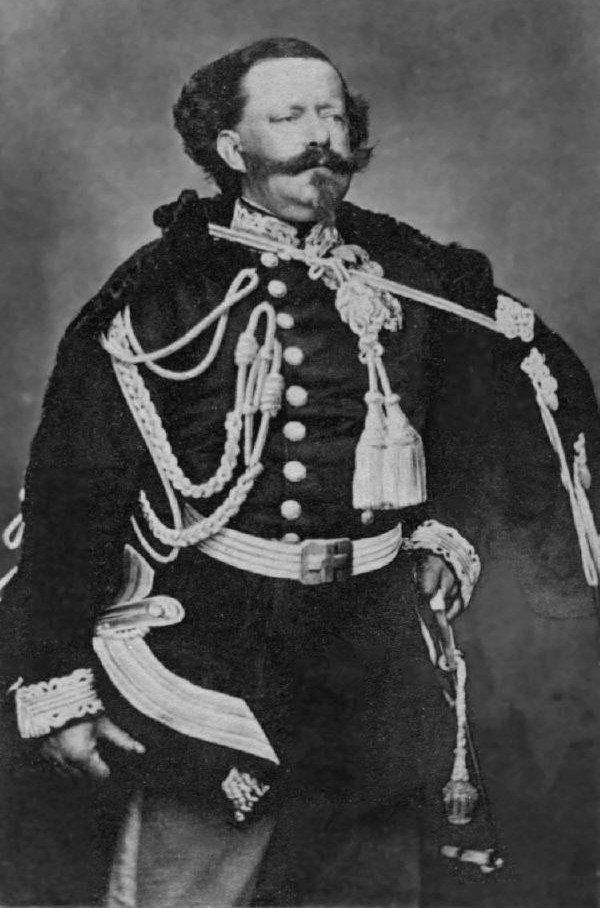
Viktor Emanuel II. um 1861

Der bisherige sardinische König Viktor Emanuel II. proklamiert einen Monat später, am 17. März, das Königreich Italien mit der Hauptstadt Turin. Camillo Benso von Cavour wird zum Ministerpräsidenten des neuen Staates ernannt, eine Tätigkeit, die er bis zu seinem Tod am 6. Juni ausübt. Sein Nachfolger wird Bettino Ricasoli.
An die Stelle des im letzten Jahr so erfolgreichen Risorgimento tritt in den folgenden Jahren der Irredentismus, der Ruf nach der Befreiung der „noch unerlösten italienischen Gebiete“. Vor allem im Süden des Landes kämpfen jedoch noch sogenannte briganti wie Carmine Crocco, ehemalige Mitkämpfer Giuseppe Garibaldis, die vom neuen Staat Italien und von Versprechungen enttäuscht sind, für eine Wiedererrichtung der Herrschaft der Bourbonen.

#### Russisches Kaiserreich

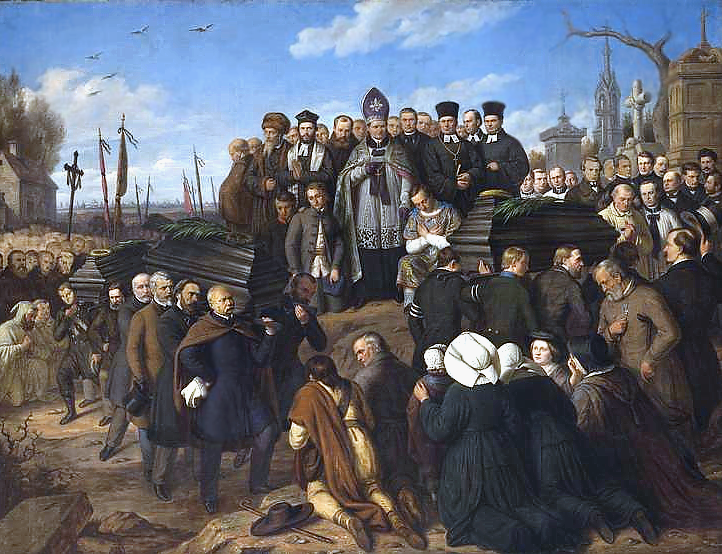
Begräbnis von Opfern der Demonstrationen in Warschau von 1861

- 25./27. Februar: Anlässlich des 30. Jahrestages der Schlacht bei Grochów kommt es im russischen Teil Polens zu Massendemonstrationen. Dabei werden fünf Menschen durch Schüsse der Kosaken getötet. Das führt zu einer Verschärfung der Lage und weiteren Demonstrationen.
- 3. März: Zar Alexander II. hebt die Leibeigenschaft im Russischen Reich auf. Der Entwurf für das Emancipation Manifesto stammt zum größten Teil von Nikolai Alexejewitsch Miljutin.
- 8. April: Bei einer Großdemonstration in Polen kommen über 100 Menschen ums Leben.
- 5. Oktober: Der Erzbischof von Warschau, Antoni Melchior Fijałkowski, stirbt. Sein Begräbnis, an dem mehr als 1000 Menschen teilnehmen, wird zu einer politischen Kundgebung umgewandelt.

#### Weitere Ereignisse in Europa
- 11. November: Der überraschende Tod Peters V. von Portugal und zwei seiner Brüder lässt Gerüchte aufkommen, der König sei ermordet worden. Dies führt zu Aufständen, die sich insbesondere gegen den Ministerpräsidenten Nuno José Severo de Mendoça Rolim de Moura Barreto richten. Peters jüngerer Bruder Ludwig I. besteigt den Thron.
- 14. Dezember: Der britische Prinzgemahl Albert von Sachsen-Coburg und Gotha stirbt. Königin Victoria wird seinen Tod nie verwinden.

#### Osmanisches Reich

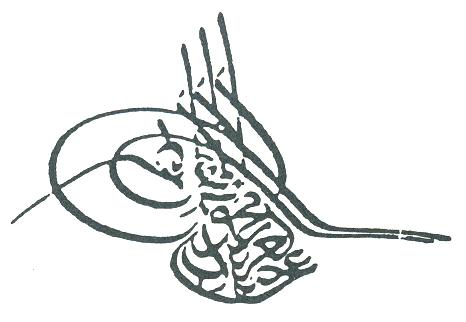
Tughra von Sultan Abdülaziz

Der 31-jährige Abdülaziz folgt seinem am 25. Juni verstorbenen Bruder Abdülmecid I. als 32. Sultan auf den Thron des Osmanischen Reiches. Er setzt unter dem Einfluss der Großwesire Mehmed Emin Ali Pascha und Mehmed Fuad Pascha den innenpolitischen Reformkurs und die Annäherung an Europa fort. Zu seiner Thronbesteigung stiftet er den Osmanje-Orden und beauftragt den armenischen Architekten Sarkis Balyan mit dem Bau des Beylerbeyi-Palastes auf der asiatischen Seite Istanbuls. Der Bau, der einen dort befindlichen Holzpalast aus dem 16. Jahrhundert ersetzt, wird 1865 fertiggestellt.

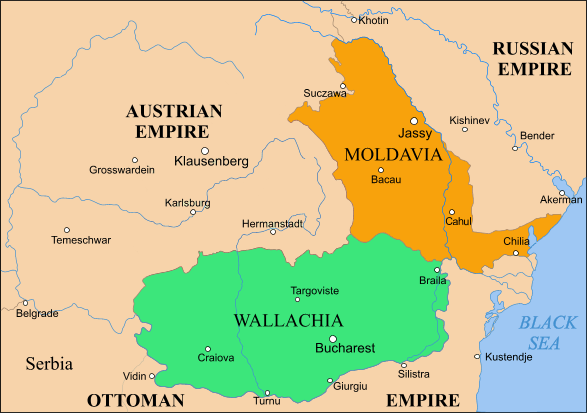
Moldau und Walachei bei ihrer Vereinigung 1859/61, (Transsilvanien ist Teil der Habsburgermonarchie)

Nachdem die beiden Donaufürstentümer Moldau und Walachei ihn 1859 zum Fürsten ihres jeweiligen Staates gewählt haben, proklamiert Alexandru Ioan Cuza am 24. Dezember das neue vereinigte Fürstentum Rumänien unter osmanischer Oberhoheit. Hauptstadt wird vorläufig Iași.

#### Arabische Halbinsel
- Bahrain wird unter dem Druck des britischen Diplomaten Lewis Pelly, der eine militärische Expedition in die Wege leitet, britisches Protektorat.
- Turki ibn Said versucht vergeblich, seinen Bruder Thuwaini ibn Said als Herrscher von Oman zu stürzen.

#### Kaiserreich China

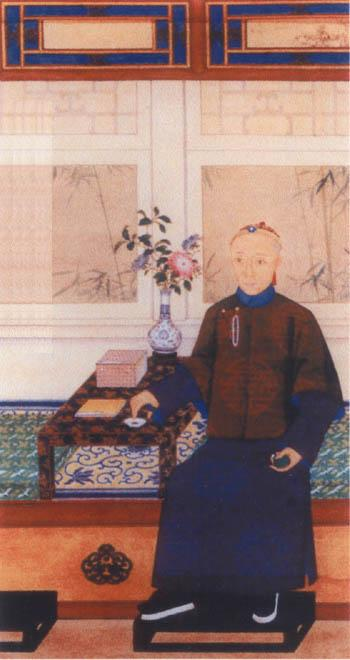
Kaiser Tongzhi

Knapp ein Jahr nach der verheerenden Niederlage Chinas im Zweiten Opiumkrieg gegen die europäischen Mächte stirbt der dreißigjährige Kaiser Xianfeng am 22. August im Kaiserlichen Sommerpalast in Chengde, in den er sich zurückgezogen hat. Als sein Nachfolger besteigt am 11. November sein fünfjähriger Sohn Tongzhi den Kaiserthron.

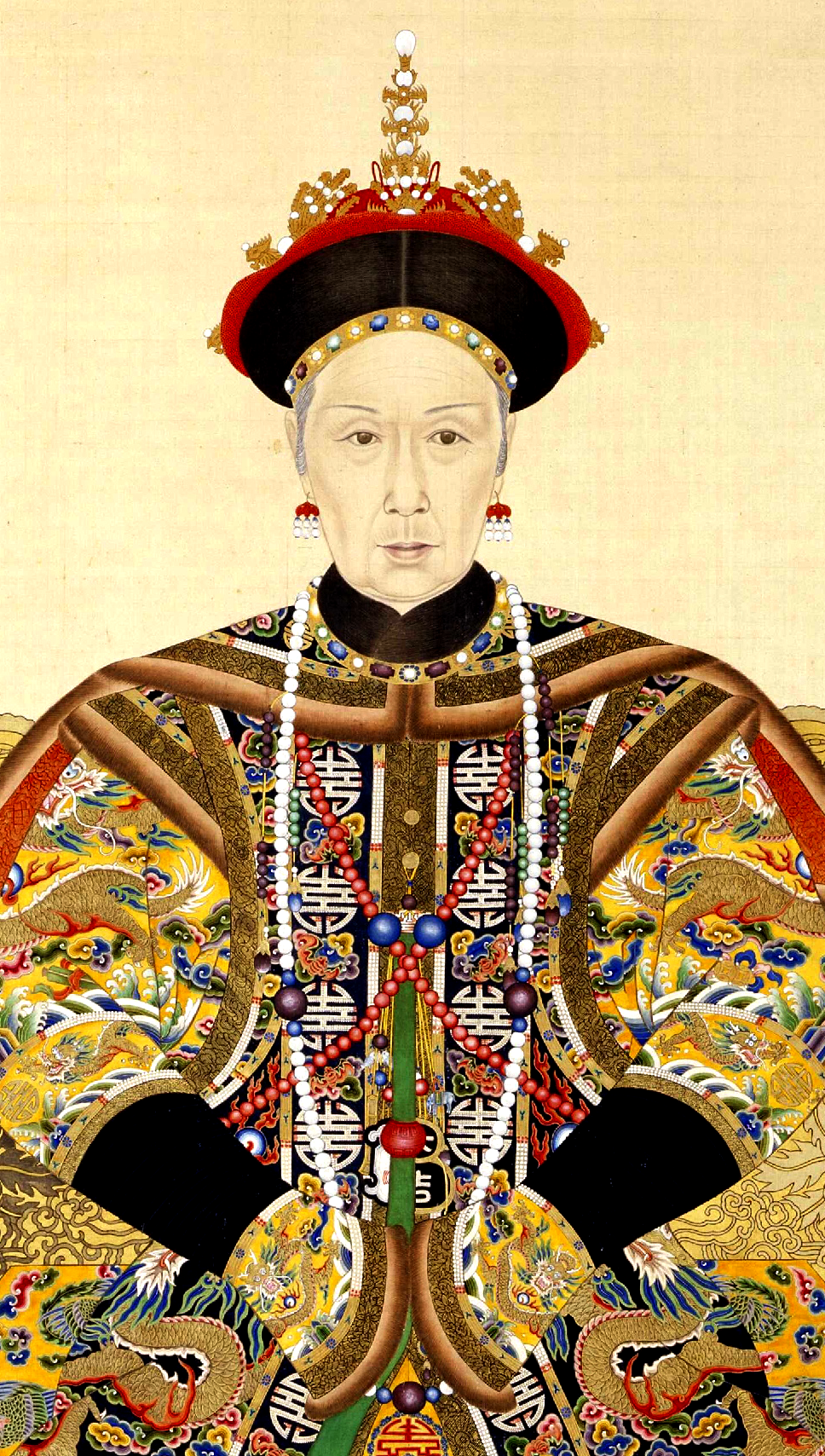
Cixi als Regentin

Seine Mutter Cixi, eine der Nebenfrauen des bisherigen Kaisers, übernimmt als „Kaiserinwitwe“ gegen den anfänglichen Widerstand eines Regentschaftsrates die Regentschaft für den Minderjährigen. Gemeinsam mit dem Beamten Zeng Guofan initiiert sie in den nächsten Jahren die Tongzhi-Restauration. Darin wird unter Berufung auf die Überlegenheit Chinas gegenüber dem Westen in weltanschaulichen und moralischen Dingen eine Rückbesinnung auf seine konfuzianischen Traditionen gefordert, gleichwohl aber ein Aufholbedarf des Landes auf wirtschaftlichem, militärischem und technologischem Gebiet anerkannt. Cixi wird für das nächste halbe Jahrhundert die mächtigste Person des Landes. Vorerst hat die Qing-Dynastie aber weiterhin mit zwei gefährlichen Revolutionen, dem Taiping-Aufstand und dem
Nian-Aufstand zu kämpfen.

#### Preußische Ostasienexpedition

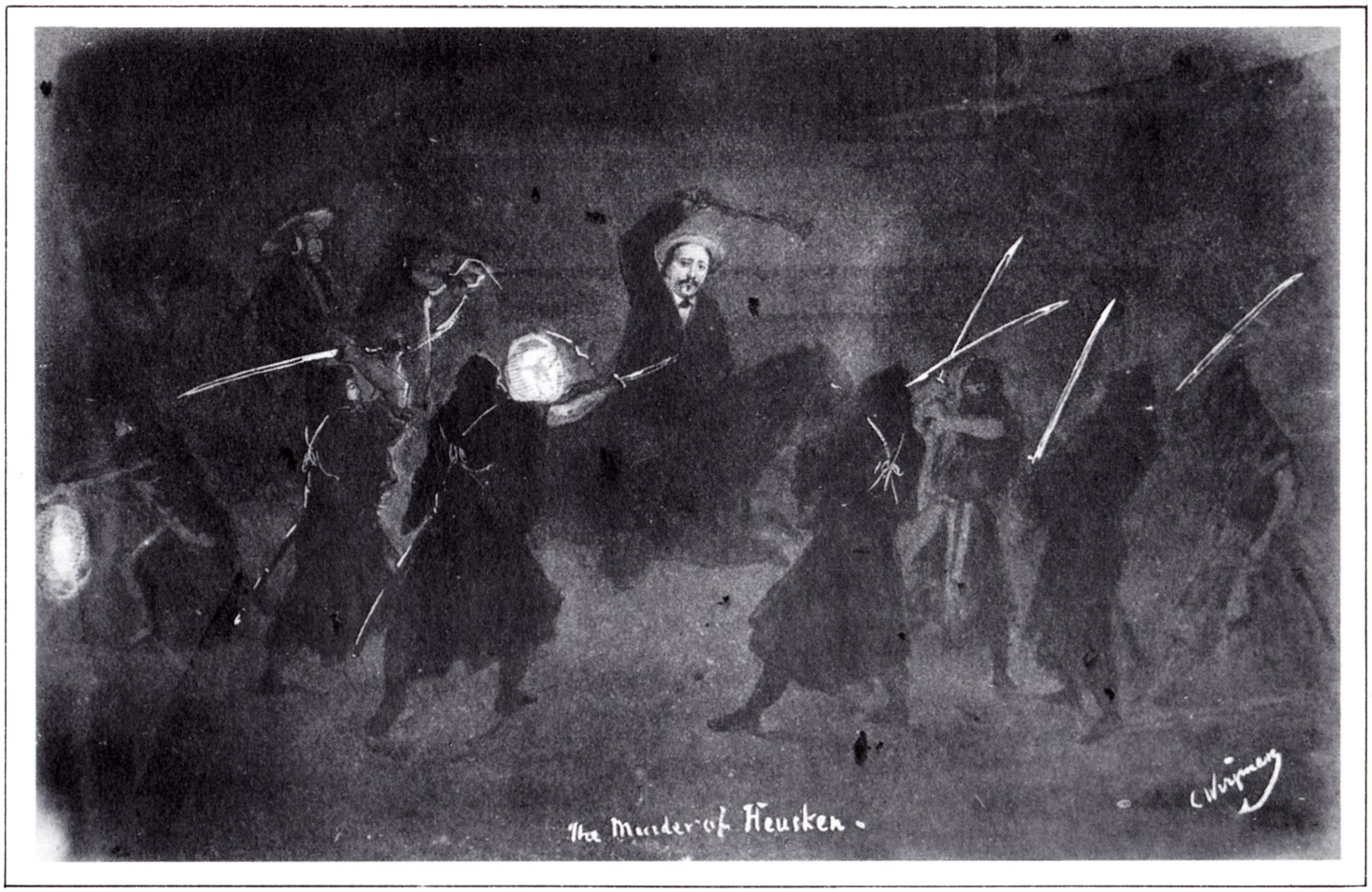
Charles Wirgman: Der Überfall auf Heusken

- 14. Januar: Hendrick Heusken, Dolmetscher für das Amerikanische Konsulat in Japan, der die preußische Ostasienexpedition bei ihren Verhandlungen mit dem Shōgun unterstützt, wird auf dem abendlichen Heimweg von antiwestlichen Rōnin des Satsuma-han angegriffen und trotz des ihm beigegebenen Schutzes verwundet. Er erliegt am folgenden Tag seinen Verletzungen.
- 24. Januar: Deutsch-japanische Beziehungen: Shōgun Tokugawa Iemochi schließt nach fünfmonatigen Verhandlungen mit der Preußischen Ostasienexpedition unter Friedrich zu Eulenburg in Edo den Preußisch-Japanischen Freundschafts-, Handels- und Schifffahrtsvertrag. Seine Nachgiebigkeit gegenüber dem Ausland führt zu Widerständen in den Reihen der Samurai und fördert den Bakumatsu, das Ende des Shōgunats in Japan. Die Eulenburg-Expedition macht sich im Anschluss auf den Weg nach China, wo sie am 2. September ebenfalls einen Vertrag abschließt. Während der erste Vertrag nur zwischen Japan und Preußen Gültigkeit hat, gilt der Vertrag mit China für den gesamten Deutschen Zollverein. Am 22. September erreicht die Expedition Bangkok.

#### Philippinen
- Nachdem die Spanier den größten Teil der Region Cotabato erobert haben, akzeptiert der Sultan von Maguindanao die spanische Souveränität gegen eine jährliche Pensionszahlung von 1000 Peso.

#### Portugiesisch-Timor
- Das Heranziehen der Bevölkerung zu Zwangsarbeiten an öffentlichen Projekten in Portugiesisch-Timor löst im Frühjahr unabhängig voneinander Rebellionen im Mambai-Reich von Laclo und im Tetum-Reich von Ulmera aus. Gouverneur Afonso de Castro kehrt am 6. April von seinem Erholungsurlaub auf Java zurück und beginnt mit der Niederschlagung des Aufstands.
- 10. Juni: Gouverneur Castro erklärt den Notstand und lässt Waffen an Zivilisten und an die chinesische Bevölkerung Dilis austeilen.
- 26. August: Die Rebellion in Laclo wird niedergeschlagen.
- 18. September: Der Aufstand in Ulmera wird niedergeschlagen, der Häuptling gefangen genommen.

#### Australien

##### Die Expedition von Burke und Wills
- 9. Februar: Die Expedition von Burke und Wills erreicht den Little Bynoe River, einen Seitenarm im Delta des Flinders Rivers, wo sie feststellen müssen, dass sie das Meer nicht erreichen können, da die Mangrovensümpfe vor ihnen unpassierbar sind. Nach einem weiteren vergeblichen Versuch machen sie sich auf den Rückweg nach Cooper Creek. Auf der Rückreise endet die Expedition in einer Katastrophe. Nur ein Expeditionsteilnehmer kehrt lebend wieder nach Melbourne zurück.
- 17. April: Das Expeditionsmitglied Charles Gray stirbt im Polygonum Swamp an der Ruhr.
- 21. April: Die drei übrigen Expeditionsmitglieder erreichen das Depot am Cooper Creek und finden es verlassen vor. Die Mannschaft um William Brahé hat den Ort nur wenige Stunden zuvor verlassen.
- 26. Juni: Die Victorian Contingent Party begibt sich unter der Führung von Alfred Howitt als erste auf die Suche nach Burke und Wills.

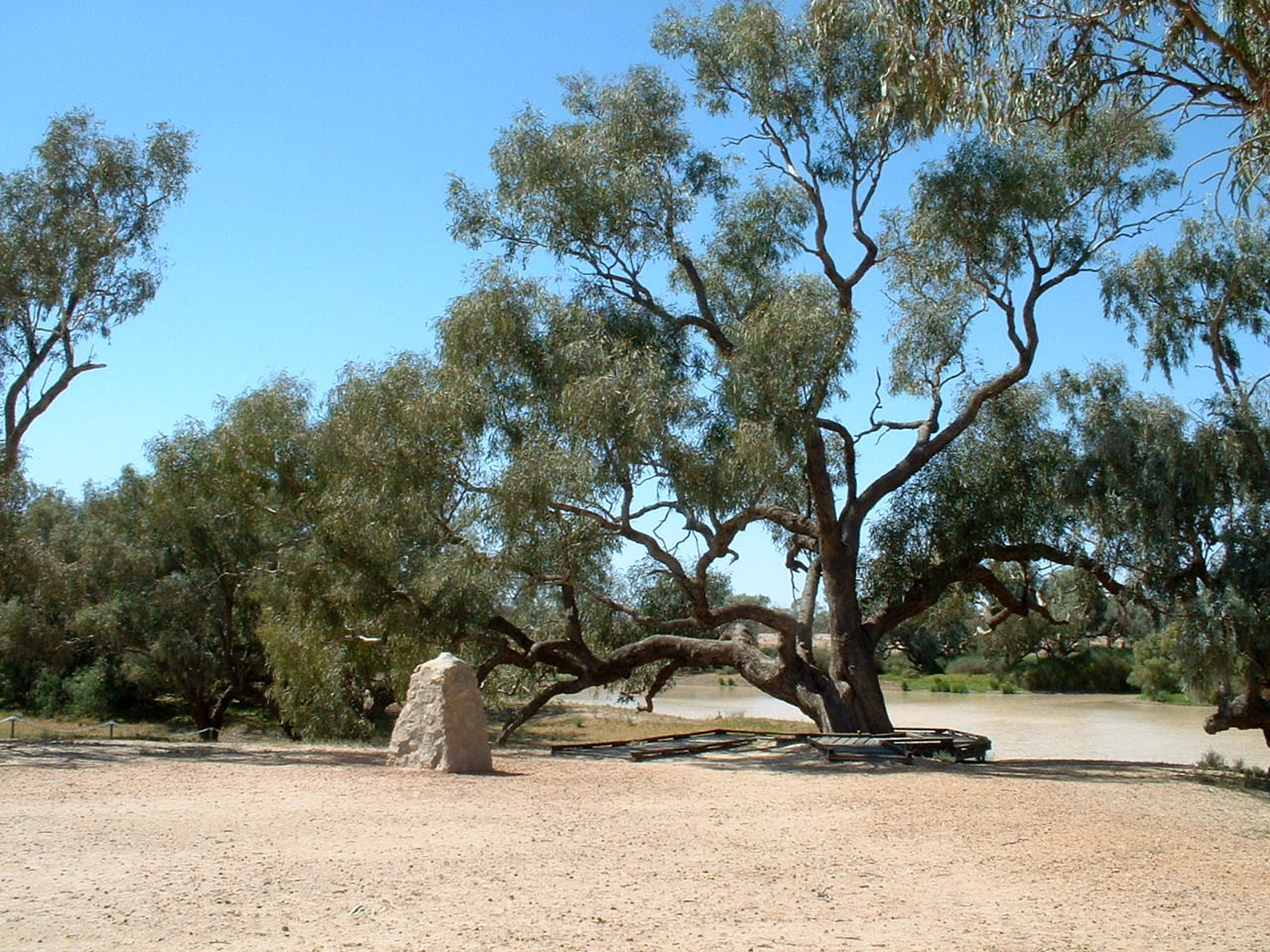
Der Dig Tree mit dem Gedenkstein für Burke

- um den 28. Juni: Robert O’Hara Burke und William John Wills kommen am Cooper Creek ums Leben.
- 24. August: Die Queensland Relief Expedition unter William Landsborough legt von Brisbane aus ab. Sie sucht ab November vor allem die Gegend um den Golf von Carpentaria ab.
- 15. September: Alfred Howitt findet John King, den einzigen Überlebenden der Expedition, bei einem Stamm der Aborigines. Anschließend findet er auch die Leichen von Burke und Wills und beerdigt sie.
- Oktober: Die South Australian Burke Relief Expedition unter John McKinlay findet im Polygonum Swamp mehrere Leichen und geht daher von einem Massaker an Burkes und Wills Expedition aus.
- 4. Dezember: Die Victorian Burke and Wills Relief Expedition unter Frederick Walker, die am 7. September aufgebrochen ist, verübt ein Massaker an einer Gruppe Aborigines.
- 9. Dezember: Die Victorian Exploring Party bricht unter der Leitung von Alfred Howitt auf, um die Leichen von Burke und Wills zu bergen und für ein ehrenvolles Begräbnis nach Melbourne zu bringen.

##### Sonstige Ereignisse
- September: John McDouall Stuart kehrt von seiner Expedition wieder in bewohntes Gebiet zurück. Im Oktober bricht er zu einer neuerlichen Forschungsreise auf.

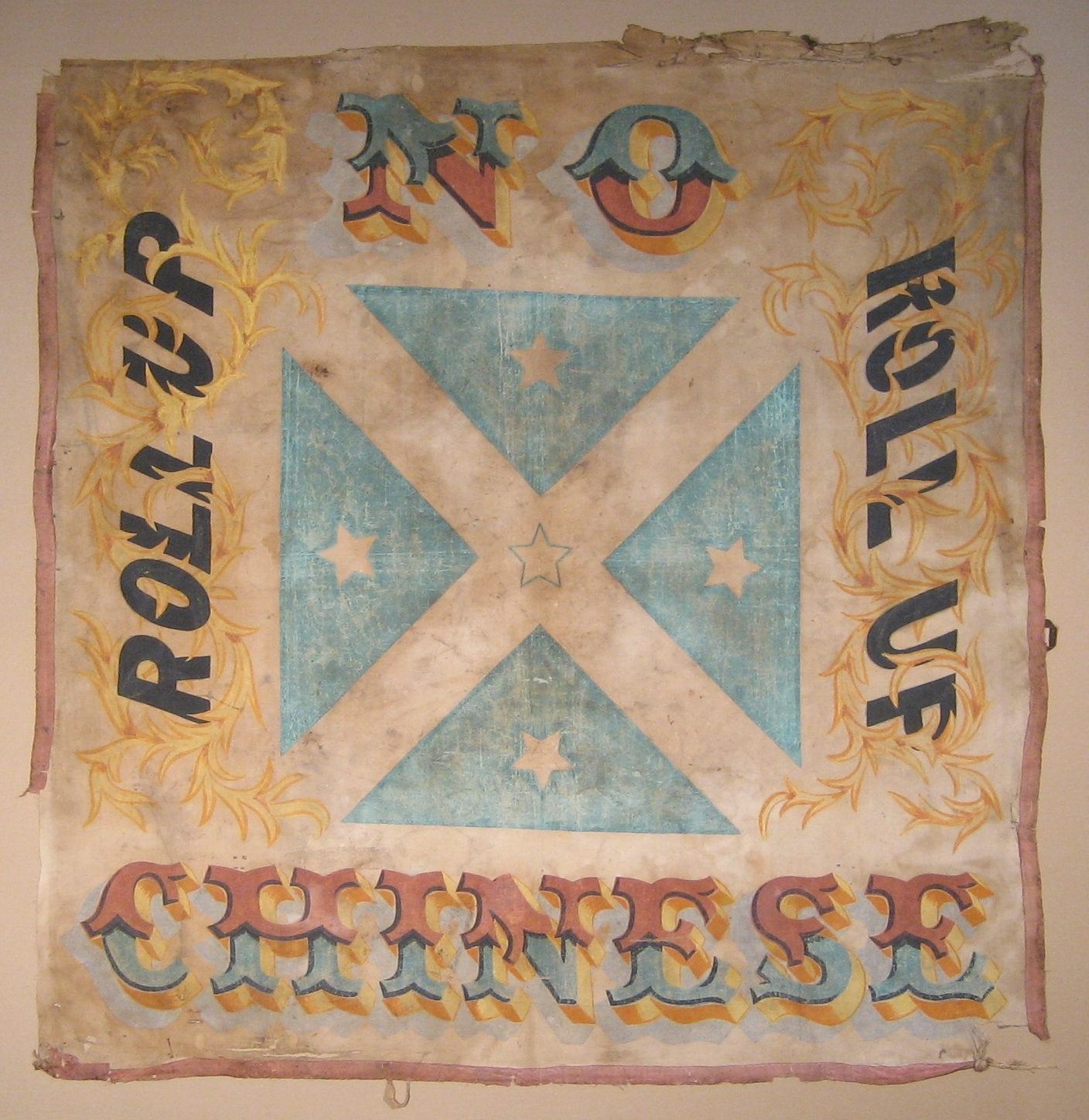
Das Banner „ROLL UP – ROLL UP – NO CHINESE“ (Verschwindet Chinesen!) gilt als das erste rassistische Symbol Australiens. Es wurde in den Lambing Flat Riot getragen.

- Der Lambing Flat Riot geht weiter und erlebt seinen Höhepunkt am 14. Juni. Die australische Regierung erlässt in der Folge den Chinese Immigration Act.

#### Neuseeland
- 25. Mai: Mit seinem Goldfund bei Dunedin löst Thomas Gabriel Read den Goldrausch in Otago aus, der die Region Otago bis 1863 nachhaltig verändert.

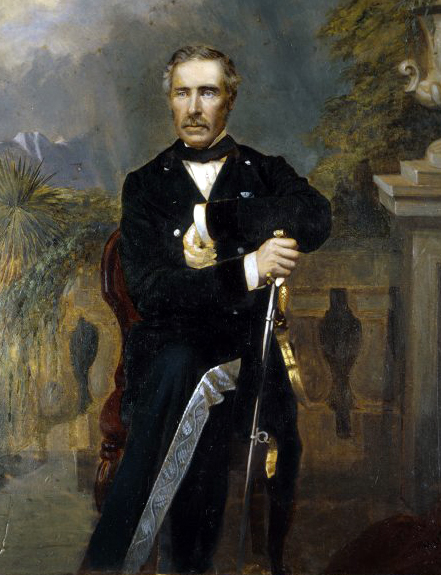
George Edward Grey

Nach einem erfolgreichen Misstrauensantrag gegen Edward Stafford wird William Fox am 12. Juli zum zweiten Mal Premierminister Neuseelands. Im selben Jahr wird Thomas Gore Browne von George Edward Grey als Gouverneur von Neuseeland abgelöst.

#### Afrika
- 10. März: Mit der Einnahme der Hauptstadt Ségou durch muslimische Kämpfer aus den Reihen der Tukulör und anschließenden Pressionen gegenüber der Bevölkerung, zum Islam zu konvertieren, endet nach rund 150 Jahren das afrikanische Reich Bambara im Gebiet des heutigen Mali.
- 30. Juli: König Dosunmu von Lagos tritt an Bord der HMS Prometheus nach Drohungen von Commander Bedingfield sein Reich an das Vereinigte Königreich ab. Die 3 km2 große nigerianische Insel wird britische Kolonie. Dosunmu behält seine repräsentativen Ämter. Lagos wird Ausgangspunkt der britischen Eroberung des heutigen Nigeria bis 1903.
- 16. August: Radama II. folgt seiner verstorbenen Mutter Ranavalona I. auf den Thron von Madagaskar. Er beginnt die Insel wieder zu öffnen und Kontakte mit dem Ausland aufzunehmen.
- 18. August: Nach dem Tod von Jonker Afrikaner wird sein Sohn Christian Afrikaner Kaptein der Orlam-Afrikaner und gerät damit in Konflikt mit seinem Halbbruder Jan Jonker Afrikaner. Etwa zur gleichen Zeit wird Maharero durch den Tod seines Vaters Tjamuaha Häuptling eines anderen Herero-Stammes, der diesen Konflikt für sich zu nutzen weiß.

### Wirtschaft

#### Geldwirtschaft und Steuern

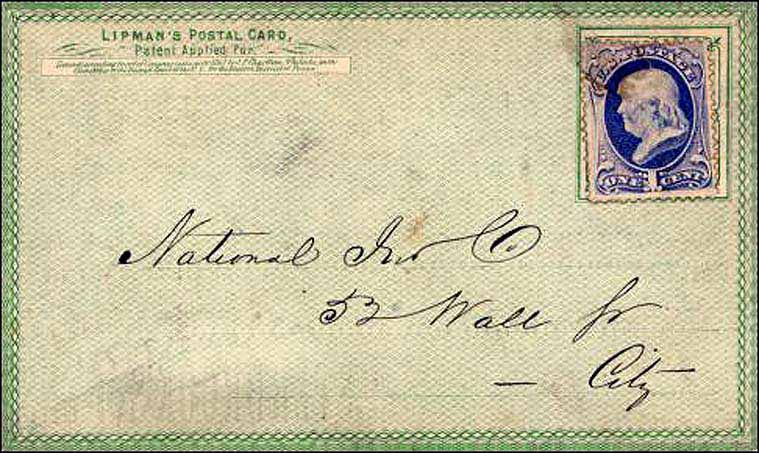
Lipman’s Postal Card

- 27. Februar: In den Vereinigten Staaten wird ein Gesetz verabschiedet, das erlaubt, privat gedruckte Karten mit der Post zu verschicken, die erste staatliche Genehmigung zur Verwendung von Postkarten. Am 17. Dezember nutzt John P. Charlton das neue US-Postkartengesetz und lässt sich die Postkarte urheberrechtlich schützen. Er verkauft seine Idee an Hyman L. Lipman, der Karten mit der Kennzeichnung „Lipman’s Postal Card“ produziert. Ein Patent auf die Idee wird hingegen nicht zugelassen.

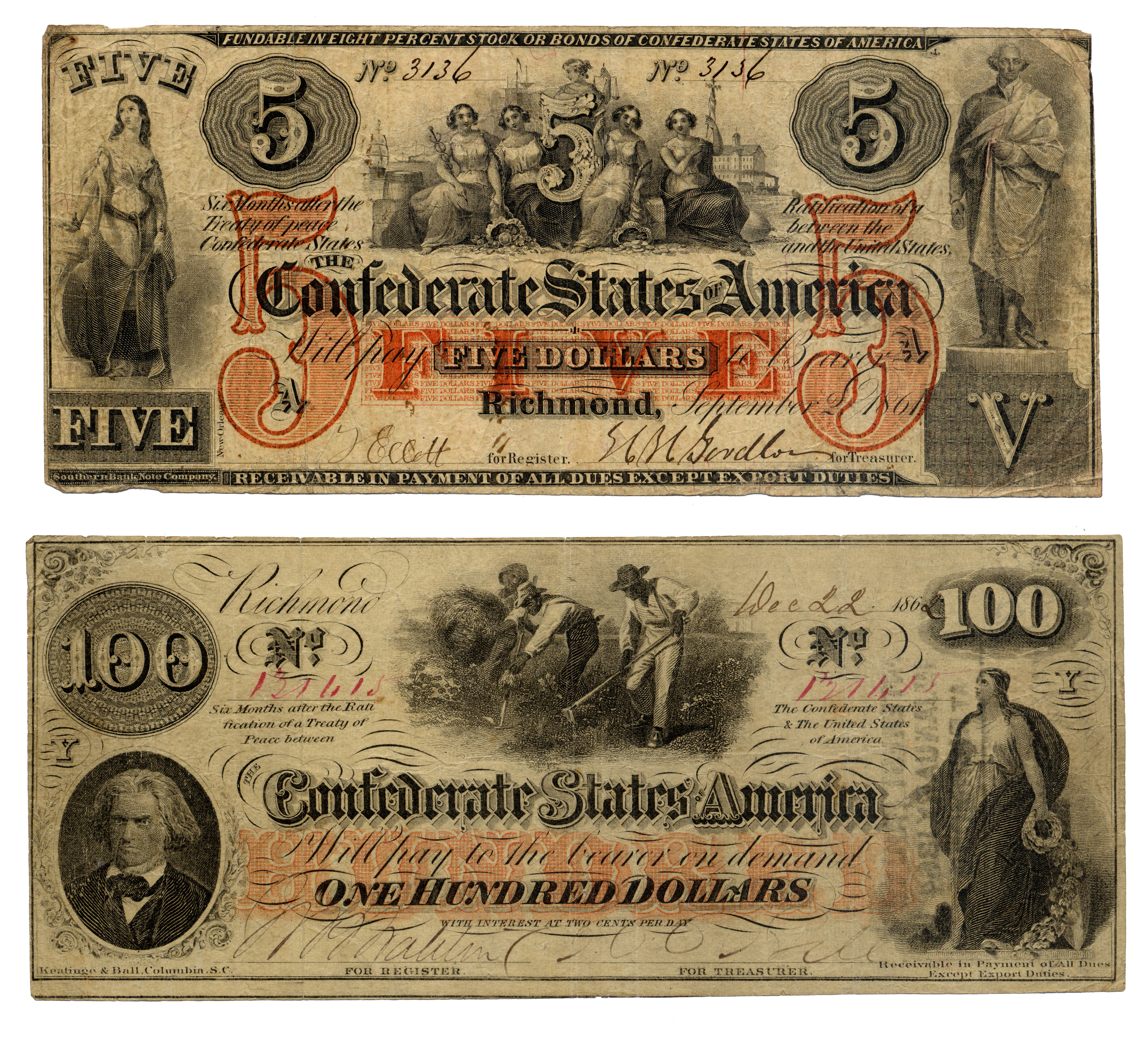
5- und 100-CSA-Dollar-Noten

- April: Die Konföderierten Staaten von Amerika führen eine neue Währung ein, den CSA-Dollar. Bereits im ersten Kriegsjahr verliert dieser ein Drittel seines Wertes.
- 5. August: Mit der Unterschrift Abraham Lincolns tritt der Revenue Act of 1861 in Kraft, mit dem die Einkommensteuer in den Vereinigten Staaten eingeführt wird.
- In England wird die Papiersteuer abgeschafft.
- Die Sardische Lira wird durch die Italienische Lira ersetzt.

#### Handel
- 11. Februar: Die Börse Stuttgart wird gegründet, nachdem schon im Vorjahr ein örtlicher „Industrie-Börseverein“ gegründet worden ist.
- 13. Mai: In Heidelberg tagt erstmals der „Allgemeine Deutsche Handelstag“, der Vorläufer des Deutschen Industrie- und Handelskammertags.
- 31. Mai: Die Bundesversammlung des Deutschen Bundes beschließt das Allgemeine Deutsche Handelsgesetzbuch (ADHGB).
- 25. Oktober: In Kanada wird die Toronto Stock Exchange eröffnet.

#### Verkehr

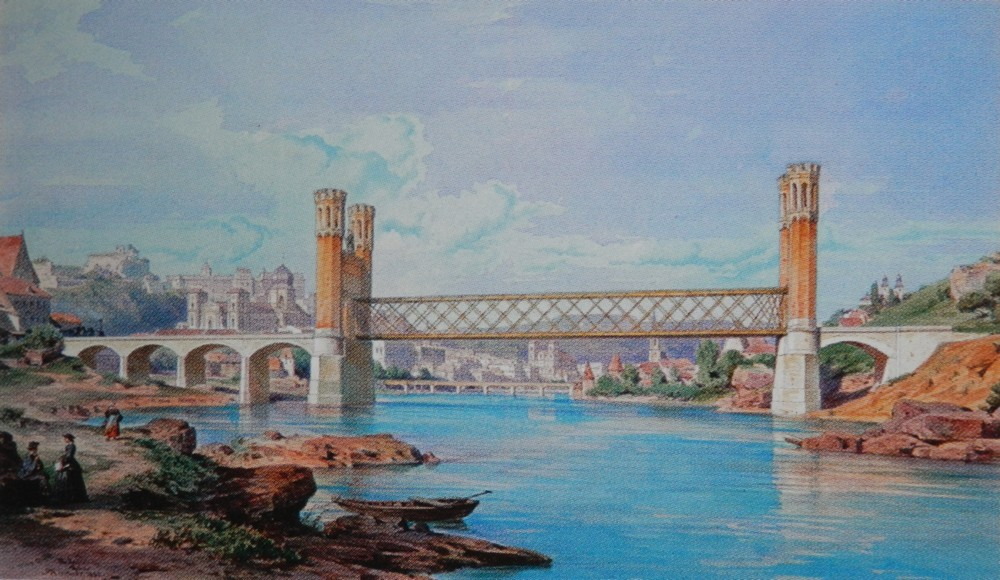
Kaiserin-Elisabeth-Brücke bei Passau, Aquarell ca. 1862

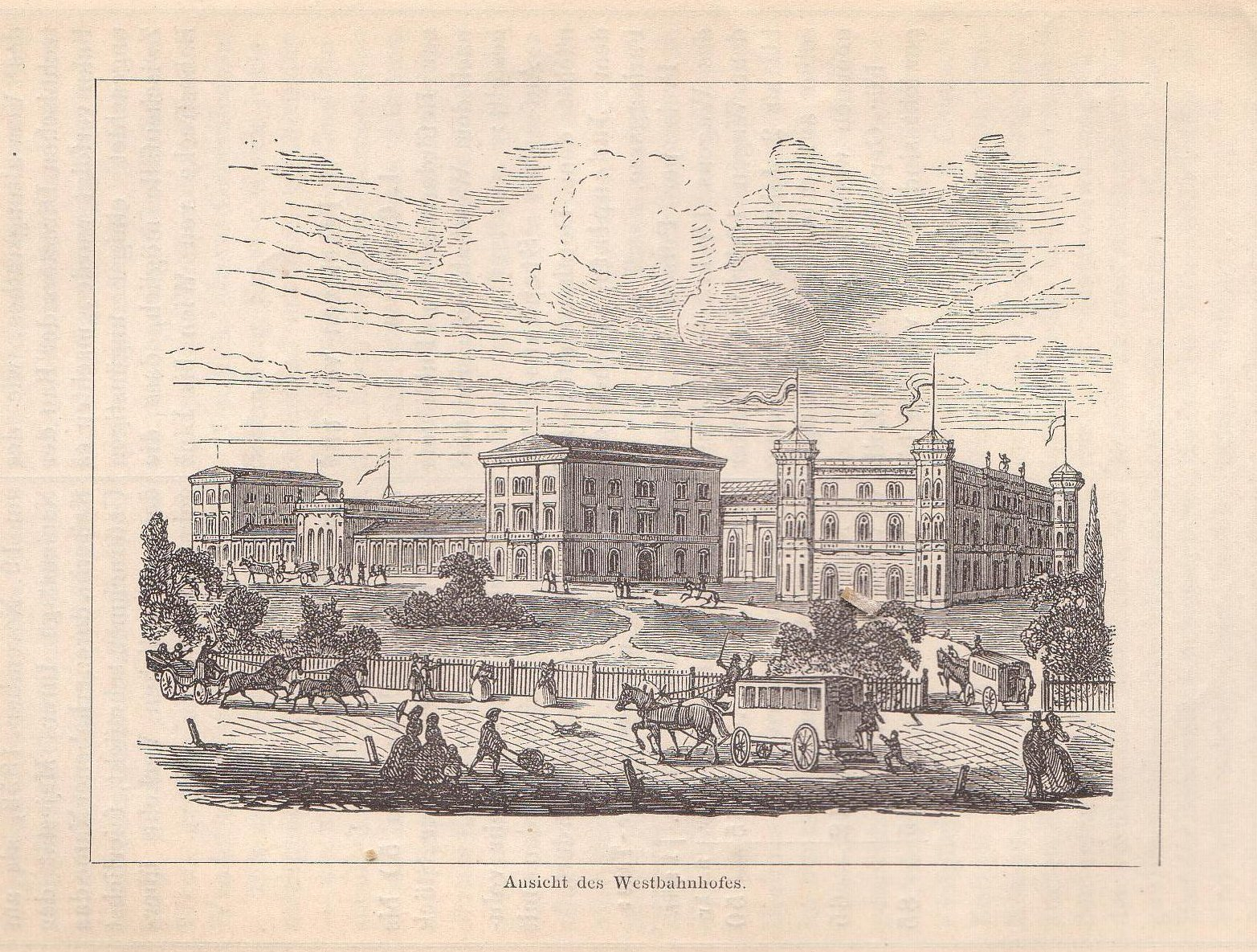
Wiener Westbahnhof aus: Lloyd’s Reiseführer Von Wien bis München, Triest 1861

- Die AG der bayerischen Ostbahnen stellt eine erste Verbindung mit dem österreichischen Bahnnetz durch Anschluss an die Kaiserin-Elisabeth-Bahn her. Die Zweigbahn Wels–Passau mit der von Maffei errichteten Kaiserin-Elisabeth-Brücke geht am 1. September in Betrieb. Bereits am 7. Januar gibt es die Verbindung von Schwandorf über Cham, die am 20. September nach Furth im Wald und am 15. Oktober zur Grenze an die Böhmische Westbahn nach Pilsen verlängert wird. Damit hat man innerhalb von fünf Jahren das in der Gründungskonzession von 1856 genehmigte Bahnnetz mit 446 Kilometern Länge erstellt.

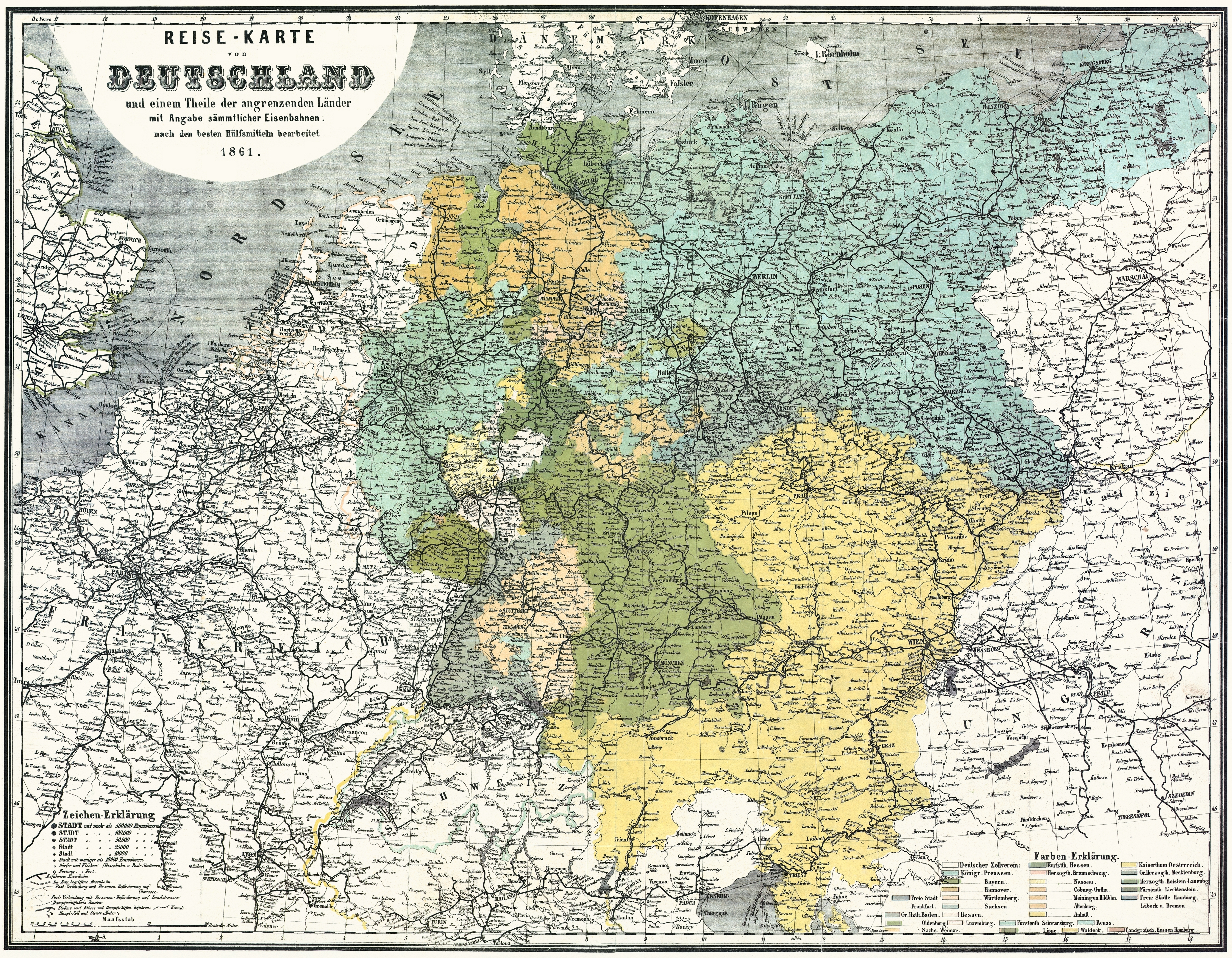
Das deutsche Eisenbahnnetz 1861

- 5. Februar: Der thailändische König Mongkut gibt den Auftrag zum Bau von Thanon Charoen Krung, der ersten gepflasterten Straße in Bangkok.
- 20. Februar: Die Generaldirektion der Bayerischen Verkehrsanstalten eröffnet den Betrieb auf der Strecke Hochstadt-Marktzeuln–Kronach–Gundelsdorf. Eigentümer sind die Stadt Kronach und der Nürnberger Fabrikant v. Cramer-Klett.
- 21. Februar: Das Königreich Württemberg und das Königreich Bayern schließen einen Staatsvertrag über den Bau der Remsbahn von Stuttgart nach Nördlingen durch die Königlich Württembergischen Staats-Eisenbahnen mit Anschluss an das bayerische Eisenbahnnetz. Darin enthalten ist die sogenannte Brenzbahnklausel. Württemberg muss sich der Bedingung unterwerfen, ab dem Tag der Eröffnung der Bahn in einem Zeitraum von zwölf Jahren keine Schienenverbindung zwischen dieser und der Cannstatt–Ulmer Bahn herzustellen.
- 2. März: Wegen des dräuenden Amerikanischen Bürgerkriegs wird die Einstellung der Butterfield Overland Mail beschlossen. Die letzte Postkutsche fährt am 21. März auf der Route zwischen St. Louis und San Francisco.

Erste Eisenbahnbrücke über den Rhein

- 11. Mai: Die im Auftrag der französischen Ostbahn und der Badischen Staatsbahnen errichtete Rheinbrücke Kehl zwischen dem Großherzogtum Baden und dem Französischen Kaiserreich wird in Betrieb genommen. Die zweigleisige Eisenbahnbrücke ist zu diesem Zeitpunkt die einzige feste Brücke am Oberrhein.

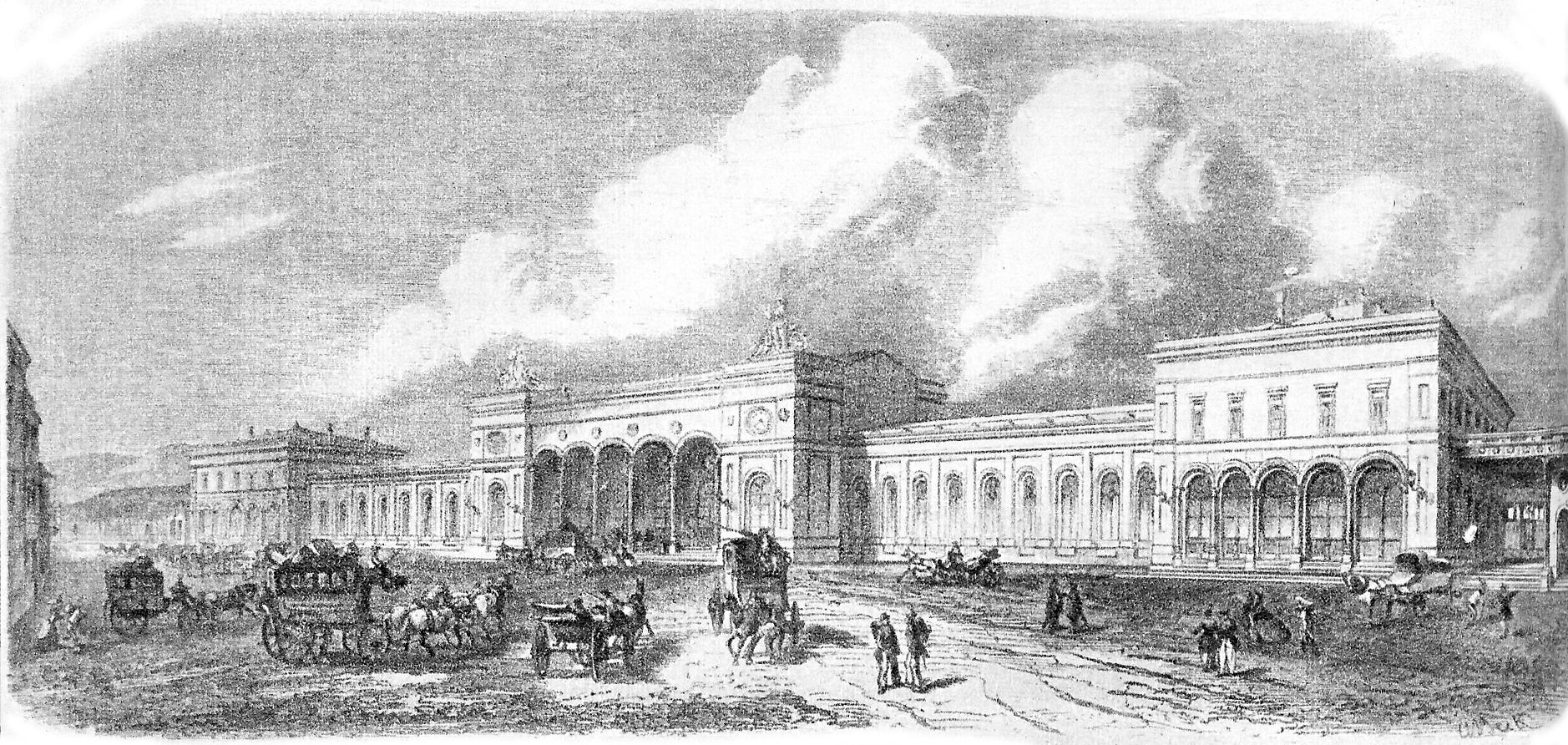
Centralbahnhof Basel 1861

- Mai: Der Centralbahnhof in Basel geht in Vollbetrieb.
- Juni: Geschichte der Eisenbahn in Nordamerika: Die Central Pacific Railroad wird gegründet.

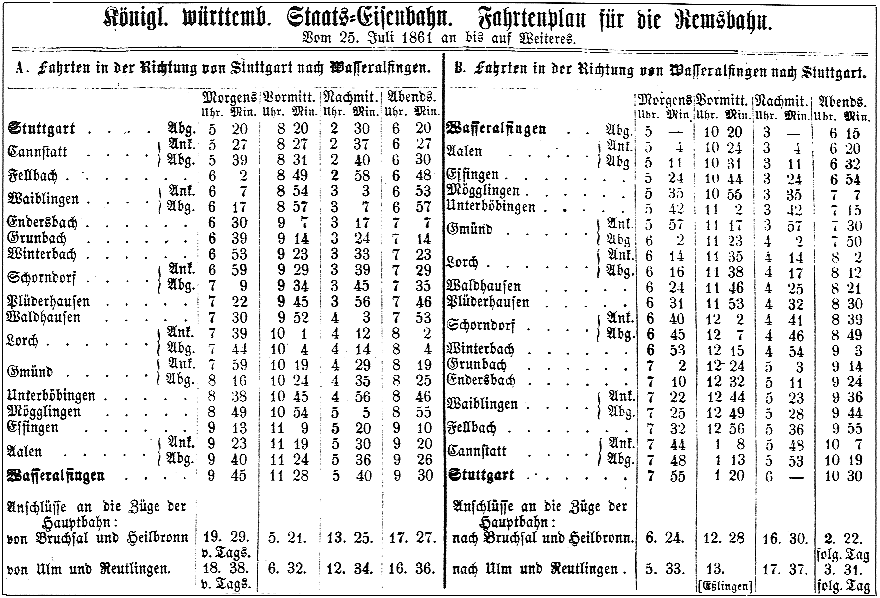
Fahrplan der Remsbahn von 1861

- 25. Juli: Der von den Königlich Württembergischen Staats-Eisenbahnen errichtete erste Abschnitt der Remsbahn von Cannstatt über Waiblingen, Schorndorf, Gmünd und Aalen nach Wasseralfingen wird eröffnet. Auf der Strecke liegen die Schwäbischen Hüttenwerke, ein bedeutendes staatliches Hüttenwerk, das bis Mitte der 1860er Jahre sämtliche auf der Remsbahn verlegten Schienen liefert.
- 29. August: Die Wilhelm-Luxemburg-Eisenbahngesellschaft eröffnet in Luxemburg die Bahnstrecke Luxemburg–Wasserbillig.
- 15. Oktober: Der zweite Abschnitt der Bahnstrecke Plochingen–Immendingen, Reutlingen Hbf – Rottenburg am Neckar, wird fertiggestellt.

#### Unternehmensgründungen
- 12. Januar: In Rio de Janeiro wird die Sparkasse Caixa Econômica e Monte de Socorro gegründet.
- 25. Mai: In Christchurch auf der neuseeländischen Südinsel erscheint – vorläufig noch als Wochenzeitschrift – die spätere Tageszeitung The Press.
- 15. November: Julius Vogel gründet im Zuge des Otago Gold Rush die Otago Daily Times, die älteste Tageszeitung Neuseelands.
- Die Saalbau AG in Frankfurt am Main wird gegründet.
- Der Uhrenhersteller Junghans wird in Schramberg im Schwarzwald gegründet.
- Der Knopfmacher und Posamentenmeister Ludwig Beck gründet in München einen eigenen Betrieb.
- Die 1855 gegründete Reederei Compagnie Générale Maritime erhält vom französischen Staat einen Vertrag zur Beförderung von Post über den Atlantik, dadurch entsteht die Compagnie Générale Transatlantique.
- Franz Rudolph Wurlitzer beginnt mit der Produktion von Musikinstrumenten.

#### Medien
Ottokar Franz Ebersberg gründet in Wien die Satirezeitschrift Kikeriki; anfangs hat das Blatt eine liberale Ausrichtung.
Der dänische Geologe und Grönlandforscher Hinrich Johannes Rink gründet Atuagagdliutit (Lesenswertes), die erste grönländische Zeitung. Sie hat großen Einfluss auf die Entstehung der modernen grönländischen Schriftsprache sowie die Förderung der grönländischen Kultur und Identität. Inhalte in dieser Zeit sind neben praktischen Ratschlägen zur Robbenjagd und zum Fischfang vor allem auch politische Berichte, welche die Grönländer zu politischer Mitarbeit motivieren sollen. Kinder werden durch die Zeitung erstmals mit passender Literatur in ihrer Sprache versorgt. Außerdem enthält die Atuagagdliutit Illustrationen von einheimischen Künstlern wie Aron von Kangeq und trägt so wesentlich zur Unterstützung der grönländischen Kunst bei. Ihrem Ziel, der politischen Bildung und Emanzipation der Grönländer, entsprechend ist die Zeitung für Grönländer gratis, nur Dänen müssen dafür bezahlen. Wegen der schwierigen Transportwege erscheint die Atuagagdliutit anfänglich nur zweimal pro Jahr.
Die Národní listy (Volksblätter) wird auf Initiative František Ladislav Riegers ins Leben gerufen. Das Organ der tschechischen Nationalpartei Národní strana mit seinem Herausgeber Julius Grégr entwickelt sich in den nächsten Jahren zur einflussreichsten politischen Tageszeitung im Königreich Böhmen.

#### Sonstiges
- 17. Mai: Thomas Cook organisiert die erste Auslands-Pauschalreise mit Unterkunft und Verpflegung. Britische Arbeiter reisen per Schiff und Bahn nach Paris.

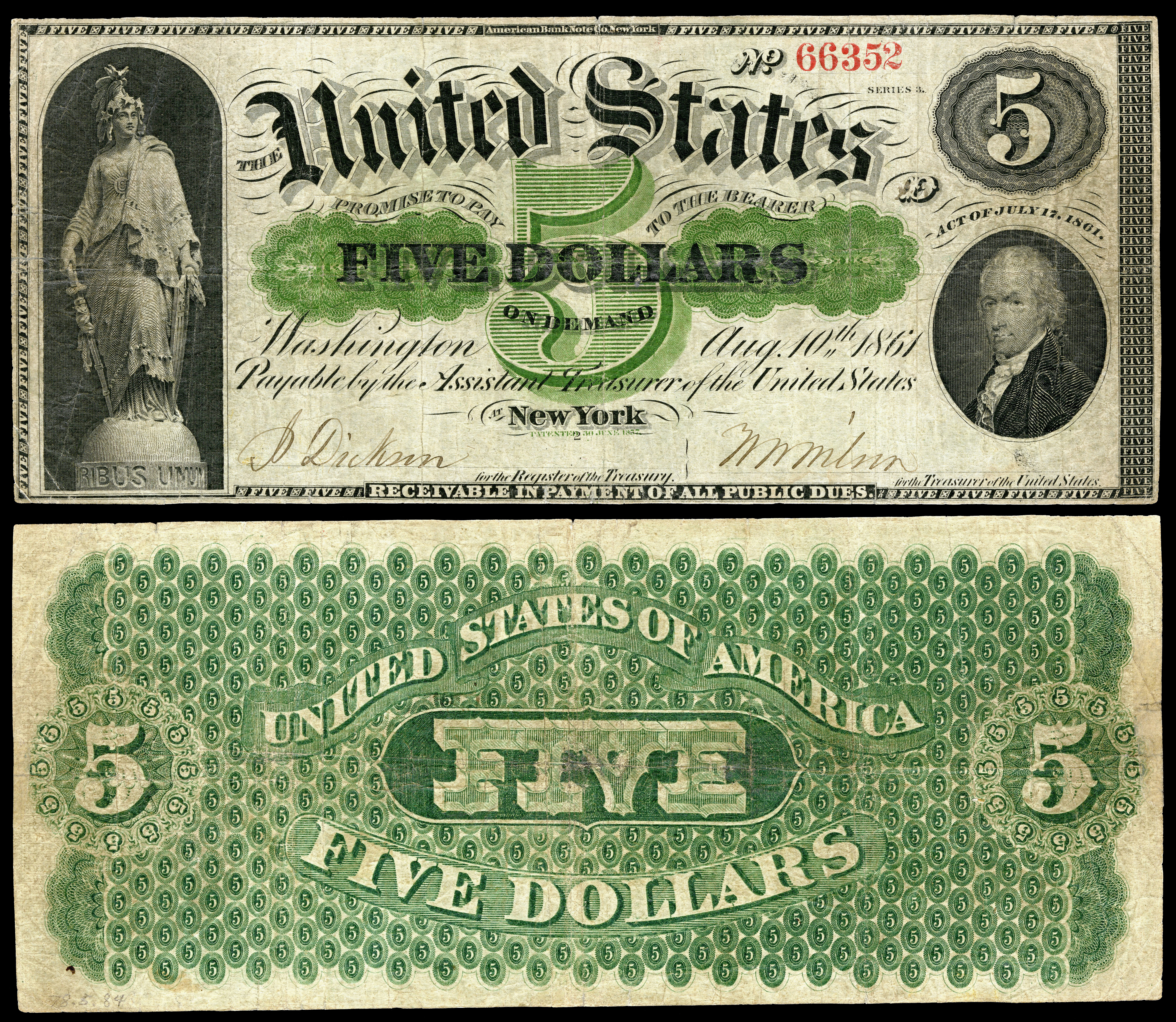
5-Dollar-Demand-Note

- 10. August: Das Finanzministerium der Vereinigten Staaten gibt Demand Notes heraus, eine Form des Fiatgeldes. Aufgrund ihrer spezifischen grünen Farbe erhalten sie umgangssprachlich bald den Namen „Greenbacks“.
- 17. September: Der Straßburger Buchhändler Oscar Berger-Levrault gibt in einer Auflage von wenigen Dutzend den weltweit ersten Briefmarkenkatalog heraus.

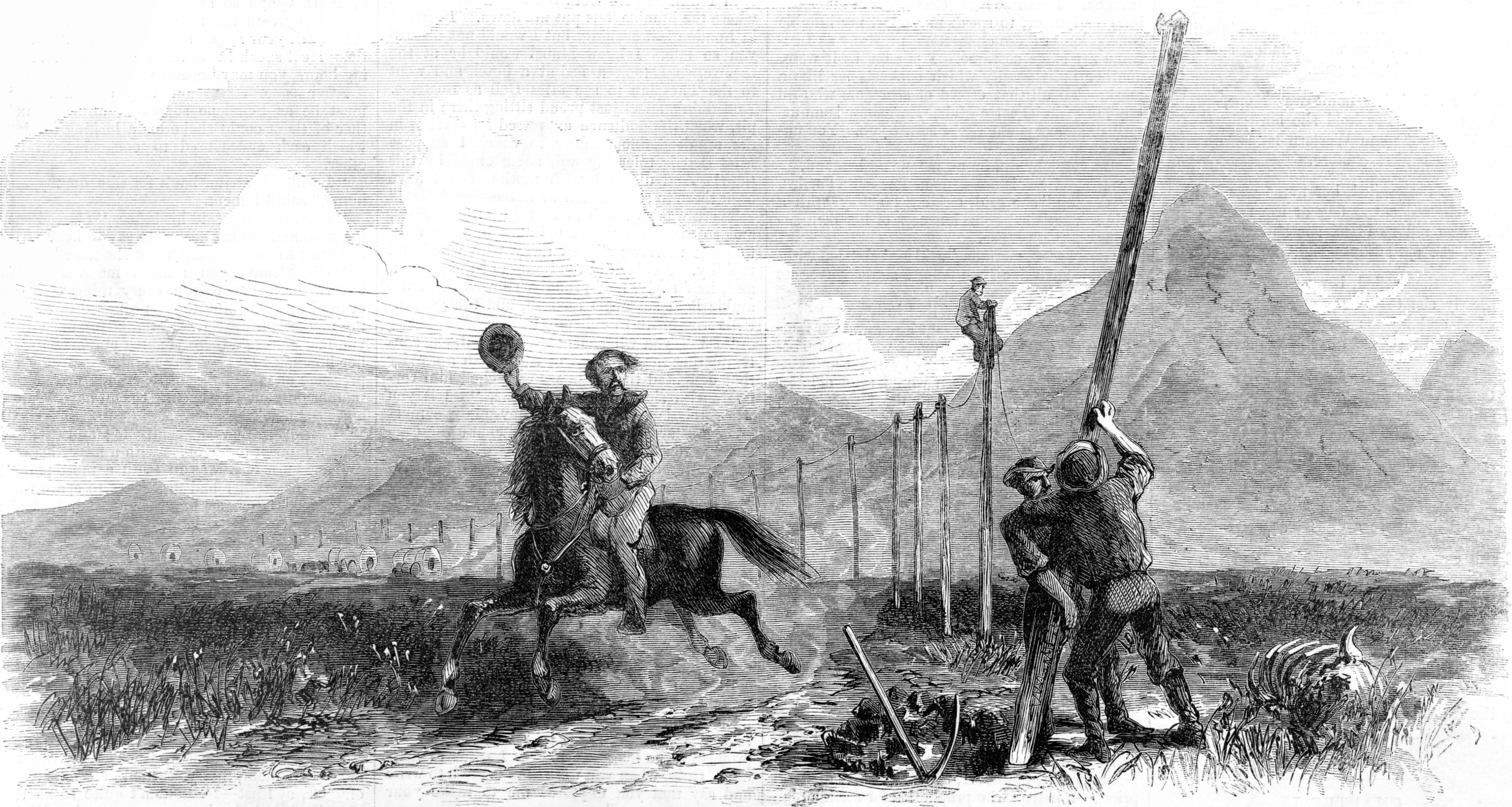
Konstruktion der ersten transkontinentalen Telegraphenleitung und ein Pony-Express-Reiter

- 26. Oktober: Das amerikanische Unternehmen Western Union stellt auf Basis des Pacific Telegraph Act von 1860 die erste transkontinentale Telegrafenleitung fertig. Sie macht damit den erst im Vorjahr gegründeten Pony-Express obsolet.
- 1. Dezember: In einem Wettbewerb werden in- und ausländische Ingenieure und Gesellschaften aufgefordert, Projekte über eine künftige Wasserversorgung der Stadt Wien vorzulegen. Die daraus resultierende I. Wiener Hochquellenleitung wird 1873 fertiggestellt werden.

### Wissenschaft und Technik

#### Afrikaforschung

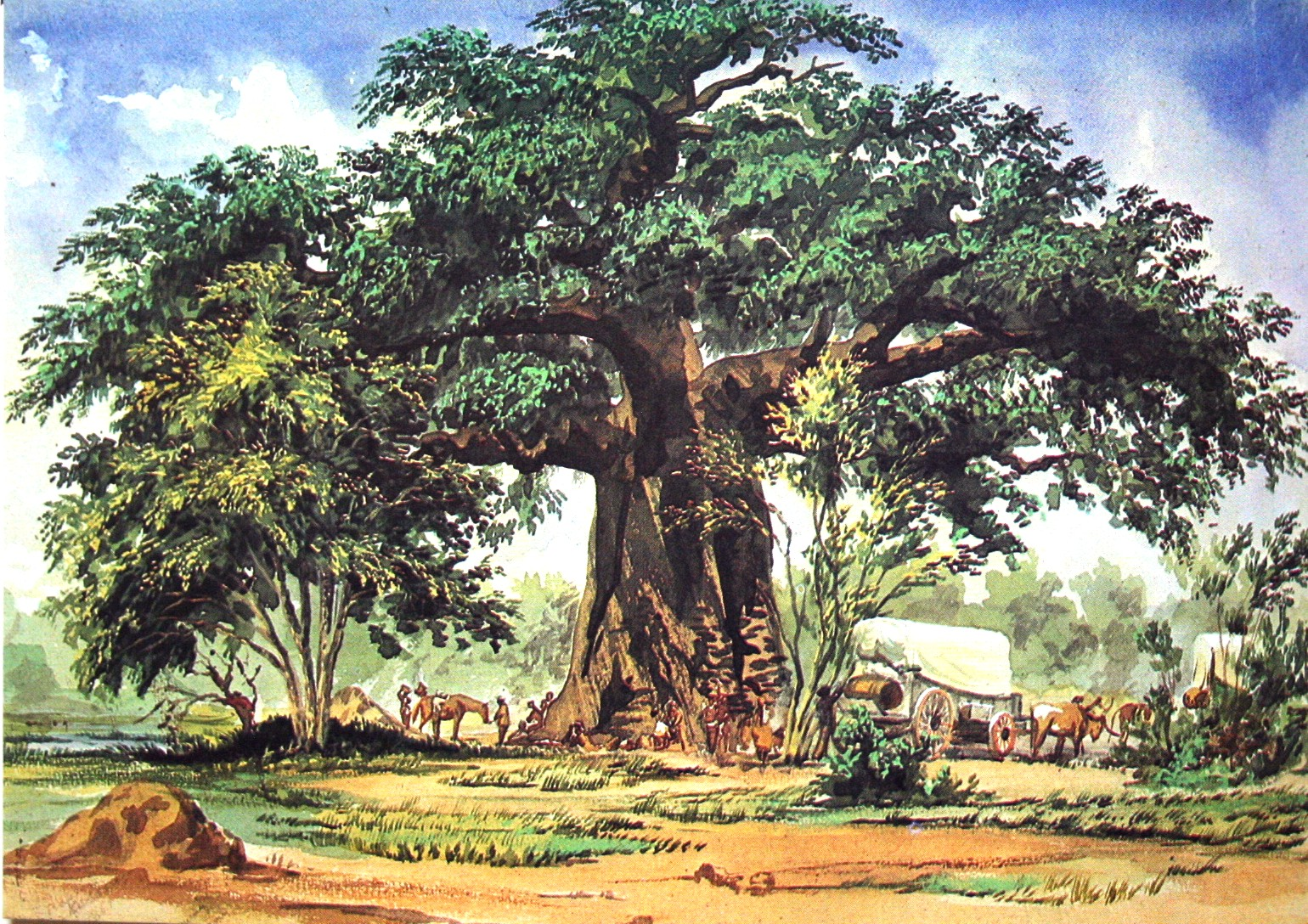
Thomas Baines: Baobab Tree, Wasserfarben, 29. Dezember 1861

Thomas Baines unternimmt zusammen mit James Chapman eine Expedition durch das Gebiet des heutigen Botswana und Namibia und malt im Gebiet des heutigen Nxai-Pan-Nationalparks eine Gruppe von Baobabs, die heute noch existieren und Baines Baobabs genannt werden.
Theodor von Heuglin setzt seine im Vorjahr begonnene Expedition fort, die das Schicksal des seit 1855 verschollenen Afrikaforschers Eduard Vogel aufklären soll. Am 17. Juni erreicht die Expedition Massaua und bleibt während der Regenzeit in den hohen Bogosländern, geht dann aber nicht direkt nach Khartum, sondern macht einen weiten Umweg durch Abessinien bis über Gonder hinaus, worauf Werner Munzinger und Gottlob Kinzelbach, die am 1. Juli in Massaua zu der Expedition gestoßen sind, sich am 11. November von Heuglin trennen und den vergeblichen Versuch machen, über Darfur in Wadai einzudringen.
Karl Klaus von der Decken erreicht gemeinsam mit dem Geologen Richard Thornton als zweiter Europäer den Kilimandscharo und bestätigt damit die Entdeckung von Johannes Rebmann 13 Jahre früher, dessen Berichte von Eis und Schnee in der Nähe des Äquators jahrelang keinen Glauben gefunden haben. Die beiden erkunden den Berg bei dieser Expedition bis zu einer Höhe von etwa 1.580 m.
Ausgehend von einer ausgedehnten Jagdreise nach Ägypten und in den Sudan unternimmt der Brite Samuel White Baker seine erste Entdeckungsreise nach Zentralafrika, um die Quellen des Nils zu entdecken, in der Hoffnung auf ein Treffen mit der ostafrikanischen Expedition unter den Captains Speke und Grant irgendwo am Victoria-See.
Die Abenteurerin Alexine Tinne begibt sich über Syrien und Palästina nach Kairo, wo sie sich niederlässt. Von hier aus macht sie sich Anfang 1862 auf den Weg nach Süden.
Richard Francis Burton und Gustav Mann besteigen als erste Europäer den Kamerunberg.

#### Archäologie
- Der französische Archäologe Léon Heuzey beginnt mit Ausgrabungen in der antiken makedonischen Stadt Aigai.
- Das Hügelgrab Kummerhy bei Süderbrarup wird ausgegraben.
- An der Megalithanlage von Maes Howe in Schottland finden erstmals Ausgrabungen statt.

#### Astronomie

##### Sternwarten

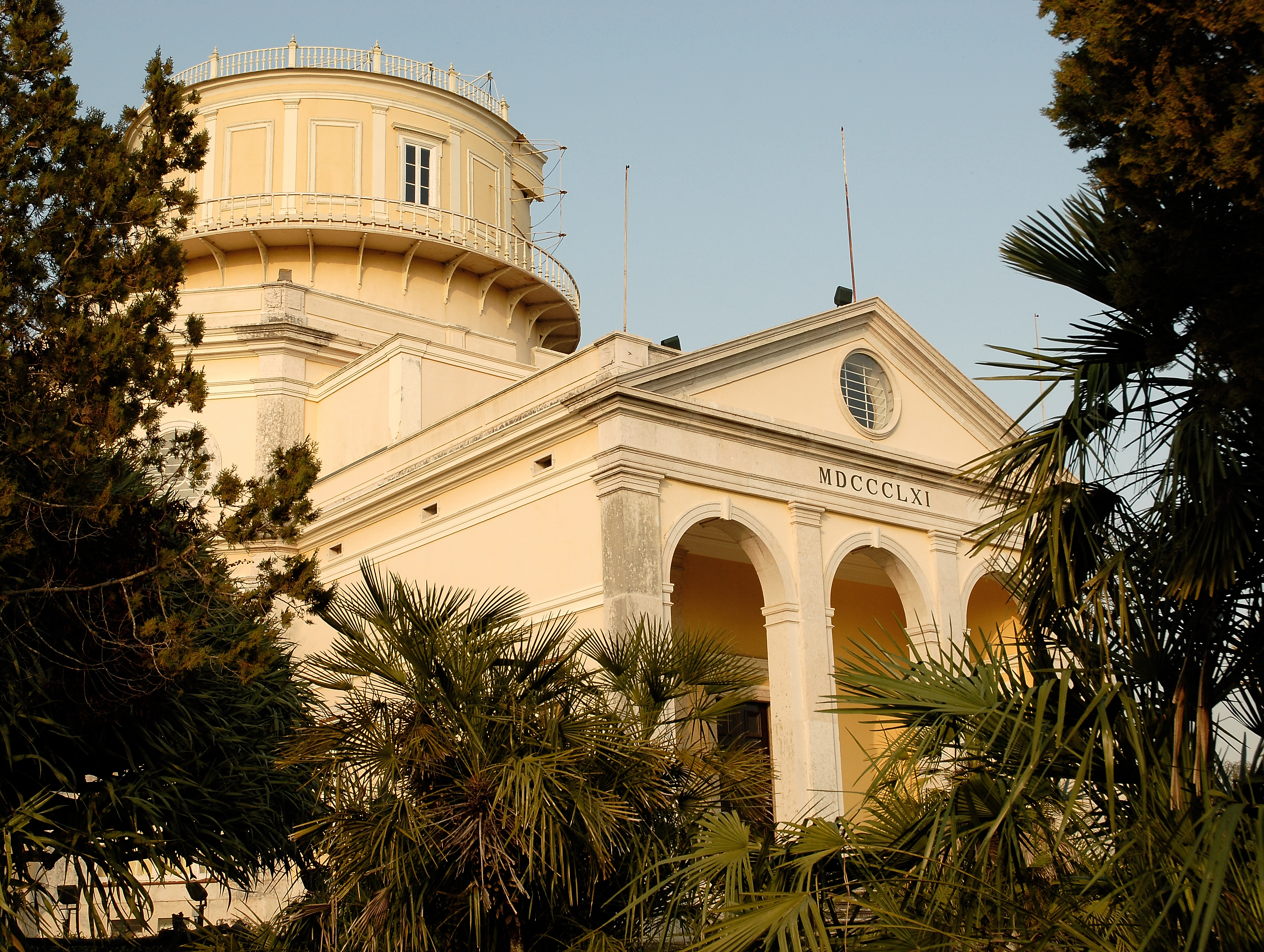
Astronomisches Observatorium von Lissabon

In Lissabon erfolgt am 11. März die Grundsteinlegung für die von König Pedro V. gestiftete Sternwarte. Die vom französischen Architekten Jean Colson entworfenen Baupläne sind durch den Bau der Sternwarte in Pulkowo in Russland inspiriert. Friedrich Georg Wilhelm Struve, Direktor des Pulkowo-Observatoriums, bietet der portugiesischen Regierung seine Dienste an und wird in den nächsten Jahren der wichtigste und einflussreichste Berater. Die ersten astronomischen Beobachtungen beginnen 1867.
In Leipzig wird nach rund einjähriger Bauzeit am 8. November die von Direktor Karl Christian Bruhns geplante neue Sternwarte im Johannistal eröffnet, und unter der Leitung von Direktor Frederik Kaiser erfolgt auch in Leiden der Bau einer neuen Sternwarte.

##### Der Große Komet von 1861

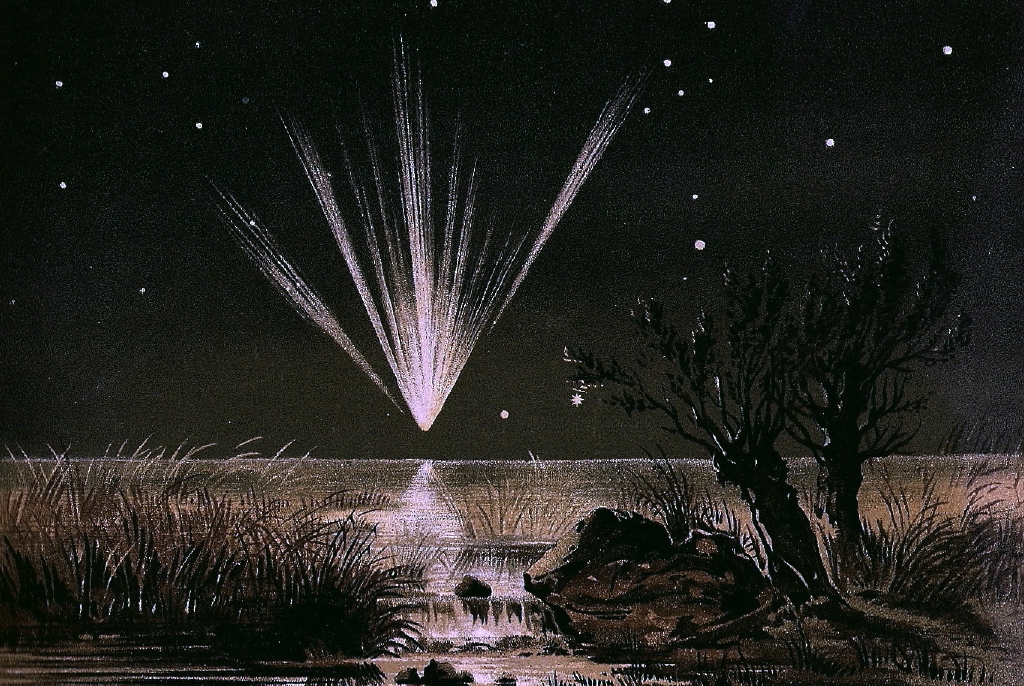
Der Große Komet von 1861

Der australische Astronom John Tebbutt entdeckt am 13. Mai von New South Wales aus den Großen Kometen von 1861, der heute als C/1861 J1 katalogisiert ist. Der Periheldurchgang des Kometen ist am 11. Juni, ab dem 29. Juni ist er auch in der nördlichen Hemisphäre sichtbar. Bis Mitte August ist er mit bloßem Auge sichtbar. Die Helligkeit des Kometen ist dabei so groß, dass Gegenstände nachts in seinem Licht Schatten werfen und der Komet auch am Taghimmel sichtbar bleibt.

##### Weitere astronomische Forschungen
- 30. September: Der deutsch-dänische Astronom Heinrich Louis d’Arrest entdeckt im Sternbild Pegasus die später als NGC 1 bezeichnete Galaxie.
- 8. Oktober: Heinrich Louis d’Arrest findet im Sternbild Andromeda die später als NGC 109 bezeichnete Galaxie.
- Heinrich Louis d’Arrest beginnt mit systematisch angelegten Beobachtungen des Coma-Galaxienhaufens, die bis 1867 andauern.

##### Liste der 1861 entdeckten Asteroiden
| Nr. und Name  | Durchmesser (km) | Datum der Entdeckung | Entdecker                           |
| ------------- | ---------------- | -------------------- | ----------------------------------- |
| (63) Ausonia  | 103,1            | 10. Februar          | Annibale de Gasparis                |
| (64) Angelina | 98               | 4. März              | Ernst Wilhelm Leberecht Tempel      |
| (65) Cybele   | 237,3            | 8. März              | Ernst Wilhelm Leberecht Tempel      |
| (66) Maja     | 71,8             | 9. April             | Horace Parnell Tuttle               |
| (67) Asia     | 58,1             | 17. April            | Norman Robert Pogson                |
| (68) Leto     | 122,6            | 29. April            | Karl Theodor Robert Luther          |
| (69) Hesperia | 138,1            | 26. April            | Giovanni Schiaparelli               |
| (70) Panopaea | 122,2            | 5. Mai               | Hermann Mayer Salomon Goldschmidt   |
| (71) Niobe    | 83,4             | 13. August           | Karl Theodor Robert Luther          |
| (72) Feronia  | 85,9             | 29. Mai              | Christian Heinrich Friedrich Peters |

#### Biologie und Paläobiologie

##### Humanbiologie
Der französische Anthropologe und Arzt Paul Broca entdeckt das Broca-Areal, eine Region in der Großhirnrinde, die wahrscheinlich vor allem für die grammatischen Aspekte von Sprachen zuständig ist. Kinder im Alter von bis zu etwa drei Jahren bilden ihre Sprache in diesem Zentrum aus. Später erlernte Zweitsprachen werden separat in benachbarten Hirnarealen nahe dem Broca-Areal gespeichert. Neuere Untersuchungen haben gezeigt, dass das Broca-Zentrum für die Sprachmotorik, Lautbildung, Lautanalyse, Artikulation und die Bildung abstrakter Wörter zuständig ist.

##### Paläontologie

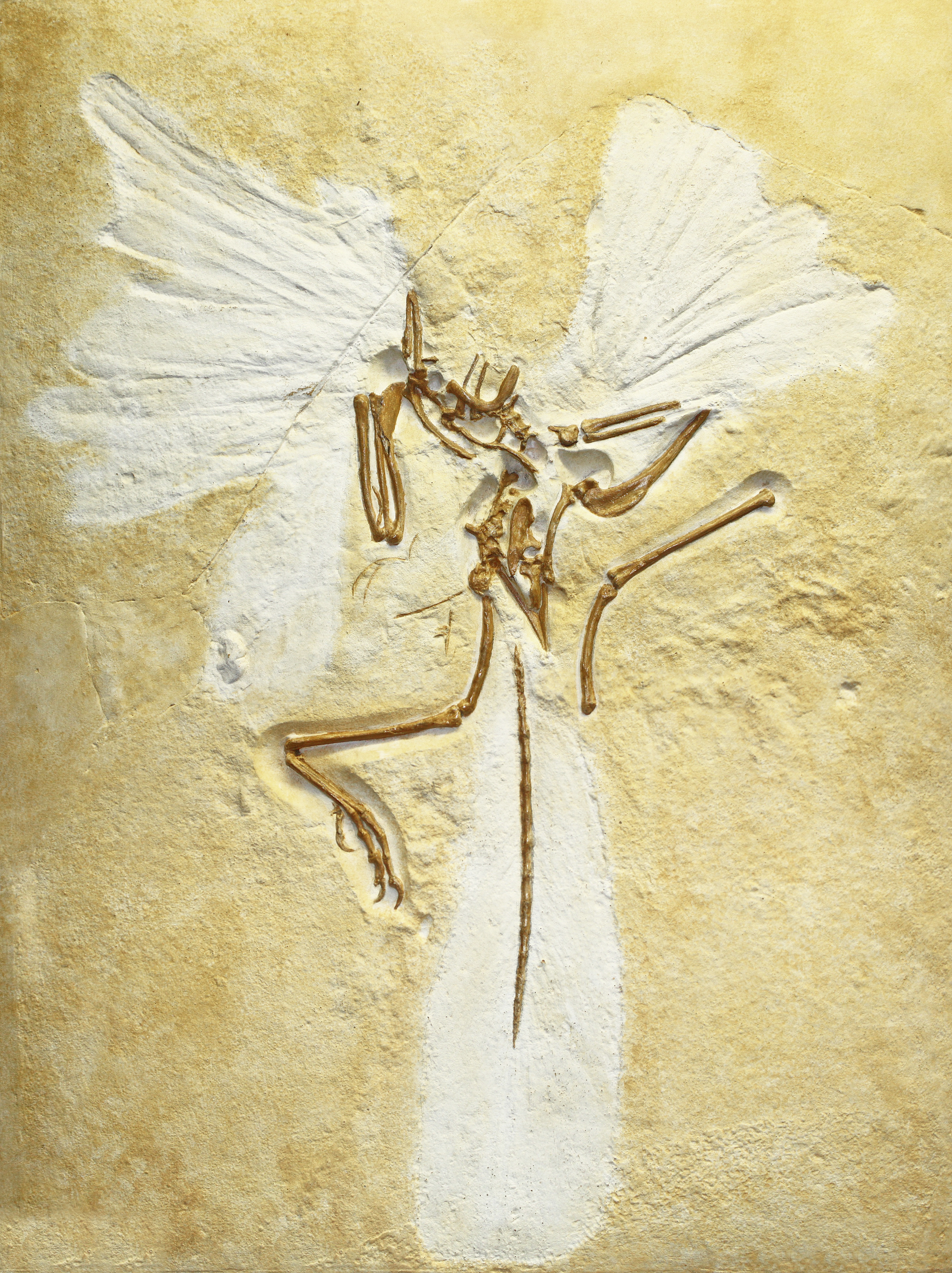
Nachbildung des Londoner Archaeopteryx

Der im Vorjahr im Solnhofener Plattenkalk gefundene Abdruck einer Schwungfeder dient dem Paläontologen Hermann von Meyer als Grundlage für seine Erstbeschreibung des von mit dem Gattungsnamen Archaeopteryx (Alte Feder) bezeichneten „Urvogels“. In der Zwischenzeit wird in Langenaltheim bei Solnhofen ein nahezu vollständiges Skelett des Archaeopterix lithographica gefunden, das in Meyers Werk jedoch nur kurz erwähnt wird. Ob die beiden Funde tatsächlich zur selben Gattung gehören, ist heute umstritten. Das zweite Exemplar wird wenige Monate nach seiner Entdeckung an das British Museum in London verkauft. Treibende Kraft des Ankaufs ist der britische Naturforscher Richard Owen, Leiter der naturhistorischen Sammlung des Britischen Museums und erklärter Gegner der Evolutionstheorie von Charles Darwin. Richard Owen verfasst auch die erste Beschreibung des „Londoner Exemplars“, wobei er peinlich genau jeden Hinweis auf die mögliche Deutung als vermittelndes Bindeglied zwischen Reptilien und Vögeln vermeidet.

##### Zoologie

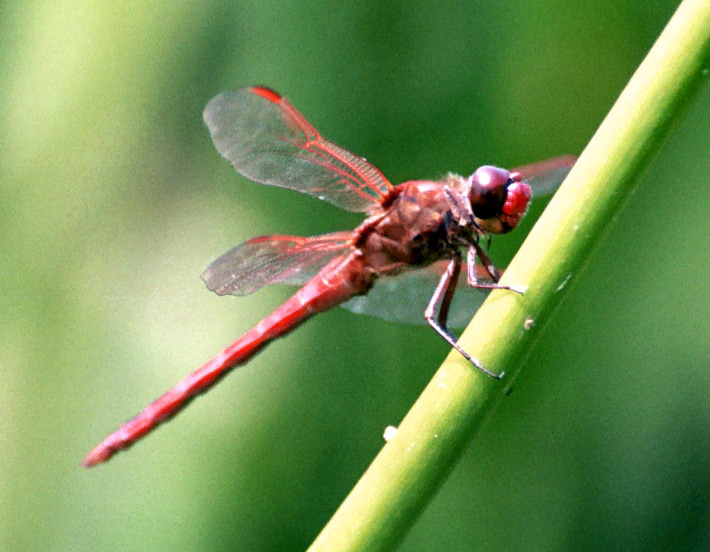
Sympetrum madidum

Der deutsche Entomologe Hermann August Hagen beschreibt erstmals zahlreiche Libellen-Gattungen wie Celithemis, Erythemis, Orthemis, Pantala, Perithemis und Tramea sowie die Arten Erythrodiplax funerea, Sympetrum madidum.
Der deutsche Ornithologe Jean Louis Cabanis verfasst die Erstbeschreibung der Vogelarten Rußdrossel (Turdus nigrescens), Feuerschnabelarassari (Pteroglossus frantzii), Feuer-Waldsänger (Parula gutturalis) und Einfarb-Hakenschnabel (Diglossa plumbea).
Der deutsche Zoologe Albert Günther beschreibt mehrere Fischarten erstmals, darunter den Kreisdorn-Doktorfisch, den Mondscheinfadenfisch und mehrere Arten der Lippfische.

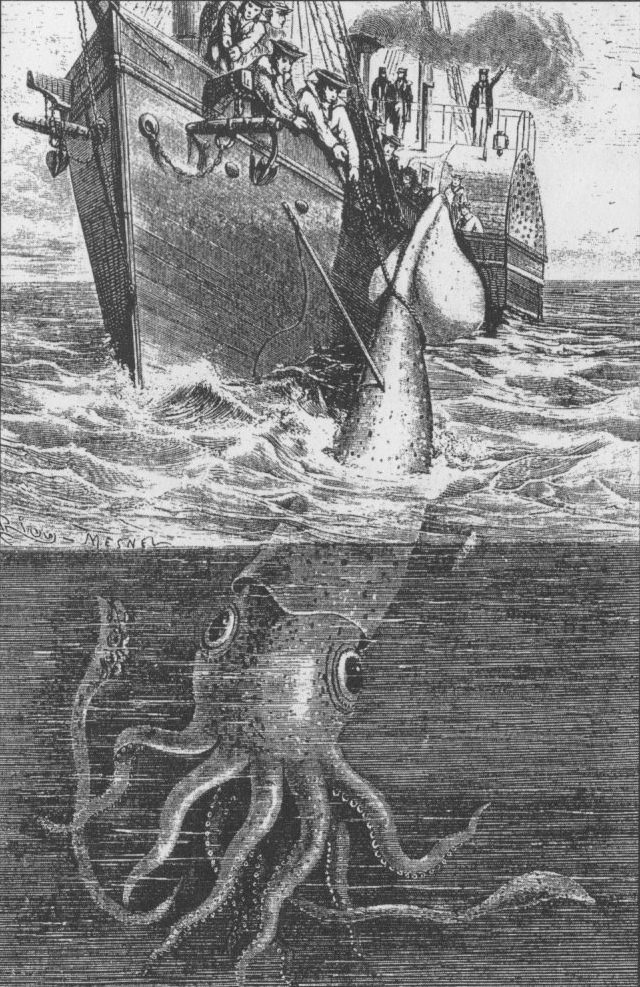
Die Besatzung der Alecton bei dem Versuch, den Riesenkalmar zu fangen

Am 30. November hat die französische Korvette Alecton als erstes Schiff eine dokumentierte Begegnung mit einem lebenden Riesenkalmar (Architeuthis dux). Den Berichten der Besatzung wird allerdings lange kein Glauben geschenkt.

#### Chemie
Bei der Untersuchung von Dürkheimer Mineralwasser mittels Spektralanalyse an der Ruprecht-Karls-Universität Heidelberg entdecken Robert Wilhelm Bunsen und Gustav Robert Kirchhoff zwei bisher unbekannte Linien im blauen Spektralbereich. In der Folge gelingt es ihnen, die neugefundenen Alkalimetalle Caesium und Rubidium in Form von Caesium- und Rubidiumchlorid zu isolieren. In der Sitzung vom 10. Mai wird die Kaiserliche Akademie der Wissenschaften in Wien über diese Entdeckung informiert. Durch diese Studien wird es zudem möglich, die Fraunhoferlinien im Sonnenspektrum zu erklären und somit eine wesentliche Grundlage für die moderne Astronomie zu legen.

#### Medizin

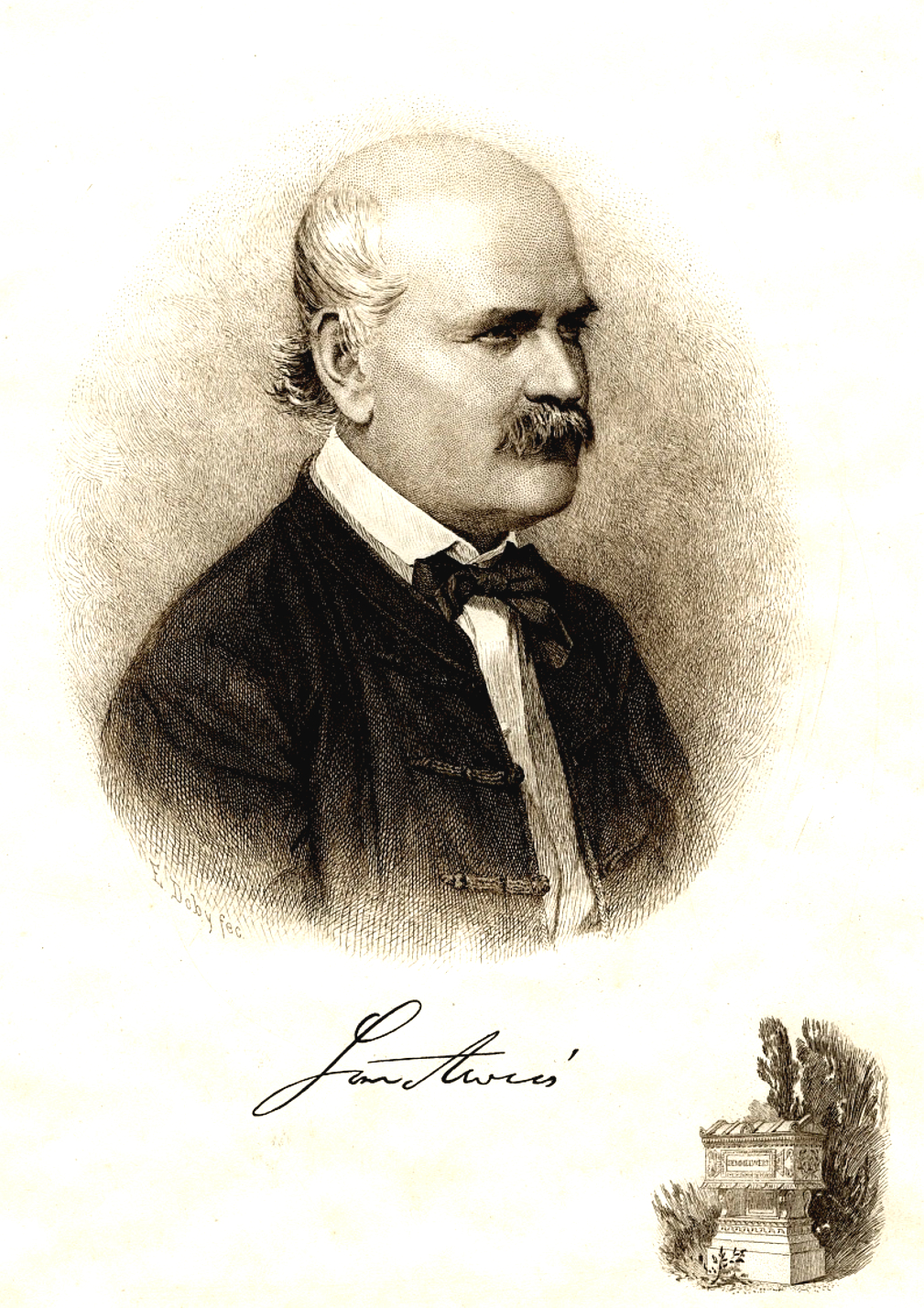
Ignaz Semmelweis, Kupferstich von Jenő Dopy

Ignaz Semmelweis, Professor für Geburtshilfe an der Universität von Pest, veröffentlicht auf der Basis einer 1847/48 von ihm durchgeführten Studie das Werk Die Ätiologie, der Begriff und die Prophylaxe des Kindbettfiebers, in dem er den Tod vieler Wöchnerinnen auf Iatrogene Infektionen durch mangelnde Sauberkeit und Desinfektion zurückführt. Seine Thesen stoßen bei einem Großteil seiner Kollegen auf Unverständnis und Widerstand, da vor allem Hygiene als Zeitverschwendung angesehen wird. Sein Verhalten bei der Verteidigung seines Werks, bei dem er Kollegen wiederholt als „Mörder“ bezeichnet, trägt nicht dazu bei, deren fast hundert Jahre später als Semmelweis-Reflex bezeichnete Reaktion zu mindern.

#### Philosophie/Politikwissenschaften
Der englische Philosoph John Stuart Mill veröffentlicht das demokratietheoretische Werk Considerations on Representative Government.

#### Forschung und Lehre

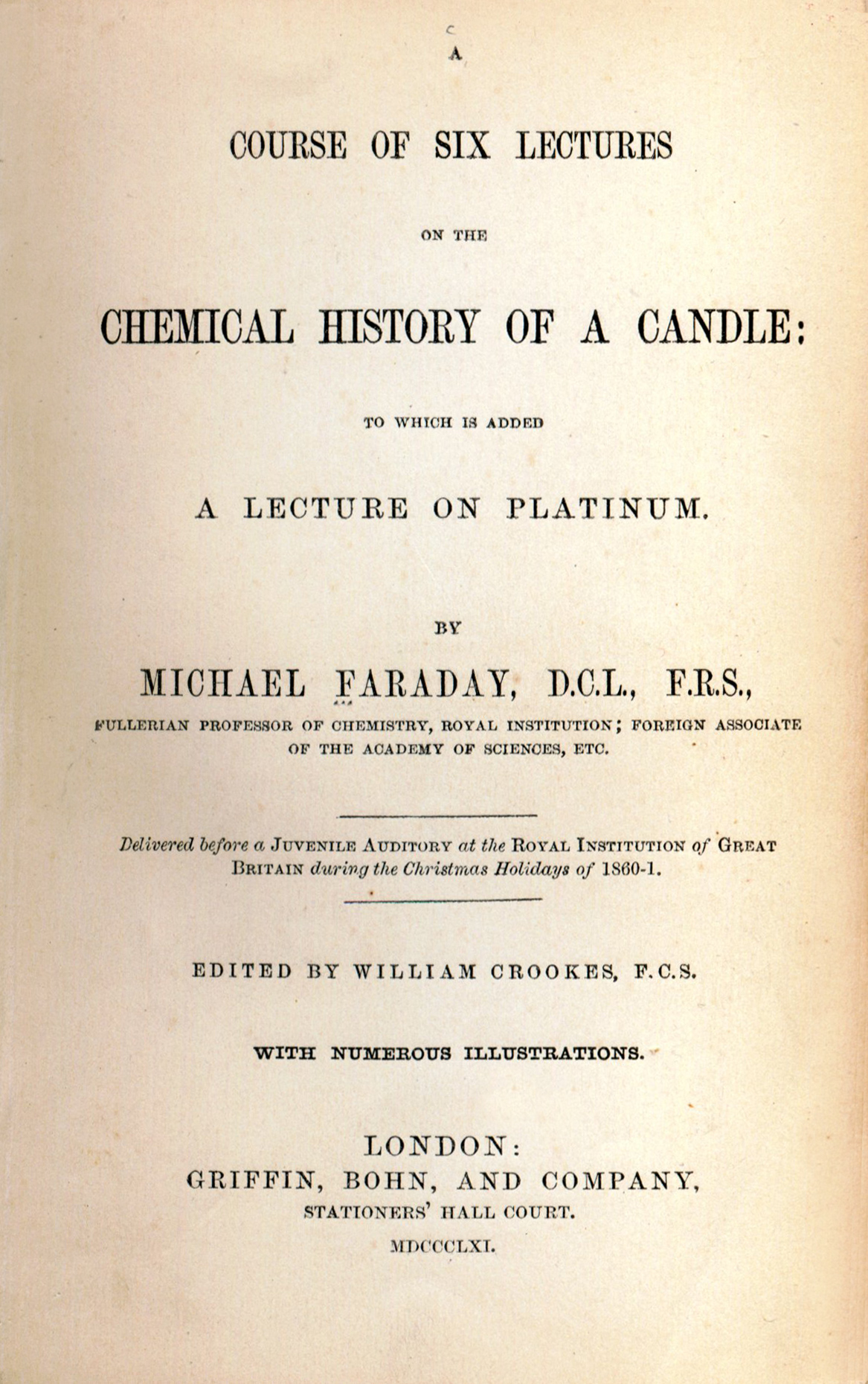
Titelblatt der englischen Erstausgabe

Nachdem der englische Naturwissenschaftler Michael Faraday zum Jahreswechsel eine sechsteilige Vorlesungsreihe zur Naturgeschichte einer Kerze abgehalten hat, erscheint im April die Erstausgabe des populärwissenschaftlichen Werks unter dem vollständigen Titel A Course of Six Lectures on the Chemical History of a Candle: To Which is Added a Lecture on Platinum im Verlag von Griffin, Bohn & Co. im Druck.
Nach dem Vorbild deutsch- und französischsprachiger polytechnischer Hochschulen wird am 10. April das Massachusetts Institute of Technology in Cambridge, USA, als dreigliedrige Einrichtung, bestehend aus „a society of arts, a museum of arts [industrial arts], and a school of industrial science“ gegründet. Der Gründer William Barton Rogers, ein bekannter Naturforscher, möchte eine unabhängige Universität schaffen, mit Ausrichtung auf die Erfordernisse eines zunehmend industrialisierten Amerikas. Wegen des Bürgerkrieges können die ersten Studenten jedoch erst 1865 aufgenommen werden.
In Seattle im Washington-Territorium nimmt nach der Überwindung von zahlreichen Hindernissen am 4. November die University of Washington ihren Lehrbetrieb auf. Die Einrichtung einer Universität war ursprünglich im Lewis County geplant, doch konnte dort kein geeignetes Grundstück gefunden werden. Der Politiker Arthur A. Denny stellt schließlich gemeinsam mit zwei Mitpionieren ein geeignetes Stück Land im heutigen Zentrum von Seattle zur Verfügung. Die neue Universität kämpft von Anfang an mit Problemen wie dem Fehlen von Studenten und Geldmangel.
Halil Bey, osmanischer Botschafter in Sankt Petersburg, und der spätere Bildungsminister Mehmet Tahir Münif gründen die Osmanische Wissenschaftliche Gesellschaft. Mitglieder der Gelehrtengesellschaft sind Beamte, Würdenträger und Gelehrte. Zu ihren Zielen gehört es, öffentliche Vorträge und Kurse in Räumlichkeiten zu organisieren, die ihr von der osmanischen Regierung, der Hohen Pforte, zur Verfügung gestellt werden. Die Gesellschaft bringt die erste türkische wissenschaftliche Fachzeitschrift Mecmūʿa-yi Fünūn / مجموعه فنون / ‚Zeitschrift der [säkularen] Wissenschaften‘ heraus.

#### Technische Errungenschaften

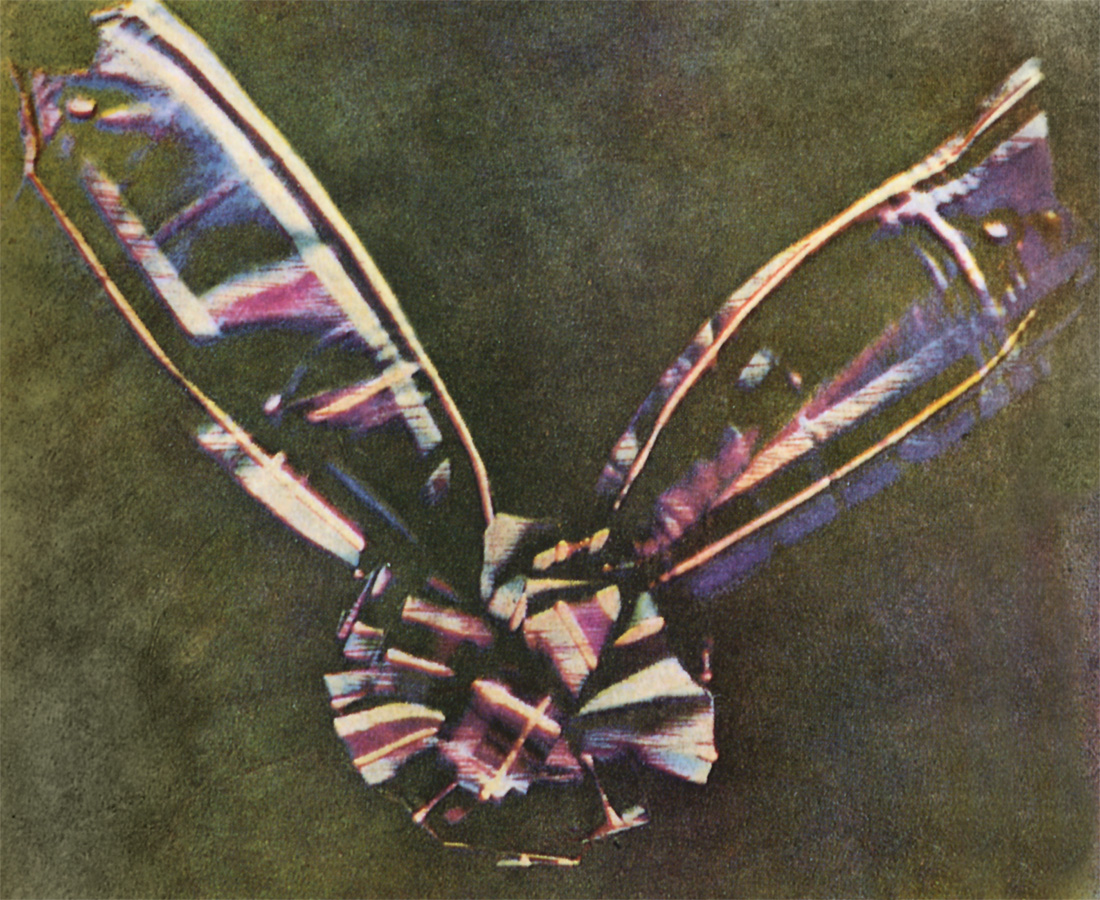
Erstes Farbfoto der Welt: Abbildung eines Tartan-Bands

- 17. Mai: Der schottische Physiker James Clerk Maxwell führt im Rahmen eines Vortrags über die auf der Dreifarbentheorie von Hermann von Helmholtz und Thomas Young basierende additive Farbmischung an der Royal Institution das erste Farbfoto, ein Tartan-Band, vor. Die Vorführung erfolgt mit drei Diapositiven, die mit einer von Thomas Sutton Anfang des Jahres konstruierten Spiegelreflexkamera durch drei Farbfilter (Rot, Grün und Blau) fotografiert worden sind und durch entsprechende Filter deckungsgleich projiziert werden.
- 16. September: Der größte dampfgetriebene Schmiedehammer Deutschlands nimmt in Essen bei der Firma Krupp unter der Leitung von Alfred Krupp seine Arbeit auf. Mit Bezug auf den Firmengründer Friedrich Krupp bekommt er den Namen „Fritz“. Der Schmiedehammer verfügt über ein Fallgewicht von 50 Tonnen. Im selben Jahr gründet Krupp eine eigene Abteilung für Photographie.
- 24. Oktober: Die HMS Warrior, das erste ozeantaugliche Panzerschiff mit eisernem Rumpf, wird in Dienst gestellt.
- 26. Oktober: Erfindung des Telefons: Johann Philipp Reis führt das von ihm erfundene Telephon dem Frankfurter Physikalischen Verein vor.

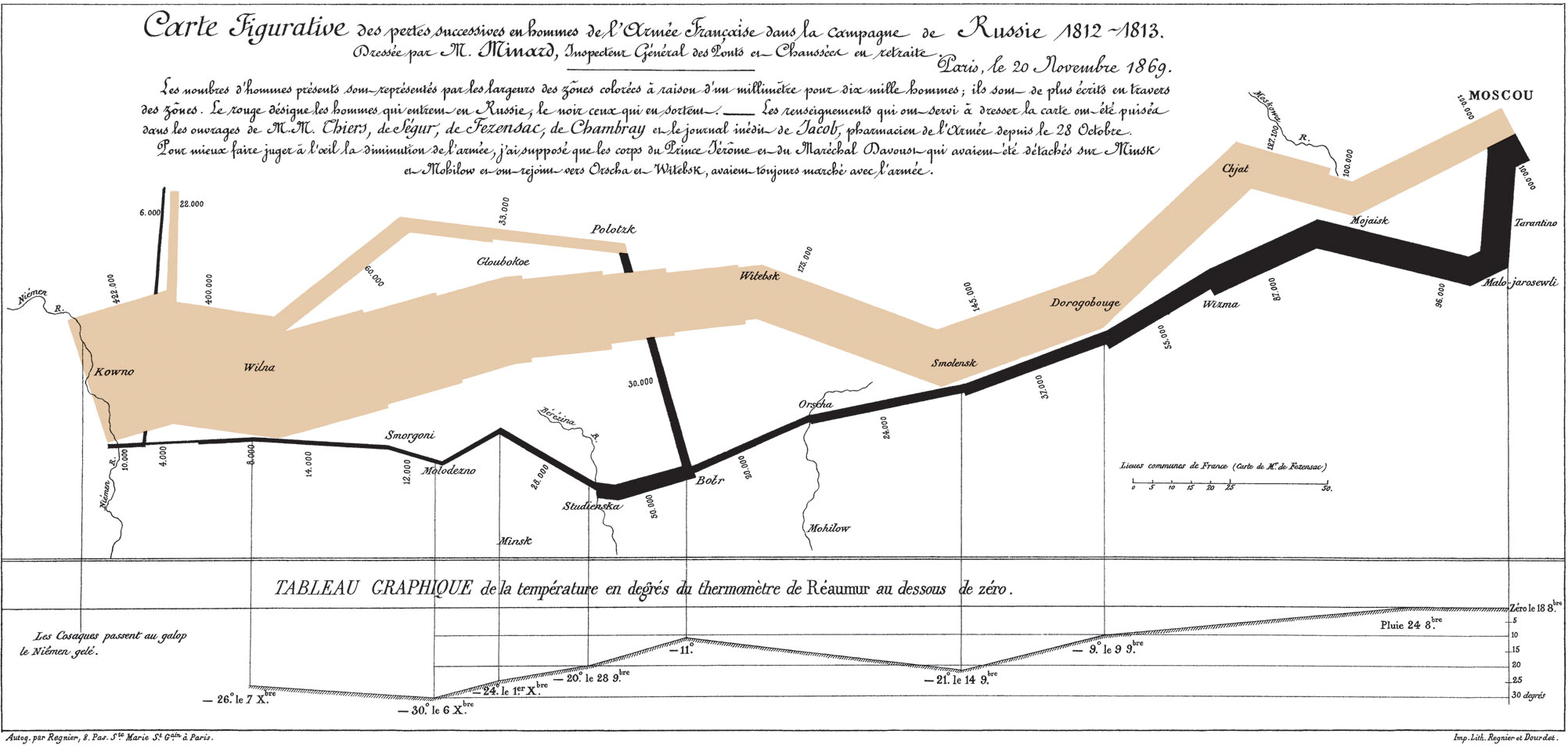
Minards Grafik über Napoleons Russlandfeldzug

- Der französische Bauingenieur Charles Joseph Minard veröffentlicht eine Grafik zu den Verlusten der französischen Armee während Napoleons Russlandfeldzug 1812, die Carte figurative des pertes successives en hommes de l'Armée Française dans la campagne de Russie 1812–1813. Diese Form der Darstellung wird etwa ein halbes Jahrhundert später als Sankey-Diagramm bekannt.
- Die Gatling Gun wird von Richard Gatling erfunden.
- Beim Bau des Mont-Cenis-Eisenbahntunnels werden erstmals Bohrmaschinen mit Druckluftantrieb (Drucklufthammer) eingesetzt.
- Der ehemalige britische Marineoffizier Robert FitzRoy gibt ab 1861 Sturmwarnungen und einfache Wettervorhersagen heraus, die jedoch meistens falsch sind und ihm viel Spott eintragen. Trotzdem gilt FitzRoy als einer der ersten Meteorologen.

#### Vermessungswesen
- Das Franziszeischer Kataster, das erste österreichische Liegenschaftskataster, wird fertiggestellt. Die Vermessungsarbeiten für die Grundstücke im Kaisertum Österreich haben 1817 begonnen.

### Kultur
| Kultur | Kultur |
| --- | ------ |
| - Historismus - Naturalismus - Realismus - Schule von Barbizon - Hudson River School - Berliner Bildhauerschule - Literarische Gesellschaft Tunnel über der Spree |        |

#### Bildende Kunst
Der Hogarth Club der Präraffaeliten veranstaltet von Februar bis Mai in 6 Waterloo Place, London, seine letzte Ausstellung. Im September wird – nach einer Diskussion, ob das Verlangen von Eintrittsgeldern statthaft sei – auf Grund von finanziellen Problemen die Auflösung des gemeinnützigen Vereins von den Mitgliedern beschlossen und im Dezember durchgeführt.

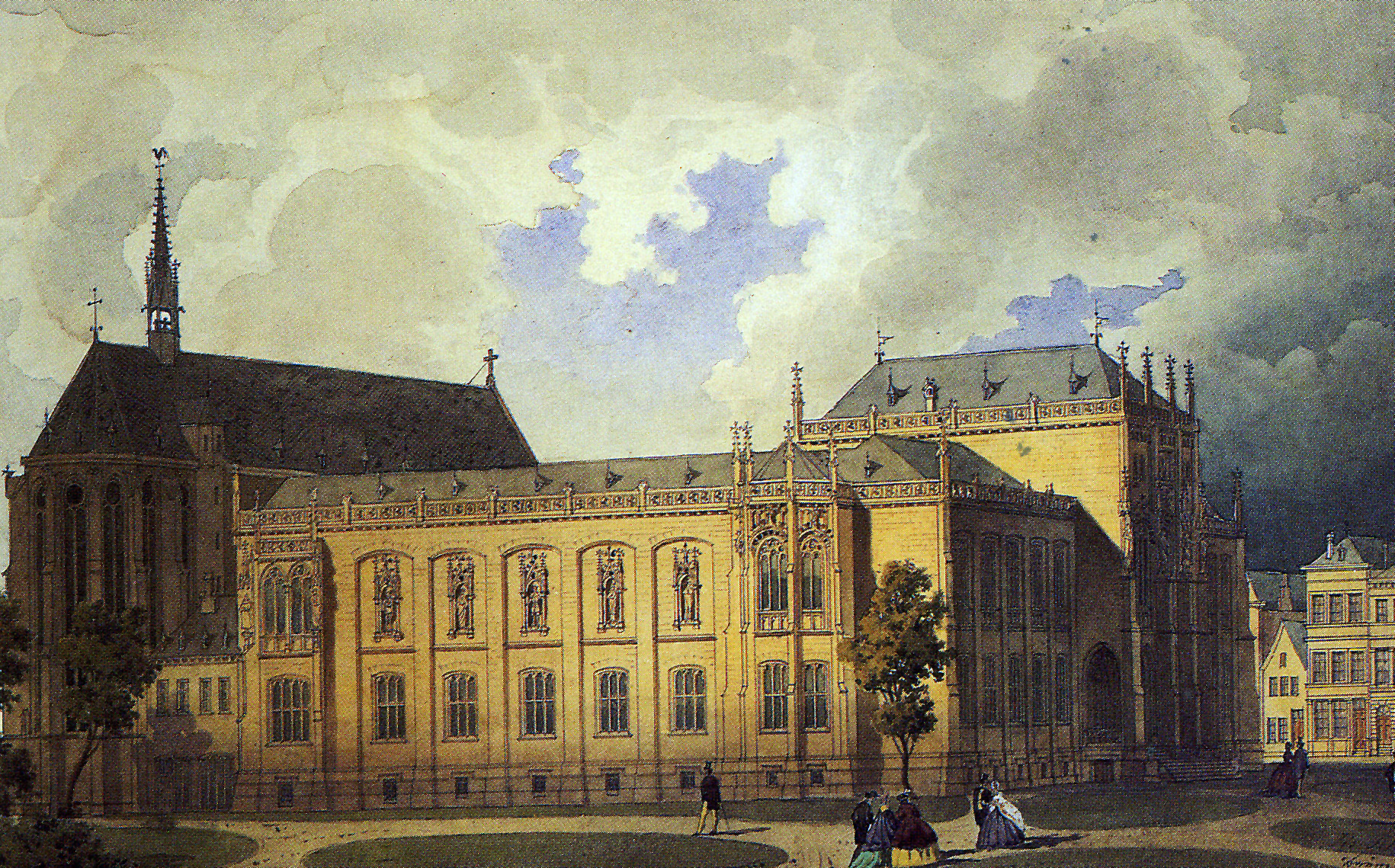
1. Wallraf-Richartz-Museum, Gemälde von Ernst Friedrich Zwirner 1861

In Köln wird am 1. Juli das von Johann Heinrich Richartz für Ferdinand Franz Wallrafs Kunstsammlungen gestiftete und nach Plänen von Josef Felten und Julius Carl Raschdorff im Englisch-Neugotischen Stil errichtete neue Wallraf-Richartz-Museum nach fünfjähriger Bauzeit eröffnet.

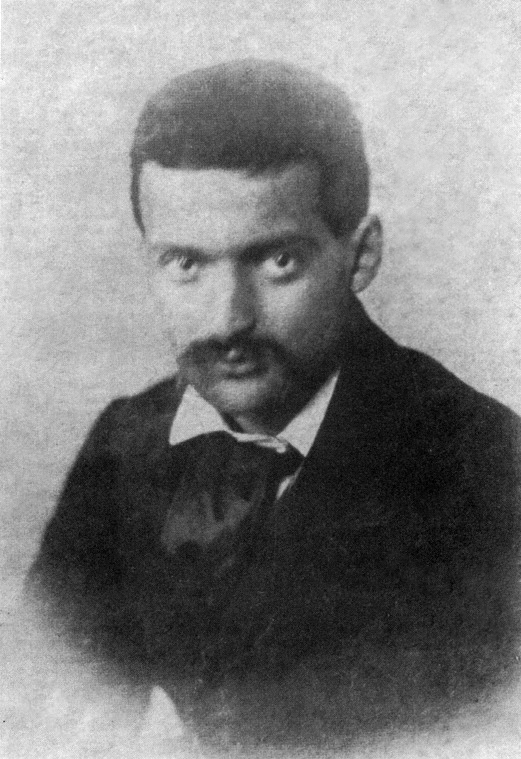
Paul Cézanne 1861

Paul Cézanne kommt im April aus seiner Heimatstadt Aix-en-Provence nach Paris. Nachdem er an der École des Beaux-Arts abgelehnt worden ist, schreibt er sich an der Académie Suisse ein. Dort trifft er unter anderem Armand Guillaumin, Achille Emperaire und den zehn Jahre älteren Camille Pissarro. Er fühlt sich jedoch in Paris nicht zuhause und kehrt schon im September nach Aix-en-Provence zurück, um in der Bank seines Vaters zu arbeiten.
- Pierre-Auguste Renoir beginnt mit dem Studium der Malerei in der Klasse des Schweizer Malers Charles Gleyre.
- 1. Oktober bis 24. November: Allgemeine Deutsche Kunstausstellung in Köln: Unter anderem stellen hier Arnold Ferdinand Ewald, Ferdinand Georg Waldmüller, Marie Wiegmann und Reinhard Sebastian Zimmermann aus.
- Mit der testamentarischen Überlassung seiner Sammlung durch den Bankier J.H.W. Wagener entsteht die Nationalgalerie in Berlin.

#### Literatur

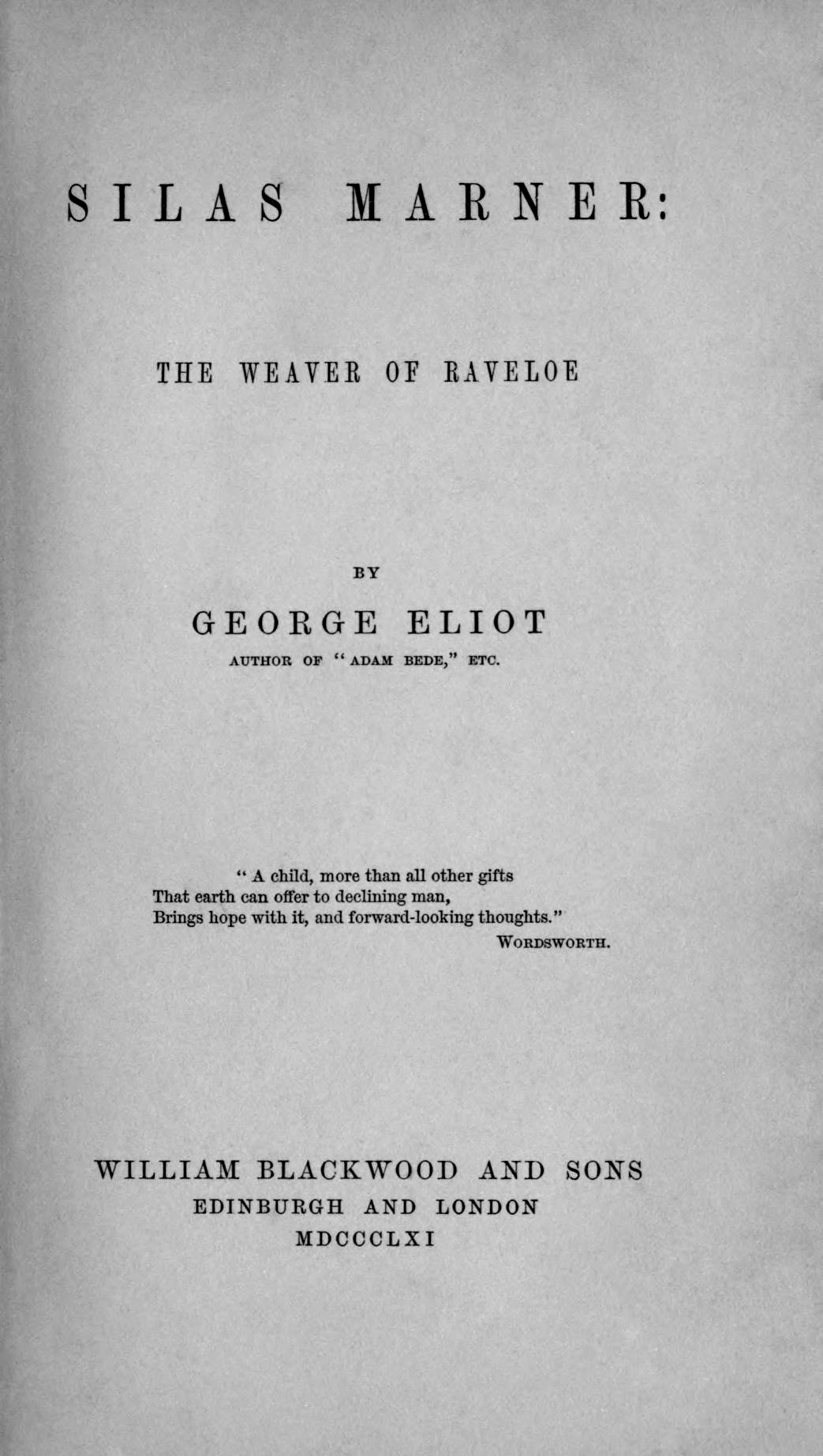
Titelseite der Erstausgabe

#### Musik und Theater
- 5. Januar: Die Uraufführung der nur 50 Minuten dauernden Operette Le Chanson de Fortunio von Jacques Offenbach auf ein Libretto von Hector Crémieux und Ludovic Halévy am Théâtre des Bouffes-Parisiens in Paris hat einen derartigen Erfolg, dass das Publikum mit seinem Applaus eine komplette Wiederholung erzwingt.
- 16. Januar: Mehr als ein Jahrzehnt nach ihrem Erscheinen in der Zeitschrift Moskwitjanin wird die Komödie Es bleibt ja in der Familie (Свои люди – сочтёмся) von Alexander Nikolajewitsch Ostrowski am Alexandrinski-Theater in Sankt Petersburg uraufgeführt.
- 23. März: Die erste Version der Operette Le pont des soupirs von Jacques Offenbach mit dem Libretto von Hector Crémieux und Ludovic Halévy wird mit Erfolg am Théâtre des Bouffes-Parisiens uraufgeführt.
- März: Die Erstaufführung der Pariser Fassung von Richard Wagners Oper Tannhäuser und der Sängerkrieg auf Wartburg, die von Pierre-Louis Dietsch als Dirigent geleitet wird, gerät zu einem derartigen Fiasko, dass die Produktion nach nur drei Aufführungen abgesetzt werden muss. Hauptgrund dafür ist, dass Wagner bei der Bearbeitung seiner Oper als Zugeständnis an den Geschmack des französischen Publikums zwar eine Balletteinlage eingebaut hat, aber untypischerweise gleich zu Beginn der Oper, und nicht wie in französischen Opern in dieser Zeit üblich, im zweiten Akt. Schon vor der Aufführung ist es zu Auseinandersetzungen zwischen Wagner und dem Dirigenten gekommen.
- 4. bis 8. August: In Weimar findet die zweite Tonkünstlerversammlung statt. In der Sitzung vom 7. August wird der Allgemeine deutsche Musikverein gegründet. Gründungsmitglieder sind unter anderem Louis Köhler, Franz Brendel sowie Franz Liszt, der Weimar wenig später verlässt.
- 29. August: Nach einer konzertanten Uraufführung durch den Wiener Singverein am 1. März erfolgt die szenische Uraufführung des Singspiels Die Verschworenen oder Der häusliche Krieg von Franz Schubert fast 33 Jahre nach dem Tod des Komponisten in Frankfurt am Main. Das Libretto stammt von Ignaz Franz Castelli. Schubert hat auf die Aufführung des 1823 entstandenen Werks verzichtet, nachdem der Berliner Komponist Georg Abraham Schneider mit dem gleichen Stoff einen Erfolg gefeiert hat.
- 1. September: Am Opernhaus am Hagenmarkt in Braunschweig erfolgt mit Mozarts Zauberflöte die letzte Aufführung. Am 1. Oktober wird die neue Spielstätte am Steinweg eingeweiht.
- September: Johannes Brahms komponiert Variationen und Fuge über ein Thema von Händel.
- 2. Oktober: In Prag wird offiziell der Männerchor Hlahol gegründet, der allerdings schon seit Juni besteht.

#### Sonstiges
- 22. März: In einem Saal der Kaiserlichen Akademie der Wissenschaften in Wien wird die Photographische Gesellschaft, die erste Vereinigung von Photographen in Österreich, gegründet.

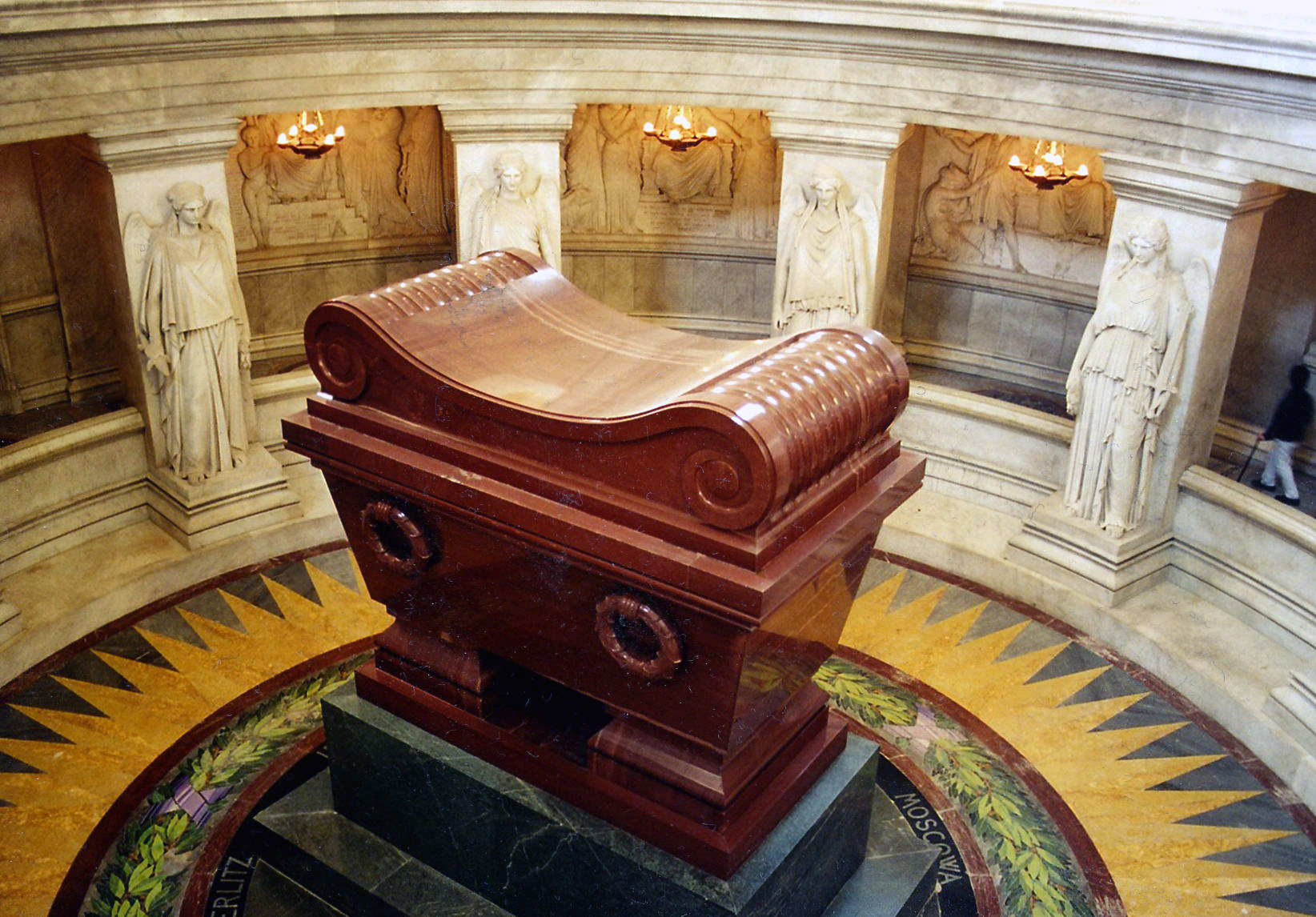
Die Krypta Napoleons im Invalidendom

- 2. April: Der Sarg Napoleon Bonapartes wird nach mehr als 20 Jahren Bauzeit von der Seitenkapelle in den Sarkophag im Untergeschoss der fertiggestellten Krypta des Invalidendoms umgebettet.
- 9. Mai: Nach zweijähriger Bauzeit wird der auf Anregung des Dresdner Vereins für Hühnerzucht von den Architekten Carl Adolph Canzler und Peter Joseph Lenné entworfene Zoo Dresden eröffnet, einer der ältesten Zoos in Deutschland. Erster Direktor wird Albin Schoepf.
- In Hamburg wird das von Cesar Godeffroy (1813–1885) gestiftete Museum Godeffroy und das erste öffentlich zugängliche Aquarium im deutschsprachigen Raum im Zoologischen Garten von Hamburg eröffnet.
- Ende des Jahres: Der Bau der Neuen Hofoper an der Wiener Ringstraße beginnt.

### Gesellschaft
- 2. März: In Emden wird ein Verein zur Menschenrettung auf See gegründet, der vier Jahre später in die neu gebildete Deutsche Gesellschaft zur Rettung Schiffbrüchiger eingebracht wird.
- 11. Juli: Der gesamtdeutsche Schützenbund wird in Gotha gegründet. Zwei Tage später wird in derselben Stadt unter dem Protektorat von Herzog Ernst II. von Sachsen-Coburg und Gotha auch der Thüringer Schützenbund gegründet.

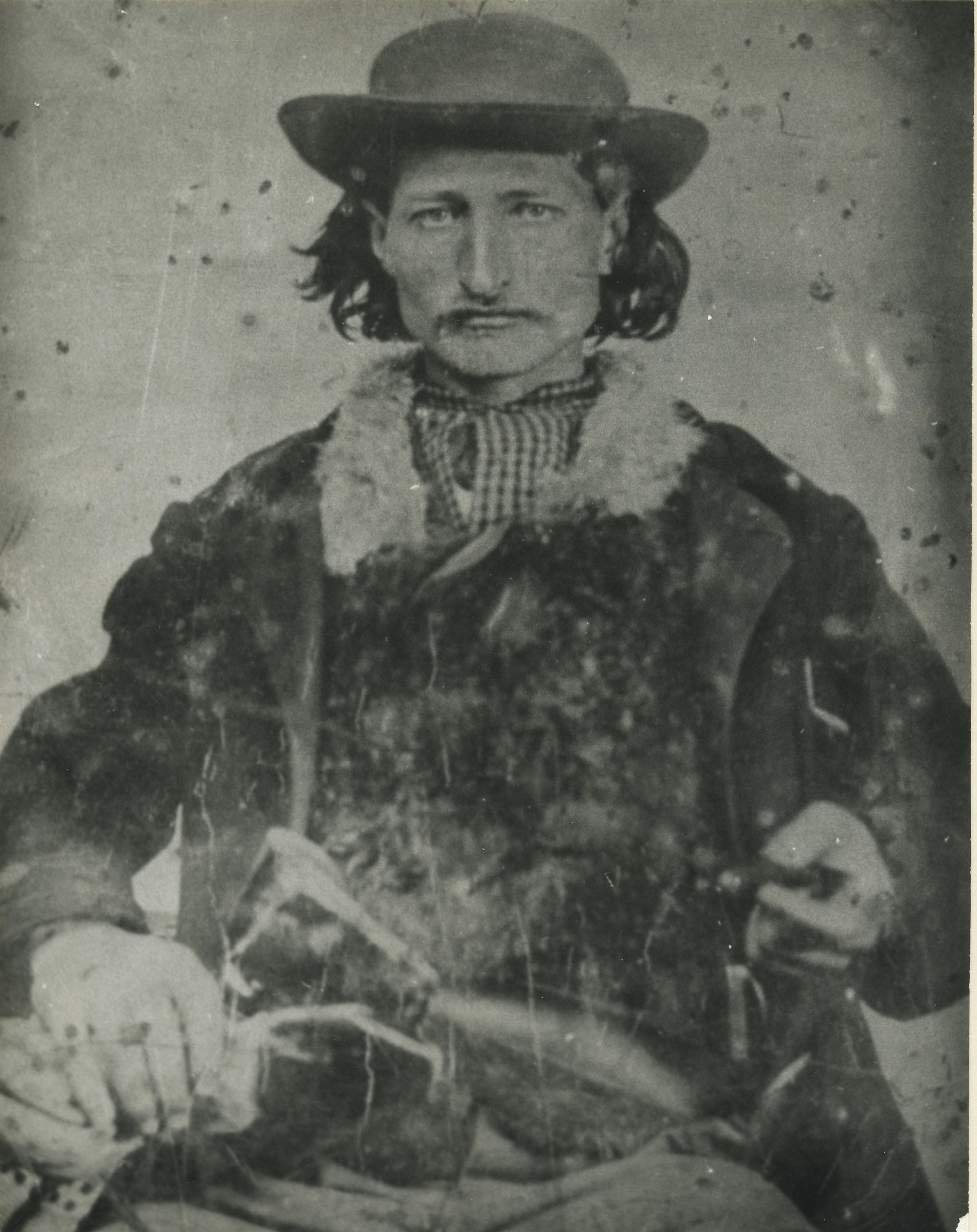
Wild Bill Hickok um 1861

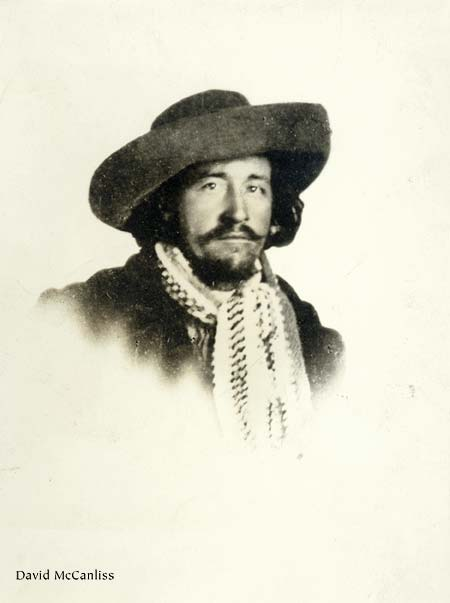
David C. McCanles

- 12. Juli: Bei einer Schießerei tötet James Butler Hickok bei der Rock Creek Station am Oregon Trail den Bandenführer David McCanles und zwei weitere Männer und erhält in der Folge den Namen Wild Bill.
- 17. September: Der Strassburger Buchhändler Oscar Berger-Levrault entwickelt das erste noch fehlerhafte Briefmarkenverzeichnis, das von dem französischen Staatsbeamten und Philatelisten Alfred Potiquet bis Ende des Jahres überarbeitet und verbessert wird.
- 1. November: Mit dem Offences against the Person Act 1861 wird in England das Strafmaß für Homosexualität, Analverkehr und Sodomie von der Todesstrafe in lebenslange Freiheitsstrafe umgewandelt.
- Alfred Krupp beginnt in Essen mit dem Bau von Meisterhäusern für seine leitenden Angestellten. Das ist der Beginn des Kruppschen Wohnungsbaus.
- Der Bayerische Lehrerverein wird nach langjährigem Verbot in Regensburg wiedergegründet.

### Religion
- 18. März: In der Allokution Iamdudum cernimus an das Kardinalskollegium verurteilt Papst Pius IX. nicht nur die geistigen Strömungen seiner Zeit, sondern auch die politischen Bestrebungen, die Macht des Papstes weiter zu verringern. Er greift damit insbesondere den Risorgimento in Italien an.
- 8. April: Das Protestantenpatent des Kaisers Franz Joseph I. bringt im Kaisertum Österreich erstmals eine relative rechtliche Gleichstellung der Evangelischen Kirche A.B. und der Evangelischen Kirche H.B. mit der römisch-katholischen Kirche.
- 30. Mai bis 5. Juni: Auf einer Kirchenkonferenz in Eisenach wird das Eisenacher Regulativ beschlossen, ein Vorschriftenkatalog zur Gestaltung von protestantischen Kirchenbauten in Deutschland, mit der eine grundsätzliche Normung der Kirchenbauten im 19. Jahrhundert angestrebt wird. Es löst das Dresdener Regulativ von 1856 ab.

Mit dem Untertitel giornale politico morale (politisch-moralische Zeitung) erscheint in Rom am 1. Juli erstmals L’Osservatore Romano, das amtliche Organ des Vatikans. Die ersten Nummern der vom stellvertretenden „Innenminister“ der päpstlichen Regierung, Marcantonio Pacelli, ins Leben gerufenen Zeitung haben einen Umfang von vier Seiten. Am Ende des Jahres wird der Untertitel aufgegeben. Unter dem Zeitungskopf taucht erstmals das noch heute verwendete Motto auf: „Unicuique suum – non praevalebunt“ („Jedem das Seine – sie werden sie nicht überwältigen“; vgl. Mt. 16, 18). Der Kirchenstaat unter Papst Pius IX., der sich insbesondere durch den Risorgimento in seiner Unabhängigkeit bedroht fühlt, verwendet die Zeitung als Kampforgan gegen antiklerikale Kräfte.

### Katastrophen

#### Schiffskatastrophen
Bei Dunkelheit und dichtem Schneetreiben kollidiert auf dem Bodensee das Dampfschiff Stadt Zürich mit dem Dampfer Ludwig, der innerhalb kurzer Zeit sinkt. 13 der 16 an Bord befindlichen Menschen kommen ums Leben. Auf der Stadt Zürich, die bald als „Teufelsschiff“ bekannt wird, weil sie bis 1864 mehr deutsche Schiffe versenkt, als die gesamte dänische Kriegsflotte, merkt man von den Ereignissen nur, dass der Bugspriet abgebrochen ist und Wasser ins Schiff eindringt.
Der erst im Vorjahr in Dienst gestellte kanadische Passagierdampfer Canadian der Allan Line legt am 1. Juni in Québec ab und nimmt Kurs Richtung Liverpool. Obwohl sie wegen des starken Eisaufkommens nur fünf Knoten fährt und zeitweise überhaupt stoppt, läuft sie am 4. Juni um 11:50 mittags in der Belle-Isle-Straße vor Neufundland auf einen Eisberg und sinkt innerhalb einer halben Stunde. In dieser Zeit können alle Personen an Bord in Rettungsbooten untergebracht werden, aber eines von ihnen kentert, wobei 35 Menschen ums Leben kommen. Die übrigen 266 Überlebenden werden von vier Fischkuttern geborgen und in der Hafenstadt Quirpon an Land gebracht.

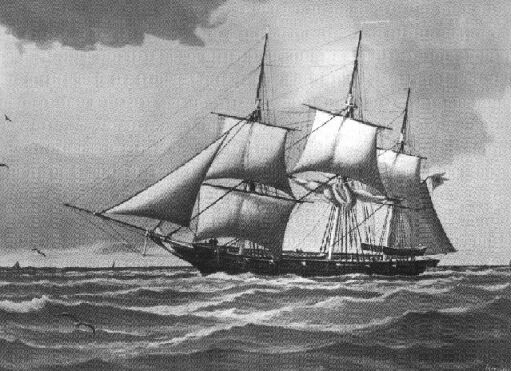
Amazone

Die seit 1843 in Dienst befindliche Korvette Amazone der preußischen Marine geht auf einer Ausbildungsfahrt mit dem Ziel Portugal am 14. November mit ihrer gesamten Besatzung in einem Orkan vor der niederländischen Küste unter. Die Angaben über die Zahl der Opfer schwanken zwischen 114 und 143. Nach dem Untergang gibt es Gerüchte, die Amazone sei – womöglich absichtlich – von einem anderen Schiff gerammt worden.

#### Weitere Katastrophen
Die westargentinische Stadt Mendoza wird bei einem Erdbeben am 21. März weitgehend zerstört, wobei etwa 6.000 Menschen, rund ein Drittel der Bevölkerung, ihr Leben verlieren.
Am 10. Mai beginnt der Brand von Glarus, der erst am nächsten Tag unter Kontrolle gebracht werden kann. Acht bis zehn Menschen kommen ums Leben, rund 600 Gebäude fallen dem Feuer zum Opfer, 2257 Personen, das sind zu diesem Zeitpunkt 47 % der Stadtbevölkerung, werden obdachlos.
Beim Eisenbahnunfall im Clayton-Tunnel in der Nähe von Brighton kommen am 25. August 23 Menschen ums Leben, 176 werden verletzt. Es handelt sich um den zu diesem Zeitpunkt schwersten Eisenbahnunfall in der britischen Geschichte.
Kleinere Unglücksfälle sind in den Unterartikeln von Katastrophe und in der Liste von Katastrophen aufgeführt.

### Natur und Umwelt

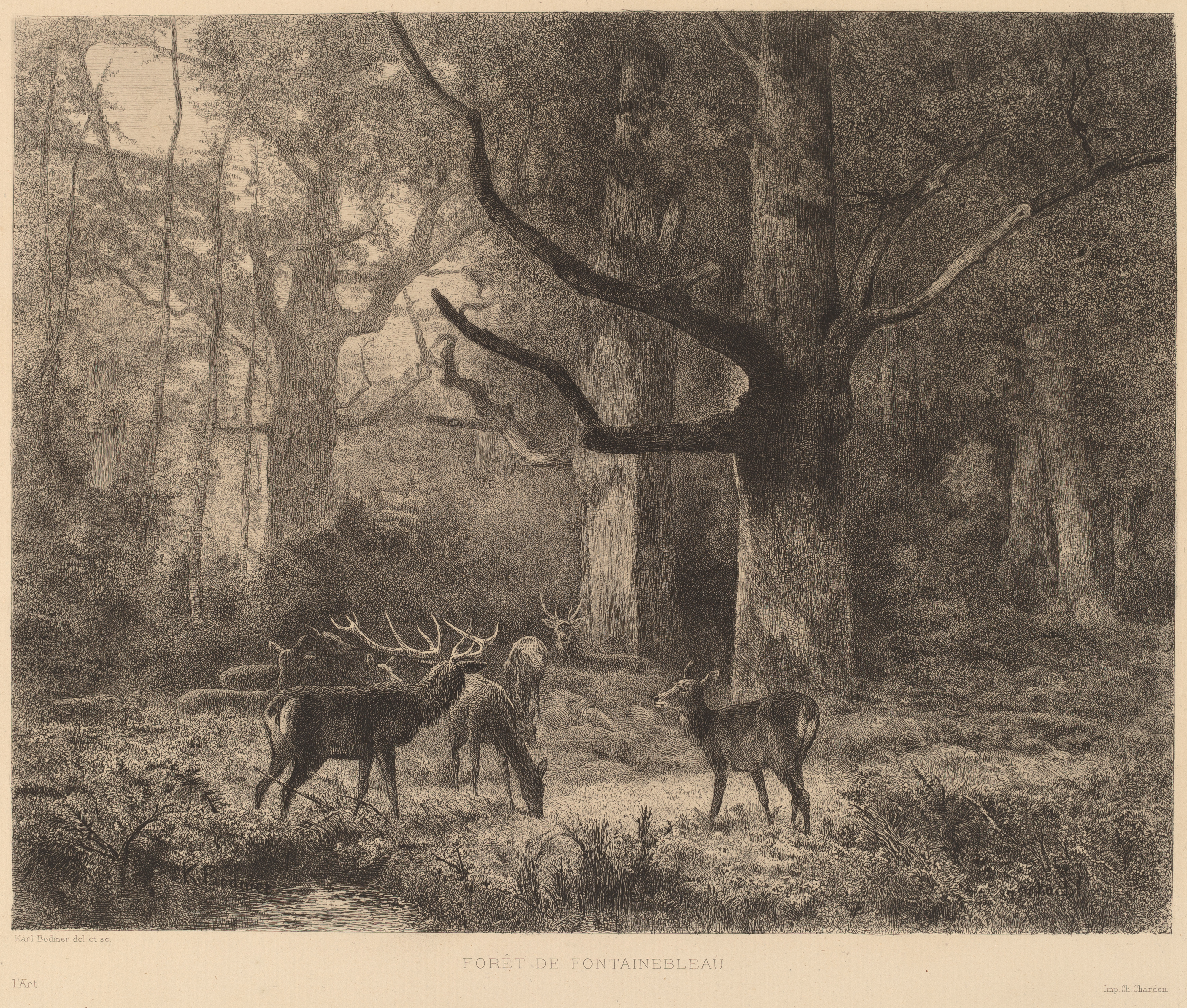
Der Wald von Fontainbleau, Radierung von Karl Bodmer um 1850

Der französische Kaiser Napoleon III. richtet im Wald von Fontainebleau ein erstes Naturschutzgebiet zur Bewahrung des Waldbestands ein. Der rund 50 km südlich von Paris in der Umgebung der Gemeinde Fontainebleau gelegene Wald ist bis heute eines der größten zusammenhängenden Waldgebiete Westeuropas.

### Sport
| Sport-Chronologie | Sport-Chronologie                                                                        |
| ----------------- | ---------------------------------------------------------------------------------------- |
| 22. Januar        | Die Frankfurter Turngemeinde wird gegründet.                                             |
| 19. Februar       | Die Turnerschaft Kronach wird gegründet.                                                 |
| 20. Mai           | In Trysil, Norwegen, wird der Skiclub Trysilgutten gegründet.                            |
| 8.–11. Juli       | Erstes gesamtdeutsches Schützenfest in Gotha.                                            |
| 11. Juli          | Der Deutsche Schützenbund wird in Gotha gegründet.                                       |
| 13. Juli          | Der Thüringer Schützenbund wird in Gotha gegründet.                                      |
| 18. Juli          | Der Montevideo Cricket Club wird gegründet.                                              |
| 19. Juli          | Der MTV Eintracht Hildesheim wird gegründet.                                             |
| 10.–12. August    | In Berlin wird das zweite Deutsche Turnfest abgehalten.                                  |
| 4. Oktober        | Der Mont Pourri im Vanoise-Massiv wird von Michel Croz im Alleingang erstmals bestiegen. |

#### Cricket, Fußball, Turnen, Fechten
Auch im Jahr 1861 geht der Boom des Turnens weiter, der im Vorjahr in Deutschland begonnen hat. Zahlreiche Turnvereine werden gegründet, darunter die Frankfurter Turngemeinde, die Turnerschaft Kronach und der Männerturnverein Gifhorn. 73 bisherige Mitglieder des MTV von 1848 Hildesheim gründen am 19. Juli den Turnverein MTV Eintracht Hildesheim, der außerdem eine eigene Fechtabteilung beinhaltet. Im August wird das 2. Deutsche Turn- und Jubelfest in Berlin abgehalten. Anlass dafür ist die Errichtung des ersten deutschen Turnplatzes 50 Jahre vorher und die Grundsteinlegung für das Jahndenkmal in der Hasenheide.
Auch außerhalb Europas kommt es zu Gründungen von Sportvereinen: Am 18. Juli wird in Montevideo von Briten in Uruguay der Montevideo Cricket Club mit einer dazugehörigen Fußballabteilung gegründet. Und Bostoner Studenten gründen den Oneida Football Club als ersten Fußballverein der Vereinigten Staaten, der zwar nur knapp fünf Jahre Bestand hat, in dieser Zeit aber kein einziges Fußballspiel verliert.

#### Golf

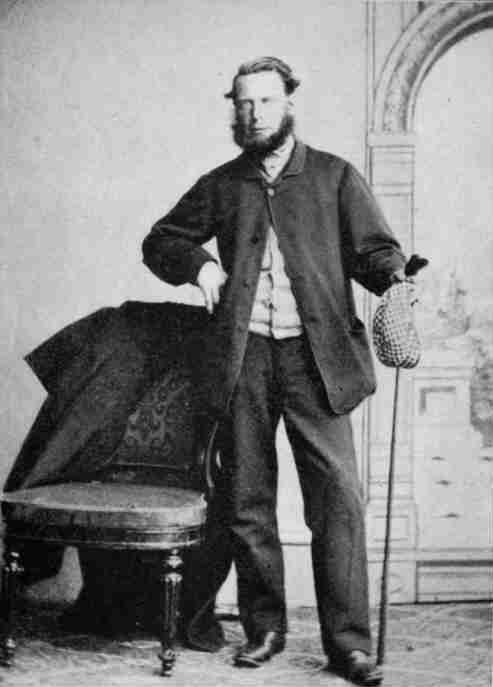
Old Tom Morris um 1860

Nachdem unter seinem Einfluss im Vorjahr The Open Championship im Golf in Prestwick erstmals ausgetragen worden ist, gewinnt der schottische Greenkeeper Tom Morris diese Veranstaltung erstmals.

#### Rudern
Oxford gewinnt das 18. Boat Race gegen Cambridge in einer Zeit von 23′03″.

#### Schach
Der erste Kongress des Westdeutschen Schachbundes (WDSB) wird in Düsseldorf abgehalten. Dabei wird allerdings noch kein Meister ausgespielt.

#### Bergsteigen
Folgende Berge werden 1861 zum ersten Mal bestiegen:
| Name des Berges | Höhe (m) | Region                            | Datum der Erstbesteigung | Erstbesteiger                                                                   |
| --------------- | -------- | --------------------------------- | ------------------------ | ------------------------------------------------------------------------------- |
| Schreckhorn     | 4.078    | Berner Alpen                      | 16. August               | Peter und Christian Michel, Leslie Stephen und Ulrich Kaufmann                  |
| Weisshorn       | 4.505    | Walliser Alpen                    | 19. August               | John Tyndall, Johann Joseph Brennen und Ulrich Wenger                           |
| Liskamm         | 4.527    | Walliser Alpen                    | 19. August               | William Edward Hall, Jean-Pierre Cachat, Peter Perren, Josef-Marie Perren u. a. |
| Castor          | 4.223    | Aostatal, Walliser Alpen          | 26. August               | F. W. Jacomb und William Mathews/Führer Michel Croz                             |
| Nordend         | 4.609    | Monte-Rosa-Massiv, Walliser Alpen | 26. August               | T. F. und Edward N. Buxton und J. J. Cowell mit Michel Payot                    |
| Monte Viso      | 3.841    | Cottische Alpen                   | 30. August               | Michel Croz, Jean Baptiste Croz, William Mathews und Frederik Jacomb            |
| Mont Pourri     | 3.779    | Vanoise-Massiv, Grajische Alpen   | 4. Oktober               | Michel Croz                                                                     |
| Albertspitze    | 4.095    | Kamerun, Zentralafrika            | ?                        | Richard Francis Burton und Gustav Mann                                          |
| Grays Peak      | 4.350    | Rocky Mountains, Colorado         | ?                        | Charles Christopher Parry                                                       |
| Torreys Peak    | 4.349    | Rocky Mountains, Colorado         | ?                        | Charles Christopher Parry                                                       |

## Geboren

### Januar/Februar
- 02. Januar: Wilhelm Bölsche, deutscher Schriftsteller und Naturforscher († 1939)
- 02. Januar: Sofie Röhr-Brajnin, polnisch-deutsche Opernsängerin († 1937)
- 03. Januar: Ernest Renshaw, englischer Tennisspieler († 1899)

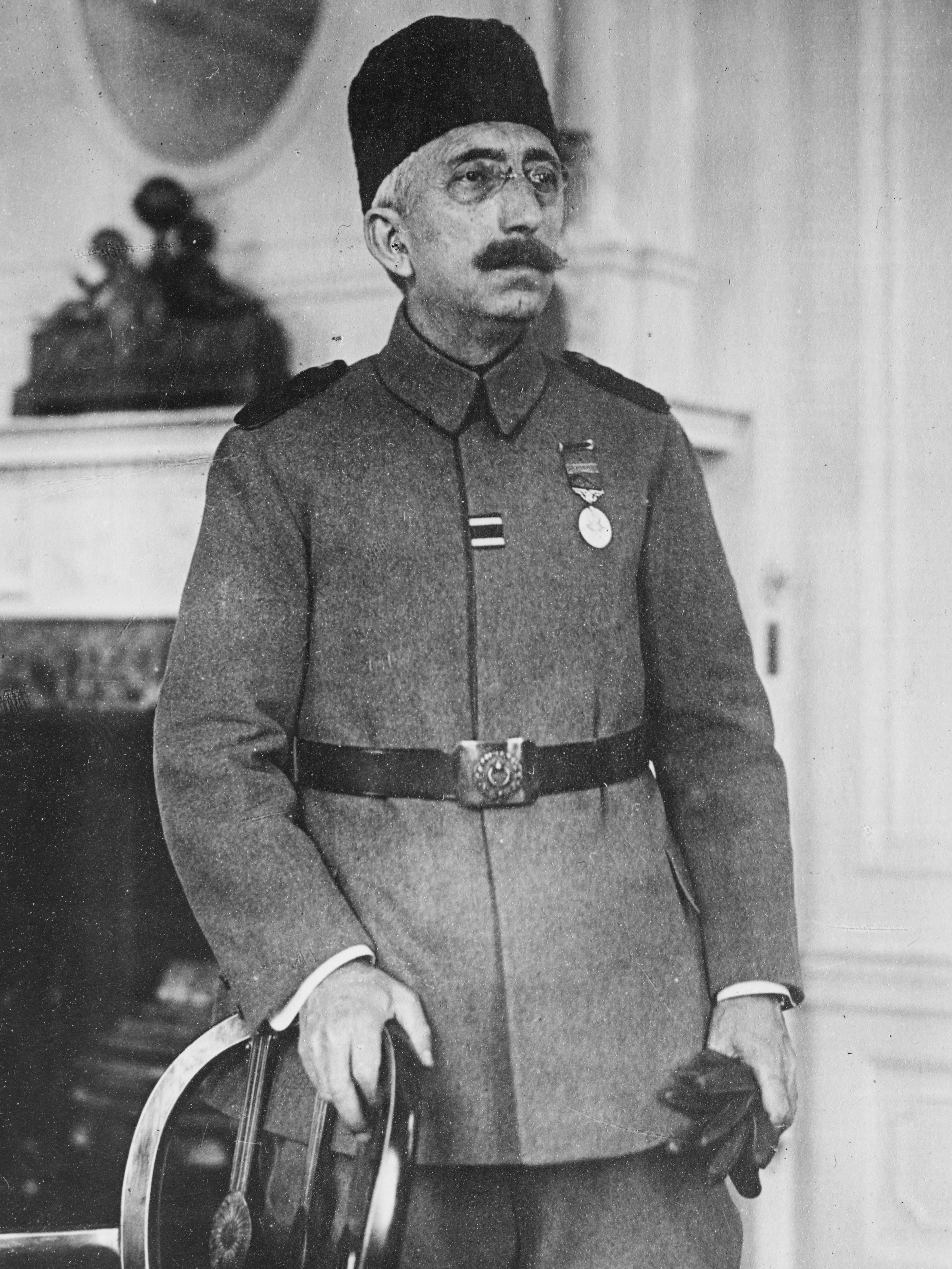
Mehmed VI.

- 04. Januar: Mehmed VI., Sultan des Osmanischen Reichs († 1926)
- 06. Januar: Victor Horta, belgischer Jugendstil-Architekt († 1947)
- 07. Januar: Henry Berthold von Fischer, Schweizer Architekt († 1949)
- 07. Januar: Wilhelm Hein, österreichischer Orientalist († 1903)
- 12. Januar: James Mark Baldwin, US-amerikanischer Psychologe und Philosoph († 1934)
- 13. Januar: Max Nonne, deutscher Neurologe († 1959)
- 14. Januar: Wilhelm von Polenz, deutscher Schriftsteller († 1903)
- 14. Januar: Hans Tappenbeck, deutscher Offizier und Afrikaforscher († 1889)
- 18. Januar: Demetrios I. Kadi, syrischer Geistlicher und Patriarch von Antiochia († 1925)
- 19. Januar: George Whitfield Andrews, US-amerikanischer Komponist, Organist und Musikpädagoge († 1932)
- 19. Januar: Max Bewer, deutscher Dichter und Schriftsteller († 1921)
- 19. Januar: Bruno Sauer, deutscher Archäologe († 1919)
- 23. Januar: Angelo Simonetti, italienischer Geistlicher, Bischof von Pescia († 1950)
- 26. Januar: Wassili Wassiljewitsch Andrejew, russischer Balalaikavirtuose, Orchesterleiter und Komponist († 1918)
- 26. Januar: Louis Anquetin, französischer Maler († 1932)
- 27. Januar: Jean-François-Charles Amet, französischer Vizeadmiral und Alliierter Hochkommissar in Konstantinopel († 1940)
- 27. Januar: Constantin Prezan, rumänischer General im Ersten Weltkrieg († 1943)
- 29. Januar: William M. Butler, US-amerikanischer Politiker († 1937)
- 29. Januar: Josefine Swoboda, österreichische Malerin und Grafikerin († 1924)
- 30. Januar: Charles Martin Loeffler, deutsch-US-amerikanischer Komponist, Geiger und Bratscher († 1935)
- 03. Februar: Ernst Fromhold-Treu, deutsch-baltischer Pastor und evangelischer Märtyrer († 1919)
- 04. Februar: Franz Winter, deutscher Archäologe († 1930)
- 05. Februar: Bryant B. Brooks, US-amerikanischer Politiker († 1944)
- 05. Februar: August von Parseval, deutscher Luftschiffkonstrukteur († 1942)

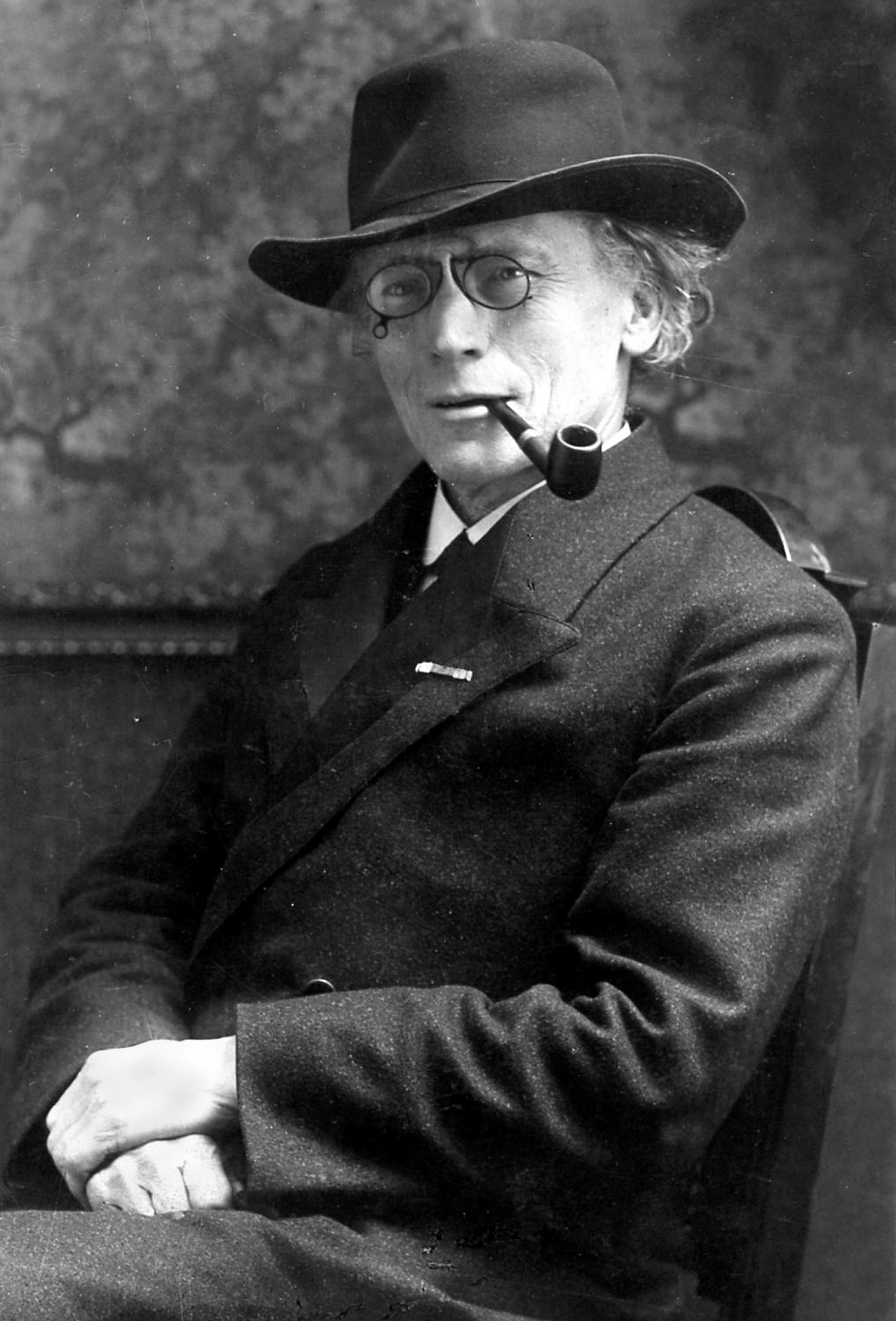
Bjarnat Krawc

- 05. Februar: Bjarnat Krawc, sorbischer Komponist († 1948)
- 06. Februar: Nikolai Dmitrijewitsch Selinski, russischer Chemiker († 1953)
- 08. Februar: Harry Ward Leonard, US-amerikanischer Elektroingenieur († 1915)
- 09. Februar: Hans Bartsch von Sigsfeld, deutscher Luftfahrtpionier († 1902)
- 11. Februar: Friedrich Graf von der Asseburg, preußischer Major und Kammerherr († 1940)
- 11. Februar: Paul Prüssing, deutscher Chemiker († 1914)
- 12. Februar: Lou Andreas-Salomé, deutsche Schriftstellerin, Erzählerin und Essayistin († 1937)
- 15. Februar: Alfred North Whitehead, britischer Philosoph und Mathematiker († 1947)
- 15. Februar: Charles Édouard Guillaume, Schweizer Physiker († 1938)
- 15. Februar: Halford Mackinder, englischer Geograph und Geopolitiker († 1947)
- 15. Februar: Julius Wahle, österreichischer Literaturwissenschaftler († 1940)
- 15. Februar: William Adams, US-amerikanischer Politiker († 1954)
- 16. Februar: Antonietta Dell’Era, italienische Ballerina († 1945)
- 17. Februar: Karl Adrian, österreichischer Heimatforscher († 1949)
- 18. Februar: William Throsby Bridges, australischer Artillerieoffizier und Divisionskommandeur († 1915)
- 21. Februar: Carl Christoph Bernoulli, Schweizer Bibliothekar († 1923)
- 21. Februar: Pierre de Bréville, französischer Komponist († 1949)
- 22. Februar: Gustav Lange, norwegischer Komponist, Geiger und Musikpädagoge († 1939)
- 22. Februar: Hans Schöttler, deutscher protestantischer Geistlicher († 1945)
- 22. Februar: Marie von Miller, deutsche Malerin und die Ehefrau von Oskar von Miller († 1933)
- 24. Februar: Antonina Leonardowna Rschewskaja, russische bzw. sowjetische Malerin († 1934)
- 25. Februar: Santiago Rusiñol, katalanischer Maler, Schriftsteller, Journalist und Theaterautor († 1931)
- 26. Februar: Ferdinand I., bulgarischer Fürst und Zar († 1948)
- 27. Februar: Rudolf Steiner, österreichischer Begründer der Anthroposophie († 1925)
- 28. Februar: Leonhard Angerer, österreichischer Naturforscher († 1934)
- 28. Februar: Julius Bergmann, deutscher Maler († 1940)
- 28. Februar: Bertha Kipfmüller, deutsche Lehrerin, Frauenrechtlerin, Pazifistin und Privatgelehrte († 1948)

### März/April
- 04. März: Curt von Bardeleben, deutscher Schachspieler († 1924)
- 04. März: Franz Xaver Engelhart, deutscher katholischer Priester, Kirchenmusiker und Komponist († 1924)
- 06. März: Friedrich Eckenfelder, deutscher Maler († 1938)
- 08. März: Francis Lodowick York, US-amerikanischer Organist, Komponist und Musikpädagoge († 1955)
- 10. März: E. Pauline Johnson, kanadische Lyrikerin und Schriftstellerin († 1913)
- 11. März: Carl Ferdinand Friedrich Lehmann-Haupt, deutscher Altorientalist und Althistoriker († 1938)
- 11. März: Oscar Seifert, Leipziger Original († 1932)
- 13. März: Gustave Ramaciotti, australischer Theaterleiter und Soldat († 1927)
- 14. März: Michele Ceriana Mayneri, italienischer Politiker, Industrieller und Fußballspieler († 1930)
- 14. März: Rudolf Krauss, deutscher Germanist und Literaturhistoriker († 1945)
- 14. März: Everett Ellsworth Truette, US-amerikanischer Organist, Komponist, Musikverleger und Autor († 1933)
- 16. März: Clara Weaver Parrish, US-amerikanische Malerin, Designerin, Druckgrafikerin und Glasmalerin († 1925)
- 21. März: Zygmunt Ajdukiewicz, polnischer Maler († 1917)
- 22. März: Perry Doolittle, kanadischer Arzt, Erfinder, Radrennfahrer und Automobilist († 1933)
- 24. März: Richard Weiskirchner, österreichischer Politiker, Wiener Bürgermeister († 1926)
- 28. März: Alfred B. Kittredge, US-amerikanischer Politiker († 1911)
- 29. März: August Nattermann, deutscher Pharmakologe und Unternehmer († 1923)
- 31. März: Cabbar Qaryağdıoğlu, aserbaidschanischer Mughamsänger († 1944)
- 01. April: Katō Tomosaburō, japanischer Premierminister († 1923)
- 02. April: Richard Reitzenstein, deutscher Altphilologe und Religionshistoriker († 1931)
- 03. April: George Curry, US-amerikanischer Politiker († 1947)
- 05. April: Fritz Encke, deutscher Gartenarchitekt und königlicher Gartenbaudirektor († 1931)
- 06. April: Louis Angermann, deutscher Architekt († 1892)
- 11. April: Émile Bouichère, französischer Organist († 1895)
- 13. April: José Pierson, mexikanischer Musikpädagoge († 1957)
- 16. April: Max Blanckenhorn, deutscher Geologe und Paläontologe († 1947)
- 16. April: William F. Hooley, US-amerikanischer Sänger († 1918)
- 17. April: Willard Saulsbury Jr., US-amerikanischer Politiker († 1927)
- 18. April: Lolo von Hornstein, deutsche Malerin († 1941)
- 20. April: Hermann Muthesius, deutscher Architekt, Geheimrat im Preußischen Handelsministerium († 1927)
- 22. April: István Tisza, österreichisch-ungarischer Politiker und Ministerpräsident Ungarns († 1918)
- 23. April: Edmund Allenby, britischer Feldmarschall († 1936)
- 23. April: Carl Moll, österreichischer Maler des Jugendstils († 1945)
- 23. April: Hans Heinrich XV. Fürst von Pless, deutscher Standesherr und Montanindustrieller († 1938)
- 25. April: Marco Enrico Bossi, italienischer Organist und Komponist († 1925)
- 25. April: Rudolf Dittrich, österreichischer Musiker († 1919)
- 26. April: Rudolf Freiherr Stöger-Steiner von Steinstätten, Kriegsminister Österreich-Ungarns († 1921)
- 27. April: Georgi Catoire, russischer Komponist († 1926)
- 27. April: William Arms Fisher, US-amerikanischer Komponist, Musikhistoriker und -verleger († 1948)
- 27. April: William Lorimer, US-amerikanischer Politiker († 1934)
- 30. April: Eduard Adler, deutscher Journalist und Kommunalpolitiker († 1938)

### Mai/Juni
- 02. Mai: Johannes Geffcken, deutscher Altphilologe († 1935)
- 05. Mai: Samuel T. Baird, US-amerikanischer Politiker († 1899)
- 06. Mai: Motilal Nehru, indischer Anwalt und Staatsmann; Mitbegründer der Swaraj-Partei († 1931)
- 07. Mai: Julius von Bernuth, deutscher Generalmajor († 1957)
- 07. Mai: Frank C. Partridge, US-amerikanischer Politiker († 1943)
- 07. Mai: Rabindranath Thakur, bengalischer Dichter und Sozialreformer († 1941)

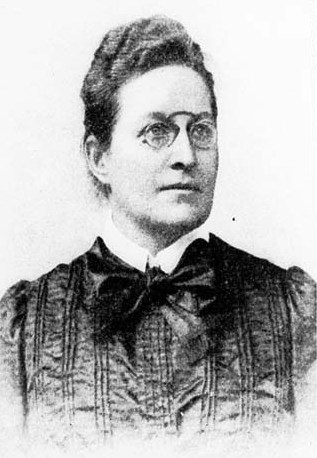
Anna Pappritz 1904

- 09. Mai: Anna Pappritz, deutsche Schriftstellerin, Frauenrechtlerin und Abolitionistin († 1939)
- 12. Mai: Hugo von François, deutscher Offizier († 1904)
- 13. Mai: Wilhelm Hegenscheidt, deutscher Eisenindustrieller in Oberschlesien († 1895)
- 13. Mai: Honoré Jackson, kanadischer Journalist († 1952)
- 13. Mai: Clemens Thieme, deutscher Architekt († 1945)
- 15. Mai: Augustin Savard, französischer Komponist und Musikpädagoge († 1942)
- 16. Mai: Irving Wightman Colburn, US-amerikanischer Erfinder und Fabrikant († 1917)
- 16. Mai: Herman Webster Mudgett (bekannter als H. H. Holmes), US-amerikanischer Serienmörder († 1896)
- 21. Mai: Karl Anrather, Tiroler Maler († 1893)
- 23. Mai: József Rippl-Rónai, ungarischer Maler († 1927)
- 24. Mai: Johannes Gillhoff, deutscher Schriftsteller († 1930)
- 25. Mai: Arthur Edward Aitken, britischer Militärbefehlshaber († 1924)
- 28. Mai: Siegfried Czapski, deutscher Physiker, Optiker und Unternehmer († 1907)
- 28. Mai: Gustav Tammann, deutscher Chemiker († 1938)
- 30. Mai: Walter M. Pierce, US-amerikanischer Politiker († 1954)
- 03. Juni: Adolf Kronfeld, österreichischer Arzt († 1938)
- 05. Juni: Charles M. Floyd, US-amerikanischer Politiker († 1923)
- 06. Juni: Joseph M. Terrell, US-amerikanischer Jurist, Senator und Gouverneur von Georgia († 1912)
- 07. Juni: Malcolm R. Patterson, amerik. Politiker, Gouverneur von Tennessee († 1935)
- 08. Juni: Karl Gölsdorf, österreichischer Ingenieur und Lokomotiv-Konstrukteur († 1916)
- 10. Juni: Pierre Duhem, französischer Physiker und Wissenschaftstheoretiker († 1916)
- 12. Juni: Edmond Missa, französischer Komponist († 1910)
- 13. Juni: Johannes Angern, preußischer Generalmajor († 1938)
- 15. Juni: Ernestine Schumann-Heink, österreichische Opernsängerin († 1936)
- 17. Juni: Sidney Jones, englischer Komponist und Dirigent († 1946)
- 17. Juni: Wilhelm Robert Nessig, deutscher Lehrer und Geologe († 1932)
- 17. Juni: Georg von Prittwitz und Gaffron, deutscher Offizier und Afrikaforscher († 1936)
- 19. Juni: Douglas Haig, 1. Earl Haig, britischer Generalfeldmarschall († 1928)
- 19. Juni: José Rizal, philippinischer Schriftsteller, Patriot, Arzt, Freimaurer und Revolutionär, Nationalheld der Philippinen († 1896)
- 19. Juni: Ludwig Traube, deutscher Altphilologe und Mediävist († 1907)
- 20. Juni: Frederick Gowland Hopkins, englischer Biochemiker († 1947)
- 22. Juni: John Lemmoné, australischer Flötist, Komponist und Musikmanager († 1949)
- 22. Juni: Maximilian Graf von Spee, deutscher Admiral († 1914)
- 29. Juni: Nicolas Cadi, syrischer Erzbischof († 1941)

### Juli/August
- 05. Juli: Johannes Marinus Simon Baljon, niederländischer reformierter Theologe († 1908)
- 08. Juli: Oscar Matthiesen, dänischer Maler († 1957)
- 10. Juli: Paul Asten, deutscher Reichsgerichtsrat († 1925)
- 12. Juli: Anton Arenski, russischer Komponist († 1906)
- 12. Juli: Henri Deloncle, französischer Journalist († 1898)
- 13. Juli: Ludwig Edenhofer junior, deutscher Orgelbauer und Cellist († 1940)
- 15. Juli: Hirotsu Ryūrō, japanischer Schriftsteller († 1928)
- 16. Juli: Franz von Blon, deutscher Komponist und Dirigent († 1945)
- 22. Juli: Joseph L. Bristow, US-amerikanischer Politiker († 1944)
- 23. Juli: Alexander Willem Frederik Idenburg, niederländischer Gouverneur von Suriname († 1935)
- 24. Juli: Benno von Achenbach, Begründer der deutschen Kutschfahrkunst († 1936)
- 24. Juli: Elkan Nathan Adler, britischer Jurist und wissenschaftlicher Reisender († 1946)
- 24. Juli: Maurice Renaud, französischer Sänger († 1933)
- 24. Juli: Maximilian Graf von Wiser, deutscher Augenarzt († 1938)
- 26. Juli: Anna Carnaud, französische feministische Schriftstellerin († 1929)
- 26. Juli: Wascha-Pschawela, georgischer Schriftsteller und Naturphilosoph († 1915)
- 28. Juli: John Albert Johnson, US-amerikanischer Politiker († 1909)
- 29. Juli: Carl Müller-Rastatt, deutscher Schriftsteller, Literaturkritiker und Redakteur († 1931)
- 31. Juli: Wilhelm Busch, deutscher Instrumentenbauer († 1929)

- 01. August: Sammy Jones, australischer Cricketspieler († 1951)
- 01. August: Jacques Perl, deutscher Chemiker und Unternehmer († 1933)
- 03. August: Samuel M. Shortridge, US-amerikanischer Politiker († 1952)
- 03. August: Michel Verne, französischer Schriftsteller († 1925)
- 04. August: Josef Andergassen, österreichischer Kunsttischler, Altarbauer und Bildhauer († 1929)
- 04. August: Daniel E. Howard, liberianischer Präsident († 1935)
- 08. August: William Bateson, britischer Genetiker († 1926)
- 09. August: Paul Ruben Arons, deutscher Bankier und Kommerzienrat († 1932)
- 11. August: Albert Boehringer, deutscher Industrieller († 1939)
- 11. August: Emil Zsigmondy, österreichischer Bergsteiger († 1885)
- 13. August: Herbert H. Turner, britischer Astronom und Seismologe († 1930)
- 14. August: Georg Haberland, deutscher Unternehmer († 1933)
- 14. August: Augustus Stephen Vogt, kanadischer Musikpädagoge, Chorleiter, Organist und Komponist († 1926)
- 22. August: Otto Hartwich, deutscher Theologe und Prediger († 1948)
- 24. August: Theodor Fuchs, deutscher Verwaltungsjurist und Politiker, Oberbürgermeister von Jena († 1933)
- 25. August: Franz Amecke, deutscher Pfarrer († 1933)
- 31. August: Alexandre-M. Clerk, kanadischer Komponist und Dirigent († 1932)
- 31. August: Benjamin Jan Kouwer, niederländischer Gynäkologe († 1933)

### September/Oktober
- 01. September: Lazăr Edeleanu, rumänischer Chemiker († 1941)
- 03. September: James Hartness, US-amerikanischer Politiker († 1934)
- 03. September: Cyrus Woods, US-amerikanischer Jurist, Politiker und Diplomat († 1938)
- 07. September: Besarion Chelaia, georgischer Geistlicher († 1927)
- 11. September: Juhani Aho, finnischer Schriftsteller und Journalist († 1921)
- 11. September: Erich von Falkenhayn, deutscher Offizier und Militärpolitiker († 1922)
- 13. September: Eugen Blasius, deutscher Physiker († 1937)
- 13. September: Frederick Judd Waugh, US-amerikanischer Maler, Illustrator und Autor († 1940)
- 15. September: Henry Appia, Schweizer evangelischer Geistlicher († 1901)
- 16. September: Franz Matsch, österreichischer Maler († 1942)
- 17. September: Carlo Minoretti, italienischer Geistlicher, Erzbischof von Genua und Kardinal († 1938)
- 18. September: Eduard Riggenbach, Schweizer evangelischer Theologe und Hochschullehrer († 1927)
- 18. September: Walter Schott, deutscher Bildhauer († 1938)
- 20. September: Herbert Putnam, US-amerikanischer Bibliothekar († 1955)
- 21. September: Josef Scheiner, tschechischer Jurist, Journalist und Politiker sowie Mitglied der tschechischen Turnbewegung Sokol († 1932)
- 21. September: Alfredo Zayas y Alfonso, Präsident von Kuba 1921–1925 († 1934)
- 23. September: Adelheid von Bennigsen, deutsche Frauenrechtlerin († 1938)

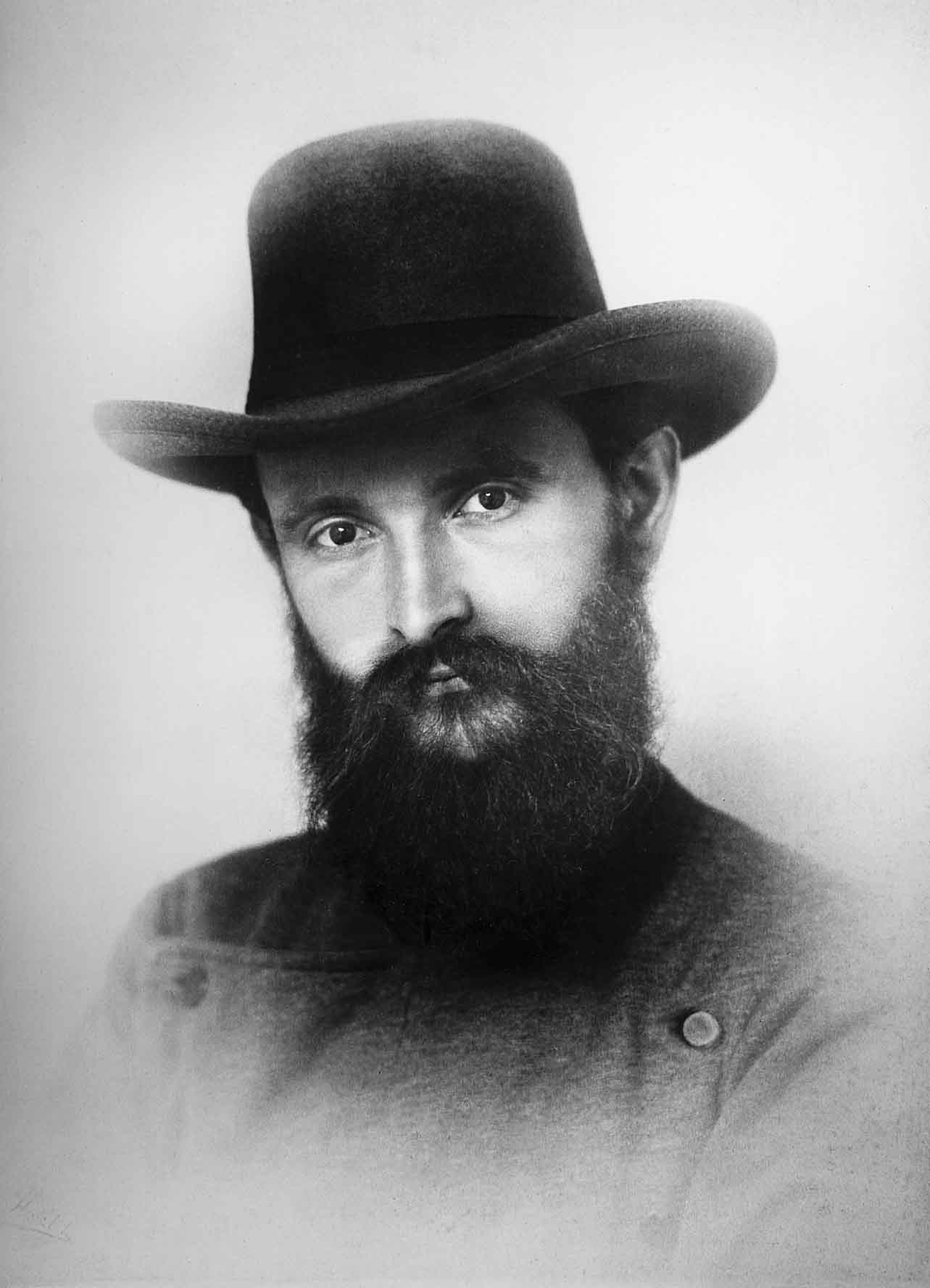
Robert Bosch, 1888

- 23. September: Robert Bosch, deutscher Industrieller und Philanthrop († 1942)
- 24. September: Walter Simons, deutscher Jurist und Politiker († 1937)
- 25. September: Abby Williams Hill, US-amerikanische Freilichtmalerin und Aktivistin († 1943)

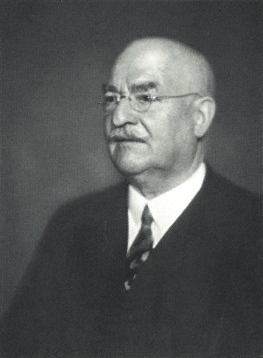
Carl Duisberg, um 1930

- 29. September: Carl Duisberg, Chemiker und Industrieller († 1935)
- 30. September: William Wrigley junior, US-amerikanischer Industrieller († 1932)
- 02. Oktober: Friedrich Simon Archenhold, deutscher Astronom, Konstrukteur des Riesenteleskops der späteren Archenhold-Sternwarte († 1939)
- 04. Oktober: Walter Rauschenbusch, Deutsch-US-amerikanischer baptistischer Theologe und Begründer des Social Gospel († 1918)
- 04. Oktober: Frederic Remington, US-amerikanischer Maler und Bildhauer († 1909)
- 07. Oktober: Carl von Dobschütz, preußischer Generalmajor († 1946)
- 10. Oktober: Édouard Dujardin, französischer Schriftsteller († 1949)

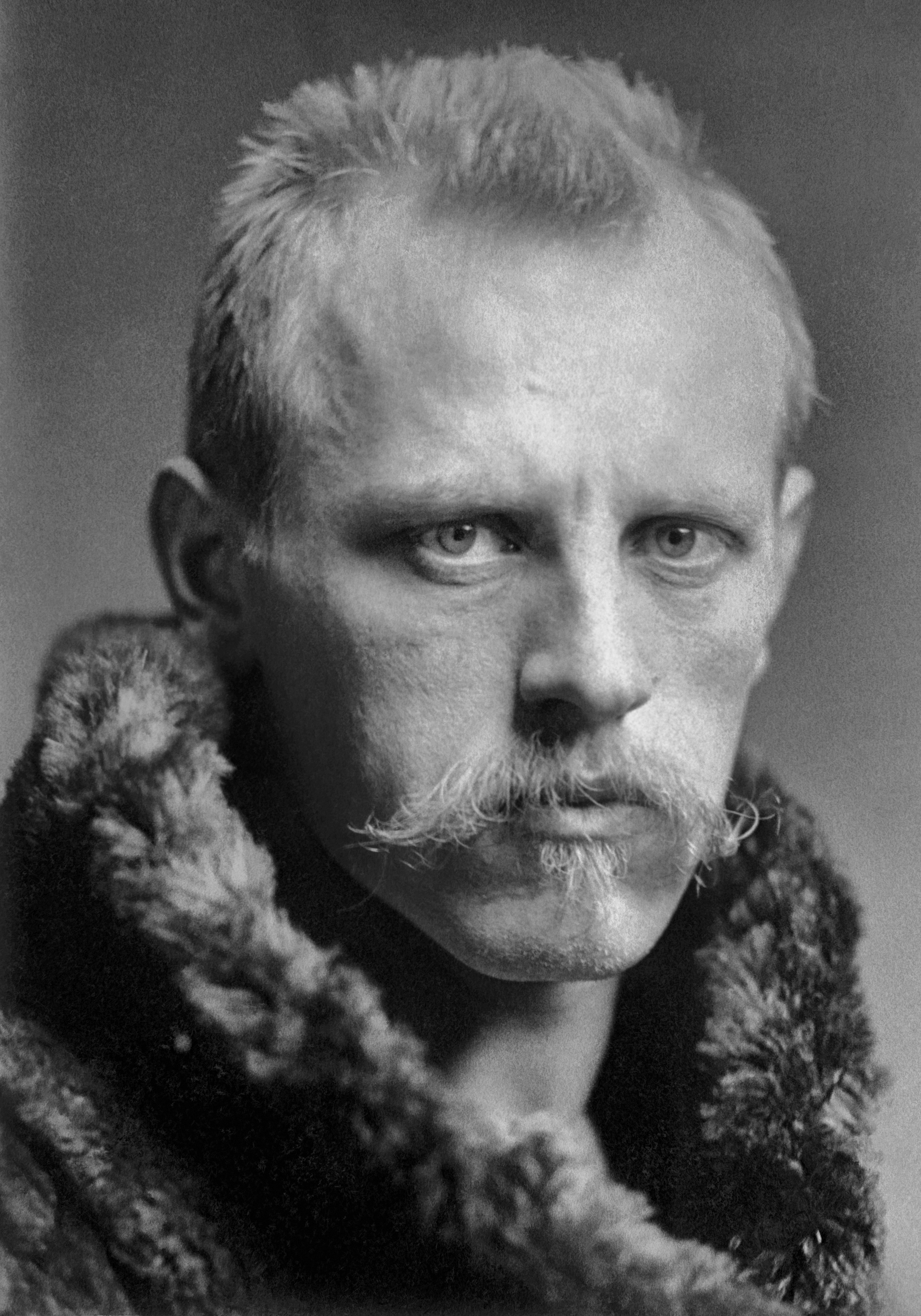
Fridtjof Nansen, 1897

- 10. Oktober: Fridtjof Nansen, norwegischer Forscher, Philanthrop und Staatsmann († 1930)
- 14. Oktober: Alois Mrštík, tschechischer Schriftsteller und Dramaturg († 1925)
- 15. Oktober: Eduard Schmid, Oberbürgermeister von München († 1933)
- 15. Oktober: Josef Ruederer, deutscher Schriftsteller († 1915)
- 16. Oktober: Ernest Barberolle, französischer Ruderer († 1948)
- 16. Oktober: John B. Bury, englischer Althistoriker und Philologe († 1927)
- 16. Oktober: Richard Sears, US-amerikanischer Tennisspieler († 1943)
- 17. Oktober: Woldemar Lippert, deutscher Archivar und Historiker († 1937)
- 19. Oktober: Richard Seifert, deutscher Chemiker († 1919)
- 20. Oktober: Maximilian Harden, deutscher Publizist, Kritiker und Schauspieler († 1927)
- 23. Oktober: Rudolf Köselitz, deutscher Maler und Illustrator († 1948)
- 23. Oktober: Wilhelm Wrage, deutscher Maler († 1942)
- 24. Oktober: Fritz Drechsler, deutscher Architekt († 1922)
- 28. Oktober: Adam Jende, lettischer Geistlicher und evangelischer Märtyrer († 1918)
- 30. Oktober: Antoine Bourdelle, französischer Bildhauer und Lehrer († 1929)
- 31. Oktober: Christoph Drollinger, deutscher evangelischer Geistlicher und Begründer der Schweizer Gemeinde für Urchristentum († 1943)

### November/Dezember
- 02. November: Georgi Jewgenjewitsch Lwow, russischer Politiker († 1925)
- 02. November: Maurice Blondel, französischer Philosoph († 1949)
- 02. November: Charles W. Waterman, US-amerikanischer Politiker († 1932)
- 04. November: Catharina Klein, deutsche Malerin († 1929)
- 06. November: Thomas Watt Gregory, US-amerikanischer Politiker († 1933)
- 06. November: James Naismith, kanadischer Erfinder der Sportart Basketball († 1939)
- 07. November: Lesser Ury, deutscher Maler († 1931)
- 09. November: Victor Charbonnet, Schweizer Ingenieur und freisinniger Politiker († 1924)
- 09. November: James A. Reed, US-amerikanischer Politiker († 1944)
- 11. November: Leopold Adametz, österreichischer Tierzucht- und Vererbungsforscher († 1941)
- 12. November: Paul Preuß, deutscher Botaniker und Forschungsreisender († 1926)
- 13. November: Viktor Weber von Webenau, österreich-ungarischer General († 1932)
- 14. November: Frederick Jackson Turner, US-amerikanischer Historiker († 1932)
- 16. November: Arvid Järnefelt, finnischer Schriftsteller († 1932)
- 17. November: Archibald Lampman, kanadischer Lyriker († 1899)
- 17. November: Erich Marcks, deutscher Historiker († 1938)
- 20. November: Camillo Kardinal Laurenti, italienischer Geistlicher, Kurienkardinal der römisch-katholischen Kirche († 1938)
- 22. November: Ranavalona III., letzte Herrscherin des Königreichs Madagaskar († 1917)
- 26. November: Albert B. Fall, US-amerikanischer Politiker († 1944)
- 28. November: Verena Conzett-Knecht, Schweizer Gewerkschafterin und Frauenrechtlerin († 1947)
- 30. November: Ludwig Thuille, österreichischer Komponist († 1907)
- 01. Dezember: Carl Legien, deutscher Gewerkschaftsführer († 1920)
- 05. Dezember: Armando Diaz, italienischer Generalstabschef († 1928)
- 07. Dezember: Henri Berthelot, französischer General im Ersten Weltkrieg († 1931)
- 08. Dezember: Rosa Krüger, deutsche Blumen- und Interieurmalerin († 1936)
- 08. Dezember: Aristide Maillol, französischer Bildhauer, Maler und Grafiker († 1944)
- 08. Dezember: Georges Méliès, französischer Magier und Filmregisseur († 1938)
- 10. Dezember: Daisy Greville, Countess of Warwick, britische High-Society-Lady und Mätresse († 1938)
- 10. Dezember: Karl Groos, deutscher Philosoph und Psychologe († 1946)
- 10. Dezember: Elisabeth von Heyking, deutsche Schriftstellerin und Malerin († 1925)
- 15. Dezember: Pehr Evind Svinhufvud, finnischer Präsident († 1944)
- 17. Dezember: Arthur Edwin Kennelly, britisch-amerikanischer Elektroingenieur († 1939)
- 18. Dezember: Elisabeth Schellbach, deutsche Illustratorin († 1929)
- 19. Dezember: Nikolai Iwanowitsch Andrussow, russischer Geologe und Paläontologe († 1924)
- 19. Dezember: Italo Svevo, italienischer Schriftsteller († 1928)
- 20. Dezember: Ludwig Sauer, deutscher Organist († 1940)
- 21. Dezember: Karl August Lingner, deutscher Unternehmer und Philanthrop († 1916)
- 22. Dezember: Hermann Gehrmann, deutscher Musikkritiker und Komponist († 1916)
- 22. Dezember: Ochiai Naobumi, japanischer Lyriker und Literaturwissenschaftler († 1903)
- 26. Dezember: Friedrich Engel, deutscher Mathematiker († 1941)
- 26. Dezember: Karl Hillebrand, österreichischer Astronom († 1939)
- 26. Dezember: Ludolf von Krehl, deutscher Mediziner († 1937)
- 29. Dezember: Kurt Hensel, deutscher Mathematiker († 1941)
- 31. Dezember: August Abegg, Schweizer Textilfabrikant († 1924)

### Genaues Geburtsdatum unbekannt
- John Frederick Abercromby, britischer Golfarchitekt († 1935)
- Zygmunt Andrychiewicz, polnischer Maler († 1943)
- August Geiger-Thuring, deutscher Landschaftsmaler († 1896)
- Bagher Khan, militärischer Führer und Freiheitskämpfer der Konstitutionellen Revolution Irans († 1916)
- Regino López, kubanischer Schauspieler, Regisseur und Sänger († 1945)
- Amalia Paoli, puerto-ricanische Opernsängerin († 1942)

## Gestorben

### Erstes Quartal
- 01. Januar: Carl Johan Fahlcrantz, schwedischer Maler (* 1774)

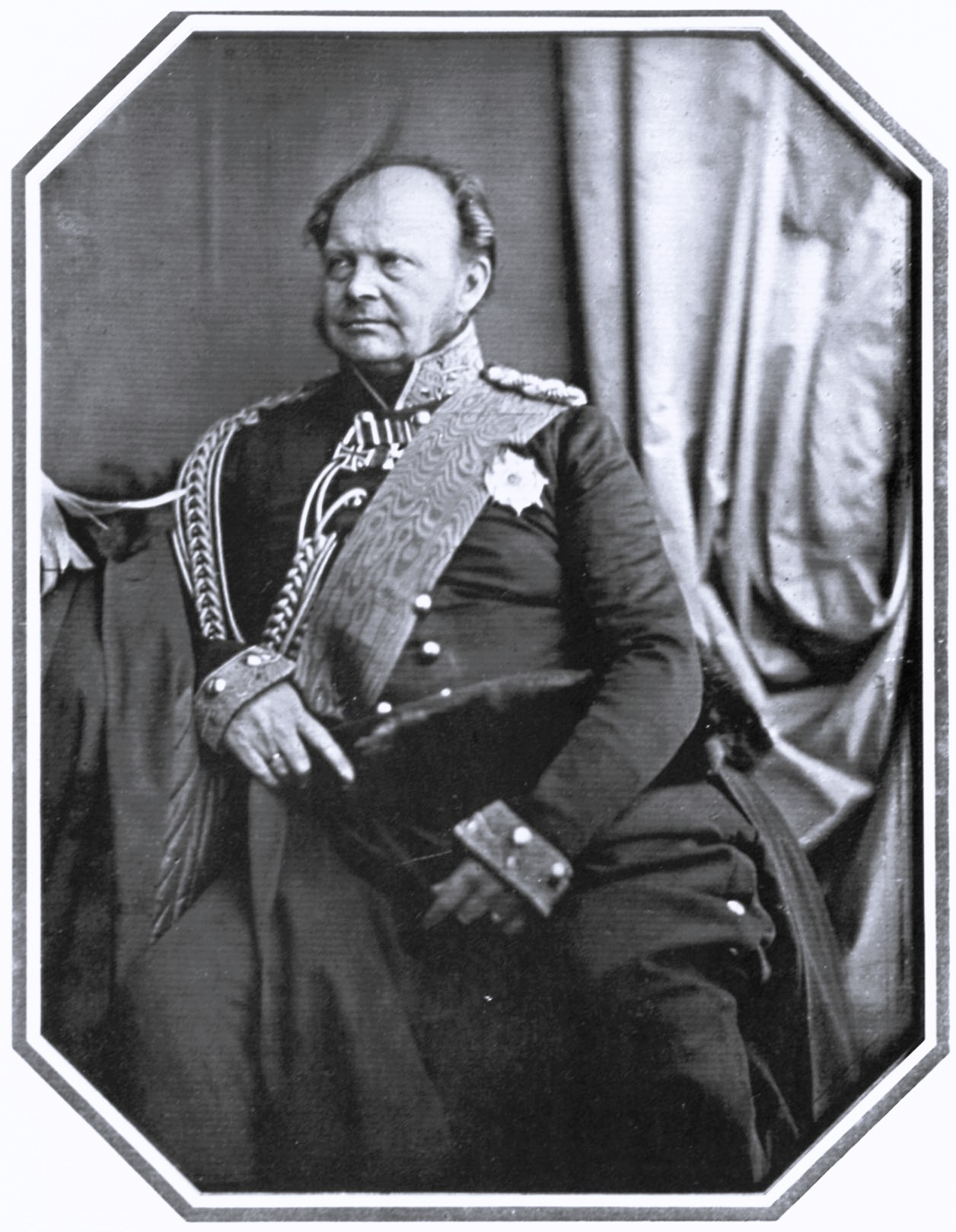
Friedrich Wilhelm IV. von Preußen, 1847

- 02. Januar: Friedrich Wilhelm IV., König von Preußen (* 1795)
- 05. Januar: Heinrich Alexander von Arnim, preußischer Staatsmann (* 1798)
- 13. Januar: Carlos Luis de Borbón, carlistischer Thronprätendent in Spanien (* 1818)
- 17. Januar: Lola Montez, irische Hochstaplerin und Tänzerin (* 1821)
- 17. Januar: Malla Montgomery-Silfverstolpe, schwedische Schriftstellerin (* 1782)
- 18. Januar: Joachim Heinrich Wilhelm Wagener, deutscher Bankier und Mäzen (* 1782)
- 19. Januar: Albert Niemann, deutscher Chemiker (* 1834)
- 20. Januar: Adolf Theodor Roscher, deutscher Industrieller (* 1782)
- 20. Januar: Johann Ludwig Urban Blesson, preußischer Militärschriftsteller (* 1790)
- 22. Januar: Friedrich Tiedemann, deutscher Anatom und Physiologe (* 1781)
- 22. Januar: Giovanni Battista Velluti, italienischer Opernsänger, letzter der großen Kastraten (* 1780)
- 24. Januar: Robert Perkins Letcher, US-amerikanischer Politiker (* 1788)
- 01. Februar: Elisha Harris, US-amerikanischer Politiker (* 1791)
- 05. Februar: Pierre Bosquet, französischer General, Marschall von Frankreich (* 1810)
- 07. Februar: Borys Halpert, polnischer Theaterleiter, Librettist und Musiker (* 1805)
- 08. Februar: Pierre-Bienvenu Noailles, französischer Priester und Ordensgründer (* 1793)
- 09. Februar: Karl Otto Ludwig von Arnim, deutscher Schriftsteller (* 1779)
- 09. Februar: Francis Danby, irischer Maler (* 1793)
- 12. Februar: André Hippolyte Chelard, französischer Komponist (* 1789)
- 16. Februar: Ernst Casimir II. zu Ysenburg und Büdingen, Fürst zu Ysenburg und Büdingen (* 1806)
- 18. Februar: Theodor Mügge, deutscher Schriftsteller (* 1802)
- 21. Februar: Lars Levi Læstadius, schwedischer Erweckungsprediger in Lappland (* 1800)
- 21. Februar: Ernst Rietschel, deutscher Bildhauer des Spätklassizismus (* 1804)
- 26. Februar: Jacob Best, deutscher Unternehmer und Brauer (* 1786)
- 27. Februar: Prosper Ludwig von Arenberg, Herzog von Arenberg, Aarschot und Meppen, Fürst von Recklinghausen, Graf von der Marck (* 1785)
- 06. März: Conrad Kreuzer, österreichischer Zeichner und Landschaftsmaler (* 1810)
- 10. März: Taras Schewtschenko, ukrainischer Dichter (* 1814)
- 16. März: Victoire von Sachsen-Coburg-Saalfeld, deutsche Adelige, Mutter der britischen Königin Victoria (* 1786)
- 17. März: Per Conrad Boman, schwedischer Komponist (* 1804)
- 18. März: Paolo Ghiringhelli, Schweizer Benediktiner und Statthalter (* 1778)
- 18. März: Mary Ann Brown Patten, US-amerikanische Navigatorin und Matrosin (* 1837)
- 22. März: Miguel Lerdo de Tejada, mexikanischer Politiker (* 1812)
- 29. März: Adrianus Catharinus Holtius, niederländischer Rechtswissenschaftler (* 1786)

### Zweites Quartal
- 04. April: Michael Aigner, österreichischer Kupferstecher (* 1805)
- 04. April: Franz Anton von Kolowrat-Liebsteinsky, österreichischer Staatsmann (* 1778)

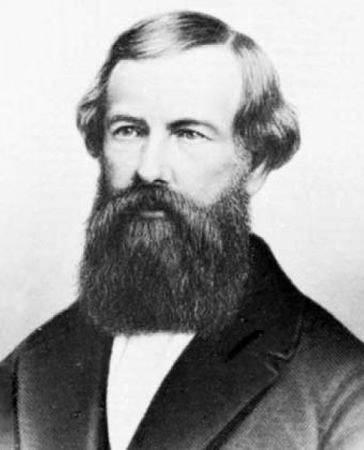
Elisha Graves Otis

- 08. April: Elisha Graves Otis, US-amerikanischer Mechanikermeister (* 1811)
- 16. April: Friedrich Landolin Karl Freiherr von Blittersdorf, badischer Beamter (* 1792)
- 18. April: Heinrich August Neithardt, deutscher Komponist (* 1793)
- 18. April: Joseph Augenstein, deutscher Lokalpolitiker (* 1800)
- 19. April: Charles Ashe à Court-Repington, britischer General (* 1785)
- 23. April: Alexei Petrowitsch Jermolow, russischer General und Diplomat (* 1777)
- 26. April: John Munroe, US-amerikanischer Offizier und Politiker (* 1796)
- 29. April: José María Obando, Präsident von Neugranada (* 1795)
- 09. Mai: Ernst von Lasaulx, deutscher klassischer Philologe, Geschichtsphilosoph und Politiker (* 1805)
- 10. Mai: Karl Heinrich Caspari, deutscher Geistlicher, Theologe und Schriftsteller (* 1815)
- 10. Mai: Christian Christoph Andreas Lange, norwegischer Archivar (* 1810)
- 18. Mai: Friedrich August von Ammon, deutscher Augenarzt (* 1799)
- 21. Mai: Eugen von Mazenod, französischer katholischer Heiliger und Ordensgründer (* 1782)
- 22. Mai: Godehard Braun, deutscher Weihbischof (* 1798)
- 29. Mai: Joachim Lelewel, polnischer Historiker und Freiheitskämpfer (* 1786)
- 29. Mai: Johann Georg Volkart, Schweizer Kaufmann und Unternehmer (* 1825)
- 30. Mai: Michail Gortschakow, russischer Feldmarschall (* 1792)
- 03. Juni: Stephen A. Douglas, US-amerikanischer Politiker (* 1813)
- 06. Juni: Camillo Benso von Cavour, italienischer Premierminister (* 1810)
- 10. Juni: Theodore Winthrop, US-amerikanischer Autor und Rechtsanwalt, Major der Nordstaatenarmee im Sezessionskrieg (* 1828)
- 16. Juni: Nathanael G. Pendleton, US-amerikanischer Politiker (* 1793)
- 20. Juni: Ferdinand von Augustin, österreichischer Feldmarschallleutnant und Reiseschriftsteller (* 1807)
- 24. Juni: John Campbell, 1. Baron Campbell, britischer Politiker und Jurist (* 1779)
- 25. Juni: Abdülmecid I., osmanischer Sultan (* 1823)
- 29. Juni: Elizabeth Barrett Browning, britische Dichterin (* 1806)
- 30. Juni: Robert O’Hara Burke, irischstämmiger australischer Entdecker (* 1821)

### Drittes Quartal
- 02. Juli: James Abercrombie, US-amerikanischer Rechtsanwalt und Politiker (* 1792)
- 02. Juli: Karl Heinrich Adelbert Lipsius, deutscher evangelisch-lutherischer Theologe und Pädagoge (* 1805)
- 04. Juli: Francisco del Rosario Sánchez, dominikanischer Politiker, einer der Gründungsväter der Dominikanischen Republik (* 1817)
- 13. Juli: James Hopkins Adams, US-amerikanischer Politiker (* 1812)
- 13. Juli: Jan Ackersdijck, niederländischer Jurist, Statistiker und Ökonom (* 1790)
- 14. Juli: Nathan Appleton, US-amerikanischer Politiker (* 1779)
- 15. Juli: Adam Jerzy Czartoryski, polnischer Politiker (* 1770)
- 16. Juli: Ludwig Pernice, deutscher Rechtsgelehrter und Kurator in Halle (* 1799)
- 16. Juli: Margarethe Bernbrunn, deutsche Schauspielerin, Opernsängerin und Schriftstellerin (* 1788)
- 19. Juli: Michael Kahn, deutscher Unternehmer (* 1798)
- 20. Juli: Ferdinand Wachter, deutscher Historiker und Hochschullehrer (* 1794)
- 22. Juli: Gregor Wilhelm Nitzsch deutscher Philologe (* 1790)
- 22. Juli: Barnard Elliott Bee, Brigadegeneral der Konföderierten (* 1824)
- 25. Juli: Jonas Furrer, Schweizer Bundespräsident (* 1805)
- 01. August: Johann Philipp Abresch, deutscher Demokrat (* 1804)
- 11. August: Catherine Hayes, irische Opernsopranistin (* 1818)
- 13. August: Thomas Witlam Atkinson, englischer Reiseschriftsteller (* 1799)
- 15. August: Adolphe Dumas, französischer Dichter, Dramatiker und Provenzalist (* 1805)
- 16. August: Ranavalona I., Königin von Madagaskar (* um 1782)
- 18. August: Jonker Afrikaner, Kaptein der Orlam (* 1790)
- 22. August: Xianfeng, chinesischer Kaiser (Qing-Dynastie) (* 1831)
- 26. August: Johan Fredrik Berwald, schwedischer Komponist (* 1787)
- 28. August: William Lyon Mackenzie, schottisch-kanadischer Politiker (* 1795)
- 03. September: Christian Heinrich Tramm, deutscher Architekt (* 1819)
- 07. September: Willie Person Mangum, US-amerikanischer Politiker (* 1792)
- 11. September: Karl Gottlieb Anton, deutscher Altphilologe (* 1778)
- 11. September: George N. Briggs, US-amerikanischer Politiker (* 1796)
- 13. September: Toussaint Poisson, französischer Komponist und Musikpädagoge (* 1797)
- 20. September: Maximilien Simon, französischer Komponist und Staatsbediensteter (* 1797)
- 22. September: Rose Chéri, französische Schauspielerin (* 1824)
- 22. September: Ernst Friedrich Zwirner, deutscher Dombaumeister und Architekt (* 1802)
- 23. September: Therese Brunsvik de Korompa, ungarische Adlige, Vertraute von Ludwig van Beethoven und Gründerin der Kindergärten in Ungarn (* 1775)
- 24. September: Abba Bagibo, König von Limmu-Ennarea (* 1802)
- 28. September: Amanz Kaspar Affolter, Schweizer Jurist und Politiker (* 1825)

### Viertes Quartal
- 11. Oktober: Elizabeth Conyngham, Marchioness Conyngham, Mätresse von König Georg IV. von Großbritannien (* 1769)
- 11. Oktober: Friedrich Georg Christian von Wichmann, deutscher Offizier und Prinzenerzieher (* 1779)
- 12. Oktober: Christian Wurm, deutscher Gymnasiallehrer, Schriftsteller, Philologe und Lexikograf (* 1801)
- 23. Oktober: Jorge Córdova, Präsident von Bolivien (* 1822)
- 25. Oktober: Gotthard Emanuel von Aderkas, deutsch-baltischer Diplomat und Verwaltungsbeamter (* 1773)

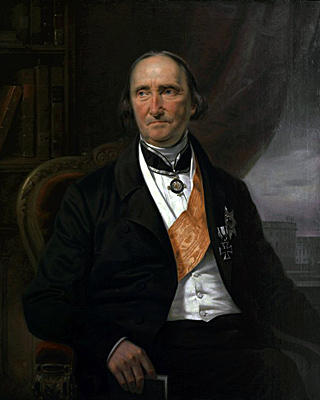
Friedrich Carl von Savigny

- 25. Oktober: Friedrich Carl von Savigny, deutscher Rechtsgelehrter (* 1779)
- 01. November: Oldwig Anton Leopold von Natzmer, preußischer General (* 1782)
- 08. November: Josiah McNair Anderson, US-amerikanischer Politiker (* 1807)
- 10. November: Henri Mouhot, französischer Naturwissenschaftler und Forschungsreisender (* 1826)
- 10. November: Moritz Schreber, deutscher Arzt (Leipzig) (* 1808)
- 11. November: Peter V., König von Portugal (* 1837)
- 12. November: Albert Dufour-Féronce, deutscher Bankier, Unternehmer und Eisenbahnpionier (* 1798)
- 13. November: Arthur Hugh Clough, englischer Schriftsteller (* 1819)
- 17. November: Eduard Herrmann Volkmar Ficker, sächsischer evangelisch-lutherischer Theologe, Geistlicher und Magister (* 1801)
- 20. November: Christian Friedrich Brendel, deutscher Bergingenieur (* 1776)
- 21. November: Johannes Horkel, deutscher Philologe und Schulleiter (* 1820)
- 21. November: Jean Baptiste Henri Lacordaire, französischer Dominikaner, Prediger und Theologe (* 1802)
- 23. November: Wilhelm von Harnier, deutscher Afrikareisender (* 1836)
- 24. November: Ferdinand von Eckstein, dänischer Schriftsteller und französischer Beamter (* 1790)
- 26. November: Wilhelm Hensel, deutscher Maler (* 1794)
- 27. November: Anne Bignan, französische Schriftstellerin und Übersetzerin (* 1795)
- 28. November: Richard M. Young, US-amerikanischer Politiker (* 1798)
- 01. Dezember: Heinrich August Hahn, deutscher evangelischer Theologe und Hochschullehrer (* 1821)
- 04. Dezember: José María Bustamante, mexikanischer Komponist (* 1777)
- 08. Dezember: Iossif Iwanowitsch Charlemagne, russischer Architekt (* 1782)
- 14. Dezember: Albert von Sachsen-Coburg und Gotha, deutscher Adeliger, Ehemann von Victoria von Großbritannien (* 1819)
- 14. Dezember: Heinrich Marschner, deutscher Komponist (* 1795)
- 17. Dezember: Franz Abele von Lilienberg, österreichischer Feldmarschallleutnant (* 1766)
- 17. Dezember: Ignaz Maria Graf von Attems-Heiligenkreuz, österreichischer Geheimer Rat und Landeshauptmann der Steiermark (* 1774)

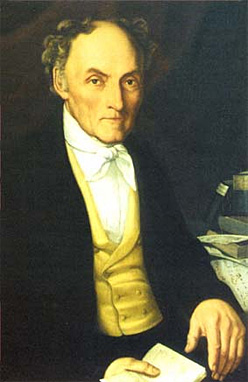
Ernst Anschütz

- 18. Dezember: Ernst Anschütz, deutscher Lehrer, Organist, Dichter und Komponist (* 1780)
- 23. Dezember: William Clayton Anderson, US-amerikanischer Politiker (* 1826)
- 24. Dezember: Carl Gottlieb Bellmann, deutscher Musiker (* 1772)
- 25. Dezember: Jakob Josef Eeckhout, belgischer Maler und Lithograf (* 1793)